# Adolf Hitler
Adolf Hitler (pronunciado /ˈadɔlf ˈhɪtlɐ/ (escucharⓘ)), hispanizado Adolfo Hitler (Braunau am Inn, Alta Austria, 20 de abril de 1889-Berlín, 30 de abril de 1945), fue un político, militar y dictador alemán de origen austríaco. Canciller imperial desde 1933 y Führer —caudillo— de Alemania desde 1934 hasta su muerte en 1945, llevó al poder al Partido Nacionalsocialista Obrero Alemán, más comúnmente conocido como Partido Nazi, y estableció un régimen totalitario durante el período conocido como Tercer Reich o Alemania nazi. Inició la Segunda Guerra Mundial al invadir Polonia el 1 de septiembre de 1939 y fue una figura clave en la perpetración del Holocausto, el genocidio de aproximadamente 11 millones de personas, entre los que se encontraban judíos, discapacitados, homosexuales, testigos de Jehová, socialistas, comunistas y gitanos.
Hitler fue el escritor de al menos dos libros; Mein Kampf y Zweites Buch, el primero es en parte su autobiografía y programa de gobierno, donde muestra sus bases ideológicas por las cuales llegó a ser quien fue, y el segundo profundiza más respecto a sus ideas planteadas en el primer libro. Ambos libros son considerados de filosofía política, aunque comúnmente no se le da el título de filósofo a Hitler porque sus bases filosóficas fueron desarrolladas por otros filósofos y también porque se vio influenciado por la ariosofía.
Hitler se afilió en 1919 al Partido Obrero Alemán, predecesor del NSDAP, asumiendo su liderazgo definitivo en 1921. En 1923, tras el pronunciamiento en la cervecería Bürgerbräukeller de Múnich, Hitler intentó tomar el poder mediante un golpe de Estado fallido, por el que fue condenado a cinco años de prisión. Durante su estancia en la cárcel, redactó la primera parte de su libro Mi lucha (en alemán, Mein Kampf), en el que expone su ideología junto con elementos autobiográficos. Liberado ocho meses después, en 1924, Hitler obtuvo creciente apoyo popular mediante la exaltación del pangermanismo o nacionalismo alemán, el antisemitismo y el anticomunismo, sirviéndose de su talento oratorio apoyado por la eficiente propaganda nazi y las concentraciones de masas cargadas de simbolismo.
Fue nombrado canciller imperial (Reichskanzler) en enero de 1933 y, un año después, a la muerte del presidente Paul von Hindenburg, se autoproclamó líder y canciller imperial (Führer und Reichskanzler), asumiendo así el mando supremo del Estado germano. Transformó la República de Weimar en el Tercer Reich y gobernó con un partido único basado en el totalitarismo y la autocracia de la ideología nazi.
El objetivo de Hitler era establecer un Nuevo Orden basado en la absoluta hegemonía de la Alemania nazi en el continente europeo. Su política exterior e interior tenía el objetivo de apoderarse de Lebensraum (‘espacio vital’) para los pueblos germánicos. Promovió el rearme de Alemania y tras la invasión de Polonia por la Wehrmacht el 1 de septiembre de 1939, se iniciaría la Segunda Guerra Mundial. Con estos actos, Hitler violó el Tratado de Versalles de 1919, que establecía las condiciones de la paz tras la Primera Guerra Mundial.
Bajo la dirección de Hitler, las fuerzas alemanas y sus aliados ocuparon en 1941 la mayor parte de Europa y África del Norte. Esas conquistas territoriales decrecieron paulatinamente después de la batalla de Stalingrado, hasta 1945, cuando los ejércitos aliados derrotaron al ejército alemán. 
Por motivos raciales, Hitler causó la muerte de diecisiete millones de personas, incluyendo una cifra en torno a seis millones de judíos. Hitler fue partidario de una política ultranacionalista y racista, así como de una política de discriminación y exterminio que afectó a diversos grupos étnicos, políticos y sociales: poblaciones eslavas, gitanos, testigos de Jehová, homosexuales, opositores políticos, miembros de la masonería, prisioneros de guerra, discapacitados físicos y mentales y, especialmente, judíos. Segregados desde 1933 de la vida social y económica del país, los judíos fueron objeto de un plan de internamiento y exterminio conocido como la solución final a partir de 1941, en lo que posteriormente se denominó «Holocausto».
En los últimos días de la guerra, Hitler, desgastado por las derrotas y en condiciones físicas y psíquicas cada vez más precarias, se negó a entregar las armas y siguió resistiendo obstinadamente. Finalmente Berlín fue rodeada por el Ejército Rojo, haciendo que se suicidara junto a su pareja Eva Braun en su búnker el 30 de abril de 1945. Con ella se había casado el día anterior. Posteriormente, sus cadáveres fueron quemados y enterrados en el patio de la cancillería.

## Política
Ascendió al poder durante un período de crisis económica, social y política, acentuada por los efectos de la Gran Depresión de 1929 y el descontento y frustración popular en Alemania como consecuencia de la derrota en la Primera Guerra Mundial. A lo largo de su mandato político utilizó la propaganda estatal y su carismática oratoria para persuadir a las masas, enfatizando su oposición al Tratado de Versalles de 1919, al pueblo judío, al pacifismo y al comunismo internacional, particularmente el soviético-bolchevique. A la vez, resaltaba el nacionalismo alemán, el militarismo, el racismo, la llamada preservación de la raza aria, el pangermanismo y la anexión o recuperación armada de territorios europeos perdidos por el Imperio alemán después de la Primera Guerra Mundial. Después de reestructurar la industria y economía y frenar en poco tiempo la inflación y el desempleo, Hitler se ganó el apoyo popular. Rearmó y organizó las fuerzas armadas alemanas, estableciendo una dictadura totalitaria personal que transformó a la sociedad alemana y eliminó su sistema democrático. Su régimen se caracterizó por la discriminación racial, la supremacía aria y la persecución étnico-religiosa y política. Desde 1939, como consecuencia de la guerra, este modelo se extendió al resto de Europa. En el plano ideológico, Hitler asumió los planteamientos del fascismo italiano pero con matices propios basados en las características del nazismo y la sociedad alemana. En torno a su figura se desarrolló un intenso culto a la personalidad.
Perseguía una agresiva política exterior expansionista para ampliar el Lebensraum ('espacio vital') alemán al este de Europa, y combatir una presunta conspiración internacional entre el judaísmo, la masonería, el comunismo y el capitalismo por parte de los gobiernos estadounidense, inglés y soviético. Su política tenía como objetivo establecer un Nuevo Orden (Neuordnung) en el que Alemania y la raza aria tendrían un papel hegemónico mundial.
Responsable del inicio de la Segunda Guerra Mundial en Europa con la invasión de Polonia en septiembre de 1939, para 1941, período de su apogeo, sus tropas y aliados del Eje ocuparon la mayoría de Europa y partes de Asia y África, pero fueron derrotadas por las potencias Aliadas en 1945. Hacia el final de la guerra, las violentas políticas de conquista territorial y subyugación racial de Hitler habían causado la muerte de entre 55 y 60 millones de personas (alrededor del 2 % de la población mundial de la época) en su mayor parte civiles, así como un considerable grado de destrucción de ciudades europeas. El exterminio sistemático y masivo de enemigos políticos y personas consideradas racialmente «inferiores» o «subhumanas», mediante la detención en una red de campos de concentración y exterminio en Alemania y en los territorios conquistados, llevó a la muerte a poco más de seis millones de judíos en lo que posteriormente en el contexto histórico se denominó el Holocausto, como así también a homosexuales, gitanos, eslavos, discapacitados físicos, enfermos mentales, prisioneros de guerra soviéticos y opositores políticos a su régimen. Las estimaciones del número de personas que perdieron la vida como consecuencia de medidas raciales adoptadas por el gobierno de Hitler, sus aliados del Eje, estados satélite y colaboradores, según la mayoría de los historiadores serían aproximadamente once o doce millones de personas, de las cuales la mitad corresponderían al Holocausto.

## Primeros años

### Infancia

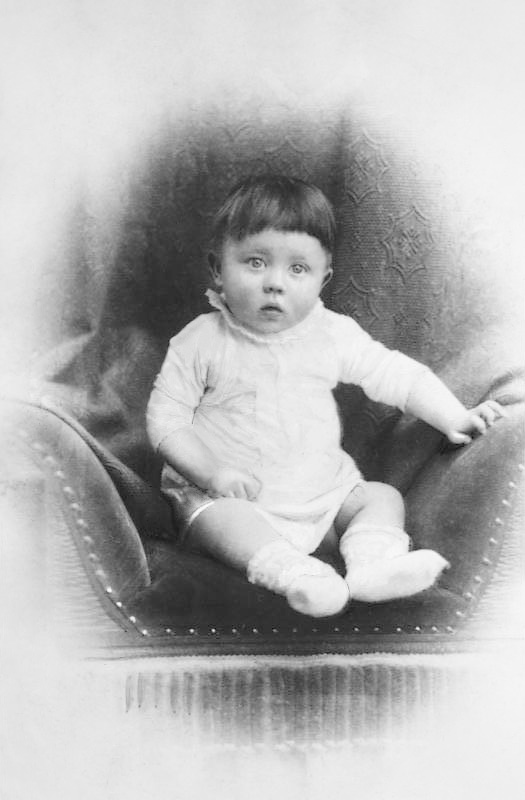
Hitler de niño.

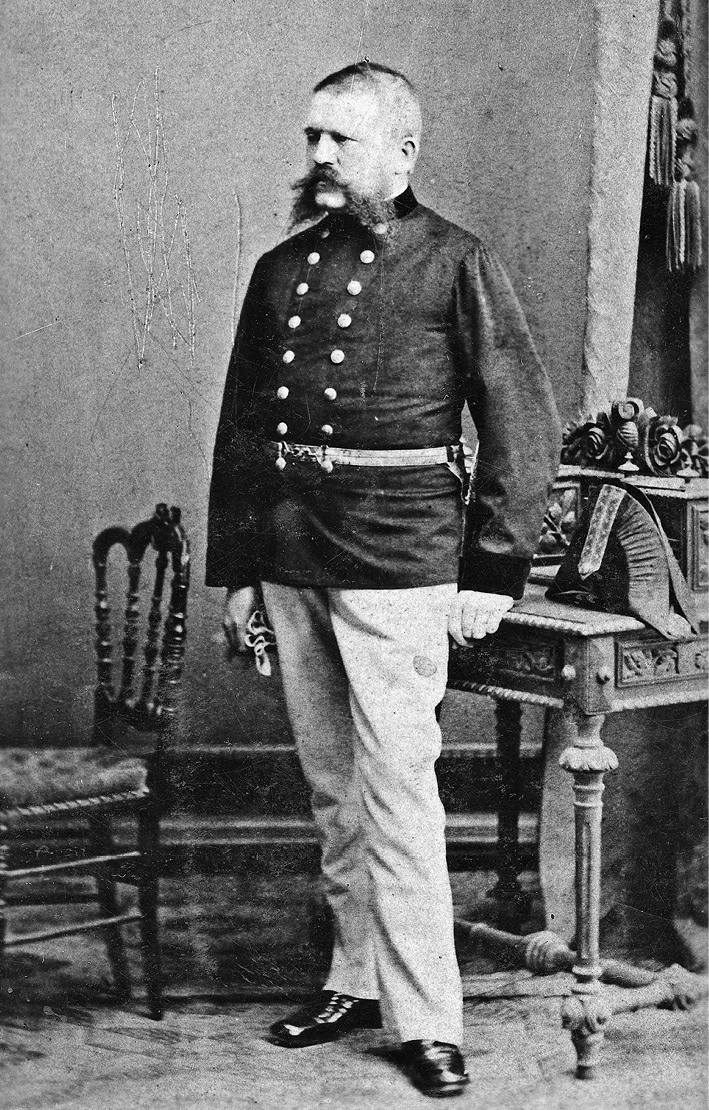
Alois Hitler, padre de Hitler (1837–1903).

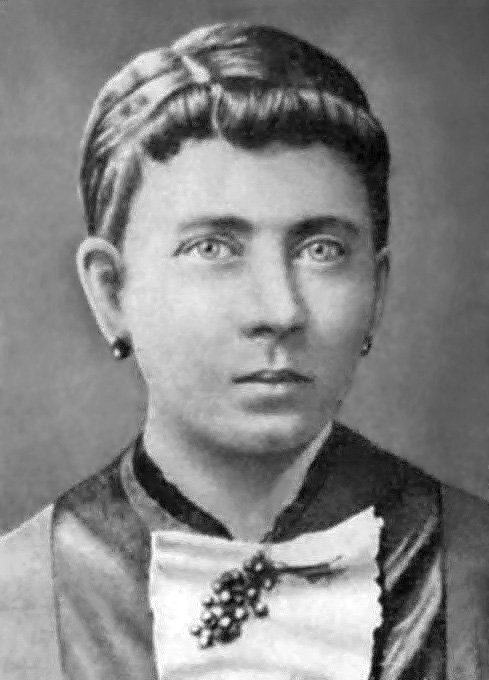
Klara Pölzl Hitler, madre de Hitler (1860–1907).

Adolf Hitler nació en Braunau am Inn, una pequeña aldea cerca de Linz en la provincia de la Alta Austria, no muy lejos de la frontera alemana, en lo que entonces era el Imperio austrohúngaro. Nacido en una familia de clase media, su padre, Alois Hitler (1837-1903), fue un agente de aduanas. Su madre, Klara Pölzl (1860-1907), fue la tercera esposa de Alois. Hitler fue el cuarto hijo de la pareja, y bautizado en la iglesia de San Esteban de su localidad natal. Como los padres de Hitler eran primos, debieron obtener una dispensa papal para el matrimonio. De los seis hijos de Alois y Klara, solo Adolf y su hermana Paula llegaron a la edad adulta. El padre de Hitler también tuvo un hijo, Alois Jr., y una hija, Angela, con su segunda esposa.

Árbol genealógico de Hitler.

Su padre, Alois Hitler, fue un hijo ilegítimo, por lo que durante los primeros treinta y nueve años de su vida llevó el apellido de su madre, Schicklgruber. En 1876, el padre de Alois, Johann Georg Hiedler, finalmente lo reconoció. En el siglo XIX eran comunes en Austria las variantes del apellido Hüttler, Hiedler, Hittler y Hitler. La teoría del escritor Franz Jetzinger de que el apellido guarda relación con el checo Hidlar o Hidlarcek ha sido citada en la literatura en numerosas ocasiones, pero es actualmente rechazada: lo más probable es que todas esas variantes deriven de Hütte (choza), con lo que el apellido significaría algo así como «pequeño campesino» o «el que vive en una cabaña».
La propaganda de los Aliados explotó el apellido original de la familia de Hitler durante la Segunda Guerra Mundial. Panfletos portando la frase Heil Schicklgruber fueron lanzados desde el aire sobre ciudades alemanas. Sin embargo, Adolf nació legalmente como Hitler; además, se encontraba también relacionado con Hiedler a través de su abuela materna, Johanna Hiedler.
El nombre Adolf viene del antiguo alto alemán y significa «lobo noble» (Adel=nobleza + wolf=lobo). De ahí que uno de los apodos de Hitler puestos por él mismo fuera Wolf o Herr Wolf —comenzó a usar este apodo a principios de los años 1920 y se le dirigían con él solo los amigos íntimos (como «Tío Wolf» por los Wagner) hasta la caída del Tercer Reich—. Los nombres de varios de sus cuarteles generales dispersos por la Europa continental (Wolfsschanze en Prusia Oriental, Wolfsschlucht en Francia, Werwolf en Ucrania, etc.) reflejan esto. Incluso Hitler sugirió a su hermana Paula que se cambiara de nombre durante los juegos Olímpicos en Garmisch y se mantuviera en estricto incógnito bajo el apellido Wolff, manteniendo su nombre si quería. Por sugerencia de Paula, se añadió el calificativo de Frau (Señora) para hacer menos sospechoso el cambio de nombre ante sus conocidos (haciendo ver que el cambio de nombre fuera debido a un matrimonio). Hitler era conocido como Adi por su familia y parientes más cercanos.
Hitler dijo que, de niño, era azotado a menudo por su padre. Años más tarde le dijo a su secretaria: «Entonces tomé la decisión de no llorar nunca más cuando mi padre me azotaba. Unos pocos días después tuve la oportunidad de poner a prueba mi voluntad. Mi madre, asustada, se escondió en frente de la puerta. En cuanto a mí, conté silenciosamente los golpes del palo que azotaba mi trasero».
La familia de Hitler se mudó con mucha frecuencia, de Braunau am Inn a Passau, Lambach, Leonding y Linz. El joven Hitler fue un buen estudiante en primaria. Pero en sexto, en su primer año de enseñanza secundaria (Realschule) en Linz, fue suspendido y tuvo que repetir el curso. Sus profesores dijeron que no tenía «deseos de trabajar». No obstante, quedó cautivado por las lecturas pangermánicas del profesor Leopold Pötsch, quien influyó notablemente en la mente del joven.
En Mein Kampf, Hitler concluyó que su bajo desempeño en la educación fue una rebelión contra su padre, que quería que su hijo siguiera una carrera como agente de aduanas; en cambio, Hitler quería convertirse en pintor. Esta explicación se sostiene aún más por la posterior descripción de Hitler de él mismo como un artista incomprendido. Sin embargo, Alois Hitler deseaba que su hijo llegara a ser funcionario como él, empleo del que se sentía muy orgulloso y al que había llegado prácticamente sin una base académica. Pero al joven Hitler ese futuro no le seducía en absoluto, ya que estaba demasiado alejado de su objetivo, las artes. No obstante, después de la muerte de Alois el 3 de enero de 1903, el trabajo escolar de Hitler no mejoró. A la edad de dieciséis años, Hitler abandonó la educación secundaria sin un título.

### Juventud en Viena y Múnich
A causa de su mediocre expediente académico Hitler debió abandonar en 1904 la Realschule de Linz y se trasladó a la de Steyr, distante unos ochenta kilómetros. En 1905 su madre mudó la familia a un cómodo piso en Urfahr, un suburbio de Linz, donde Adolf disponía de una habitación propia, llevaba una vida bastante indolente y, con el pretexto de una enfermedad fingida o más probablemente algo exagerada, convenció a Klara de que no podía seguir en la escuela. Así pues abandonó los estudios a los dieciséis años, después de haber sido calificado positivamente en la asignatura de dibujo y haberse convencido a sí mismo que su futuro estaba en la pintura. Durante tres años, Hitler se mantuvo en Linz sin buscar trabajo, muchas veces en compañía de August Kubizek, probablemente el único amigo que tuvo en su adolescencia; según Hitler, estos años serían los «mejores años de su vida». Aunque Hitler consideraba que su futuro estaba en la pintura o la arquitectura, era un voraz lector, prefiriendo obras de historia y mitología alemana. Para los dieciséis años, Hitler ya era un ferviente nacionalista pangermano, y aborrecía a los Habsburgo y a la diversidad étnica del Imperio austrohúngaro.
Al cumplir diecisiete años, Hitler viajó a Viena por primera vez y pudo prolongar su estancia en la ciudad dos meses gracias a la ayuda monetaria de su madre y otros parientes. Durante su estadía, visitó la Academia de Bellas Artes, donde consultó los requisitos para ser admitido con el fin de convertirse en pintor. En octubre de 1907 regresó a Viena y se presentó a la prueba de admisión; sin embargo, no logró ser admitido al no poseer el talento deseado, lo cual lo decepcionó mucho. Al año siguiente lo intentó de nuevo, con peores resultados. El rector de la Academia le aconsejó intentar en el campo de la arquitectura, pero como Hitler no se había graduado del colegio, era muy difícil que fuera admitido en la respectiva escuela. Sin embargo, en esos años jóvenes con «talento excepcional» eran admitidos en la escuela de arquitectura sin diploma de secundaria, pero se desconoce si Hitler intentó ingresar alguna vez.
A pesar de su fracaso, Hitler decidió quedarse en Viena, aunque por unos meses continuó viviendo en Linz con su madre, quien estaba agonizando por causa del cáncer de mama. Después de la muerte de su progenitora, el 21 de diciembre de 1907, Hitler viajó a Viena, donde inicialmente se ganó la vida gracias a diversos trabajos como barrer la nieve, cargar maletas en la estación de trenes y ser un obrero de construcción. Sin embargo, sus problemas económicos no terminaron, y un año después de haber llegado a Viena fue desalojado de su apartamento y tuvo que vivir en un miserable hostal, recurriendo a comedores de indigentes para poder aplacar el hambre. No obstante, para 1910 su situación económica era más estable, y se mantenía exclusivamente pintando cuadros. Viena, una ciudad cosmopolita, con mucha vitalidad intelectual y multicultural, le fue por completo incomprensible. Aunque en posteriores discursos Hitler afirmaría que Viena era «una perla ante mis ojos», Baldur von Schirach lo contradiría:

Hitler nunca amó a Viena. Odiaba a su gente.

Sin embargo, su estadía en Viena fue muy importante. De acuerdo con Hitler, su antisemitismo se formó en esta ciudad; aunque su amigo Kubizek lo contradice, ya que asegura que Hitler ya era un profundo antisemita en Linz. No obstante, de acuerdo al propio testimonio de Hitler, sus ideas políticas y raciales fueron formadas, o por lo menos moldeadas, en esa ciudad. Hitler mismo reconocería que la ciudad le enseñó todo lo que tenía que saber en la vida:

En este período tomó forma dentro de mí una imagen universal y una filosofía que se convirtió en la base de todos mis actos. Además de lo que entonces creé, he tenido que aprender poco, y he tenido que cambiar nada.

El 24 de mayo de 1913 y acompañado de Rudolf Häusler, un compañero del albergue para hombres donde residía, se trasladó a Múnich. Debió esperar a cumplir los veinticuatro años para poder cobrar la herencia paterna y, aunque afirmaba querer ingresar en la Academia de Arte muniquesa, probablemente la razón principal de su marcha era eludir el servicio militar, inscripción que llevaba demorando desde 1909, cuando debería haberlo hecho para incorporarse a filas con veintiún años. Aparentemente no deseaba servir junto con eslavos y judíos, aunque también siempre se había sentido atraído por la prosperidad y fortaleza que mostraba el Imperio alemán, en contraste con el decadente Imperio austrohúngaro. Por su parte, Hitler declaró que abandonó Austria porque la mezcla de razas en Viena le causaba «repugnancia». No obstante las autoridades austríacas consiguieron localizarlo y el 18 de enero de 1914 un agente de policía le entregó una citación judicial en la que se exigía su regreso: esquivar el servicio militar era motivo de una importante multa, pero el hecho de abandonar Austria para ello se consideraba deserción y conllevaba pena de cárcel. Hitler debió viajar entonces a Salzburgo, donde fue examinado el 5 de febrero, pero fue declarado no apto para prestar servicio militar.

### Primera Guerra Mundial

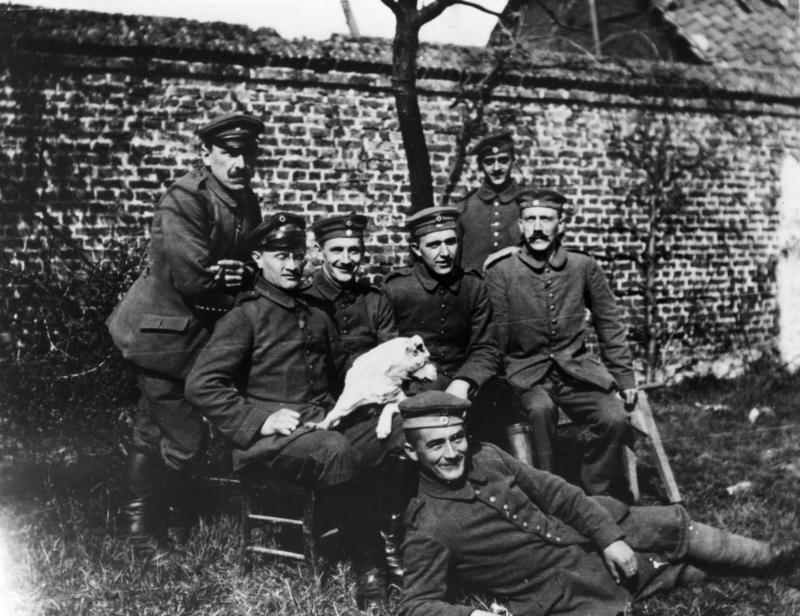
Hitler (derecha) junto a varios compañeros durante la Primera Guerra Mundial.

El 28 de junio de 1914 estalló la Primera Guerra Mundial; una semana después, Hitler se presentó como voluntario en el Ejército alemán y fue asignado a un regimiento bávaro. El inicio de la guerra ocasionó gran entusiasmo en el joven Hitler, quien pensó que había llegado una oportunidad para cambiar su vida:

No estoy avergonzado de decir que, arrastrado por mi entusiasmo, me arrodillé y agradecí al Cielo desde el fondo de mi corazón... por haberme permitido vivir en ese tiempo.

Después de menos de tres meses de entrenamiento, Hitler fue enviado al frente occidental. Sirvió en Francia y Bélgica, como mensajero de la 1.ª Compañía de la 6.ª División de Reserva Bávara. Participó en la primera batalla de Ypres, donde su unidad fue diezmada en cuatro días. Al finalizar la batalla, de los 3500 soldados iniciales, solamente 600 podían seguir combatiendo.
Posteriormente, sus oponentes políticos lo acusarían de ser un cobarde, pero la evidencia los contradice. En octubre de 1916, en el norte de Francia, Hitler fue herido en la pierna y regresó al frente en marzo de 1917, ascendido al rango de cabo. Sin embargo, no fue promovido más allá de este grado, al considerarse en ese momento que Hitler no poseía dotes de mando. Hitler fue condecorado dos veces: recibió la Cruz de Hierro de 2.ª clase el 2 de diciembre de 1914, y la Cruz de Hierro de 1.ª clase el 4 de agosto de 1918, honor que era raras veces otorgado a un soldado de tan baja graduación. De acuerdo con diversos testimonios, Hitler ganó su última Cruz de Hierro por haber capturado sin ayuda a quince soldados enemigos, aunque los registros militares no especifican la razón de esta condecoración.

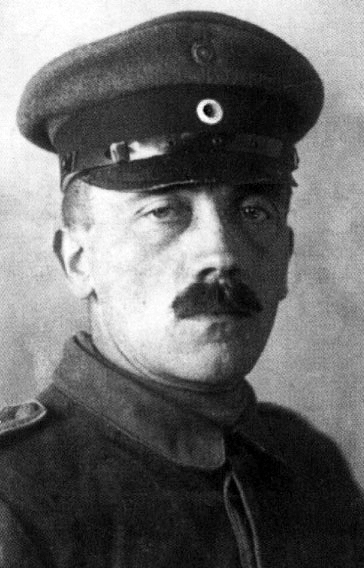
El soldado Adolf Hitler durante la Primera Guerra Mundial (1914-1918).

Hitler era considerado como un soldado «correcto», pero, según se informa, era impopular entre sus compañeros debido a una actitud poco crítica hacia los superiores. «Respetar al superior, no contradecir a nadie, obedecer a ciegas», dijo, describiendo su actitud mientras era enjuiciado por el Putsch de Múnich en 1923. Uno de sus camaradas comentó:

Lo maldecíamos y lo encontrábamos intolerable. Había un cuervo blanco entre nosotros que no quería seguirnos la corriente cuando maldecíamos la guerra.

En efecto, Hitler nunca se quejaba sobre la suciedad del frente y jamás pidió un permiso para abandonarlo, aunque pudo salir cuando estuvo recuperándose de la herida en su pierna en un hospital en Berlín. Cuando regresó, empezó a pronosticar repetidamente que Alemania perdería la guerra por causa de los judíos y los marxistas, a quienes acusó de robar a la nación y no prestar servicio militar. En el aspecto personal, Hitler nunca recibía cartas o presentes de amigos o familiares, y no acompañaba a los soldados cuando hablaban de mujeres. Durante la guerra, también aprovechó la oportunidad para dibujar algunas historietas y dibujos de instrucción para el periódico del Ejército.

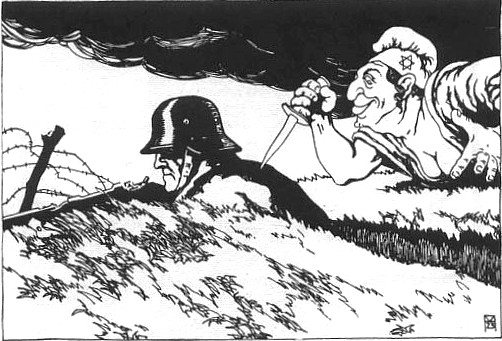
En la imagen, una caricatura ilustra la Dolchstoßlegende: una mujer judía ataca por la espalda a un soldado alemán. Hitler fue un ferviente creyente de esta leyenda, culpando a los judíos y marxistas de la derrota alemana en la Primera Guerra Mundial.

El 13 de octubre de 1918, poco antes del final de guerra, Hitler quedó atrapado en un ataque de gas venenoso británico, cerca de Ypres. Fue trasladado a un hospital de campaña, donde quedó temporalmente ciego por causa de los gases tóxicos. El 10 de noviembre se encontraba parcialmente recuperado en el hospital militar de Pasewalk, cerca de Stettin, cuando fue informado que la monarquía había sido depuesta y que se había proclamado la posteriormente conocida como República de Weimar. Cuando se enteró de que al día siguiente iba a firmarse un armisticio y que la guerra se había perdido, Hitler cuenta que se derrumbó, y posteriormente describió así su reacción: «Todo se hizo negro de nuevo ante mis ojos».
La derrota alemana en noviembre de 1918 lo impactó sobremanera, pues en la creencia popular alemana el ejército alemán permanecía invicto. Como muchos otros nacionalistas alemanes, Hitler culpó a los socialdemócratas («los criminales de noviembre») por el armisticio. Una explicación extendida por la derecha conservadora sobre la causa de la derrota fue la Dolchstoßlegende («leyenda de la puñalada por la espalda»), que pretendía argumentar que a espaldas del ejército los políticos socialistas y marxistas habían traicionado y «apuñalado» por la espalda a los alemanes y a sus soldados.
El Tratado de Versalles impuso reparaciones de guerra y otras sanciones económicamente muy perjudiciales para el país, declarando a Alemania culpable de los horrores de la Primera Guerra Mundial. Durante la negociación del documento surgieron controversias entre el afán pacificador de Woodrow Wilson, presidente de Estados Unidos y el revanchismo del primer ministro francés, Georges Clemenceau. La reconciliación nunca estuvo dentro de los objetivos del Reino Unido y Francia porque,[cita requerida] desde mediados del siglo XIX, Alemania había rivalizado con estas dos potencias por la hegemonía de Europa y el control sobre los territorios coloniales en África y Asia. El tratado fue considerado por los alemanes como una humillación y fue un importante factor en la creación de las reivindicaciones políticas y territoriales demandadas por Hitler y su Partido Nacionalsocialista al llegar al poder.

## Inicios en el nazismo

### Inicio de la actividad política

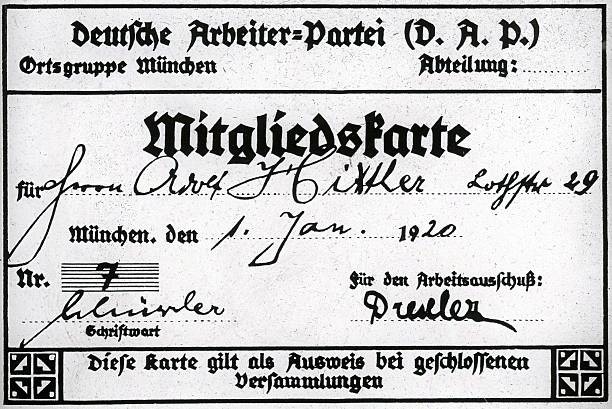
Carné de Hitler como miembro del DAP.

Al finalizar la guerra, cuya última fase fue sin duda muy importante para su evolución ideológica, Hitler se percató que no contaba con dinero, amigos, familiares con conexiones, estudios universitarios o experiencia política; por lo que decidió intentar continuar en el Ejército, algo bastante complicado en pleno periodo de desmovilización, aunque consiguió permanecer en sus filas hasta el 31 de marzo de 1920.
Hitler salió del hospital de Pasewalk el 19 de noviembre y el día 21 llegó a Múnich para reintegrarse a su batallón. Después de la abdicación del káiser Guillermo II el 9 de noviembre y la firma del armisticio el día 11, Alemania estaba sumida en el clima de agitación revolucionaria en que nació la República de Weimar y que en Baviera, tras la huida el 7 de noviembre del último rey de la dinastía de los Wittelsbach, Luis III, dio paso a la nueva República de Baviera con un gobierno provisional dominado por los socialdemócratas del SPD y sobre todo por el más radical USPD, bajo la presidencia de Kurt Eisner. Surgieron consejos de obreros y soldados al estilo soviético y Hitler se encontró a su regreso con que su unidad estaba bajo el control de uno de ellos por lo que, según su propio relato en Mein Kampf, solicitó ser transferido a otro destino y fue enviado al campo de prisioneros de guerra de Traunstein, cerca de la frontera austriaca, donde permaneció hasta finales de enero o principios de febrero de 1919. Aunque su versión coincide con la de su compañero Ernst Schmidt, la actitud que mantuvo durante estos meses debió ser bastante más ambigua de lo que deja traslucir y hubiera justificado un tratamiento más extenso de haberse opuesto frontalmente al gobierno que posteriormente sería calificado como el de los «criminales de noviembre». No solo Traunstein estaba también regido por consejos de soldados sino que Hitler aparece citado el 3 de abril como representante (Vertrauensmann) de su batallón, un cargo que, entre otras atribuciones, tenía la misión de cooperar con las autoridades transmitiendo a la tropa material propagandístico y que muy probablemente Hitler ostentaba ya desde febrero. Además, después del asesinato de Eisner el 21 de febrero, se produjo un periodo de caos y anarquía que culminó con la corta fase de auténtico dominio comunista, con el fin claro de instalar una república «soviética» y que es el estrictamente más conocido como Räterepublik o «república de consejos». Al día siguiente de su instauración, el 14 de abril, Hitler fue reelegido representante de su unidad lo que parece indicar un cierto grado de respaldo por su parte a la política del gobierno socialista o como mínimo que se abstuvo de exteriorizar ningún tipo de oposición frontal. Este comportamiento, sea de pasividad o de oportunismo, no solo trascendió más tarde ocasionalmente en la prensa, sino que también fue objeto de comentarios por parte de algunos dirigentes nazis como Ernst Röhm, Ritter von Epp o Rudolf Hess, pero parece fuera de duda su rechazo a la izquierda revolucionaria y es muy probable que los votos que recibió fuesen de soldados que compartían ese criterio y conocían su hostilidad hacia la Räterepublik.
Después de que el gobierno soviético de Baviera fuera derrocado por el Ejército alemán y grupos paramilitares conservadores, a Hitler se le encargó la misión que le dio la oportunidad de implicarse en la política por primera vez. Su labor consistía en investigar a los miembros de su unidad que habían colaborado con el gobierno soviético. Su trabajo fue apreciado por sus superiores, quienes lo emplearon a tiempo completo, asignándolo al Departamento político de asuntos de prensa del Ejército, a nivel distrital. De esta manera, Hitler se convirtió en un espía militar, investigando a los muchos grupos socialistas que estaban naciendo en toda Alemania. También participó como oficial educador en el «pensamiento nacional», cursos organizados por el Departamento de Educación y Propaganda del grupo bávaro de la Reichswehr. La principal tarea de Hitler era entonces erradicar «ideas peligrosas», como la democracia, el socialismo y el pacifismo. Un objetivo clave de este grupo era crear una «cabeza de turco» para justificar la derrota alemana.[cita requerida] Las cabezas de turco fueron encontradas en el Judaísmo Internacional, los comunistas y los políticos liberales, especialmente los miembros de la coalición de Weimar, que eran considerados como los «criminales de noviembre».
En mayo o principios de junio de 1919, Hitler ya aparece listado como V-Mann (Verbindungsmann, término alemán para un espía de la policía) del Comando de Inteligencia (Aufklärungskommando) del Ejército, con el objetivo de atraer a otros soldados de ideas similares. En septiembre, se le ordenó que se investigara un pequeño partido denominado Partido Obrero Alemán (DAP). Aunque este partido era nacionalista, los superiores de Hitler desconocían esto, y sospechaban que podía ser un partido socialista o comunista.
El 12 de septiembre Hitler asistió por primera vez a un mitin del DAP celebrado en la Sterneckerbräu que debía tener como principal orador a Dietrich Eckart, aunque debió ser sustituido a causa de una enfermedad por Gottfried Feder. Cuando en el debate final uno de los presentes se enfrentó a Feder y comenzó a defender el separatismo bávaro, Hitler replicó con un discurso de tal intensidad que llamó la atención de Anton Drexler, quien le regaló un ejemplar de su obra Mi despertar político y le animó a volver y unirse al partido. En la segunda mitad de ese mismo mes ingresó en el partido y, aunque él aseguraría posteriormente ser su séptimo miembro, se le asignó realmente el número 555, también ficticio, porque por razones de imagen se decidió comenzar la numeración en 501 repartiendo los números en orden alfabético a los primeros militantes. Pocas semanas después, el 16 de octubre, Hitler pronunció en la Hofbräukeller su primer discurso público en un acto al que asistieron 111 personas, entre las que se encontraba Ernst Röhm, que poco después ingresaría también en el partido.
Desde ese momento, la figura de Hitler fue cobrando más y más protagonismo, participando a tiempo completo en las actividades del partido y perfilando con nitidez la nueva ideología:

A principios de la década de 1920, Hitler desarrolló un pronunciado sentido de su «misión nacional» (...). La «misión» puede resumirse como sigue: nacionalizar las masas; apoderarse del Estado; destruir al enemigo interno -los «criminales de noviembre» (refiriéndose a judíos y marxistas, más o menos lo mismo para su punto de vista)-; construir defensas; llevar a cabo la expansión «por la espada» para garantizar el futuro de Alemania, superando la «escasez de tierra» (Raumnot) y adquiriendo nuevos territorios en el este de Europa.

El 24 de febrero de 1920 el partido celebró su primera reunión de importancia en los salones de la Hofbräuhaus de Múnich. Ante unos dos mil asistentes Hitler leyó los veinticinco puntos del programa del partido que habían redactado él y sobre todo Drexler las semanas anteriores. Esos veinticinco puntos se convirtieron posteriormente en la teórica base «inalterable» del programa nacionalsocialista y la fecha del 24 de febrero en un motivo histórico de celebración anual, aunque en su momento tuvo una repercusión muy limitada y hasta el Völkischer Beobachter relegó la noticia a sus páginas interiores.
El 1 de abril de 1920, el Partido Obrero Alemán cambió su nombre a Partido Nacionalsocialista Obrero Alemán; ese mismo día Hitler abandonó el Ejército. Poco después organizó escuadrones de veteranos de guerra, liderados por Emil Maurice, para que mantuvieran el orden en las reuniones del Partido, y expulsasen a los que no estuviesen de acuerdo con los oradores. El 5 de octubre de 1921, estos escuadrones fueron organizados bajo el nombre de Sturmabteilung (SA), también conocidos como los camisas pardas por el color de sus uniformes. Muy pronto, las SA, bajo el mando inicial de Johann Ulrich Klintzich, dejaron de limitarse a su rol de mantener el orden y empezaron a atacar a los grupos políticos opositores y a los judíos, lo cual acabó convirtiéndose en su actividad principal. En la primavera de 1920, Hitler toma como emblemas la Hakenkreuz —la cruz gamada— y el saludo del fascismo italiano del brazo en alto.
Ya a principios de 1921, Hitler era considerado un gran orador, hablando frente a muchedumbres cada vez más grandes. Ganó notoriedad fuera del partido por sus discursos polémicos, atacando el Tratado de Versalles, y a grupos rivales (sobre todo marxistas y judíos). Ese año, Hitler personalmente lideró a los camisas pardas contra una reunión de federalistas bávaros. Aunque Hitler pasó tres meses en la cárcel por la paliza que sus hombres propinaron a los federalistas, al salir no mostró arrepentimiento alguno; por el contrario, estaba más resuelto a emplear la fuerza contra sus adversarios:

En el futuro, el movimiento nacionalsocialista evitará rudamente, si es necesario con la fuerza, las reuniones o discursos que puedan distraer la mente de nuestros compatriotas.

En el verano de 1921, Hitler era el líder del partido; no solo era el principal orador y propagandista, sino que también era la principal fuente de ingresos de ese movimiento revolucionario. No obstante, los fundadores se encontraban resentidos debido a la conducta dictatorial de Hitler, y aprovechando que se encontraba de viaje en el norte de Alemania, planificaron la fusión de su partido con otros grupos políticos; de esta manera, pensaban reducir la importancia de Hitler y cuestionar su liderazgo. Hitler se enteró de estos planes y regresó a Múnich, solicitando poderes dictatoriales en el partido, de lo contrario renunciaría. Drexler respondió publicando una carta en un periódico, denunciado los abusos autoritarios de Hitler, pero este presentó una demanda legal en su contra, y Drexler se tuvo que retractar. Derrotado, Drexler fue retirado de su cargo de presidente y Hitler lo sucedió, convirtiéndose en el líder indiscutible del Partido Nazi. De esta manera, se estableció el «principio del liderazgo», que formó el sistema de gobierno político de la Alemania nazi.
En estos años Hitler conoció a Rudolf Hess, Hermann Göring, a Ernst Hanfstaengl y Alfred Rosenberg, quienes junto con Eckart, lo introdujeron a círculos sociales más altos, de los cuales pudo obtener generosas donaciones para el naciente partido.
Alentado por el rápido crecimiento, Hitler empezó a idear la toma del poder. Sin embargo, su partido no era todavía la principal fuerza política en Baviera, y era desconocido fuera de este estado, por lo que Hitler concluyó que necesitaba el apoyo de las fuerzas políticas y las guarniciones militares bávaras para lograr este objetivo. Influenciado por la marcha sobre Roma de Benito Mussolini, Hitler ideó realizar una marcha similar hacia Berlín, con la que doblegaría al gobierno nacional fácilmente.
A finales de 1922, contaba ya con una pequeña y creciente banda de seguidores fanáticos, inspirada por la marcha sobre Roma de Mussolini, que empezó a ver en él el deseo de un líder nacional heroico. En este sentido, un libro publicado ese año se refería a Hitler explicando que

el secreto de su personalidad reside en el hecho de que lo que yacía dormido en lo más profundo del alma del pueblo alemán ha cobrado vida en él [...]. Y eso es lo que ha aparecido en Adolf Hitler: la viva encarnación del anhelo de la nación.

### Putsch de Múnich

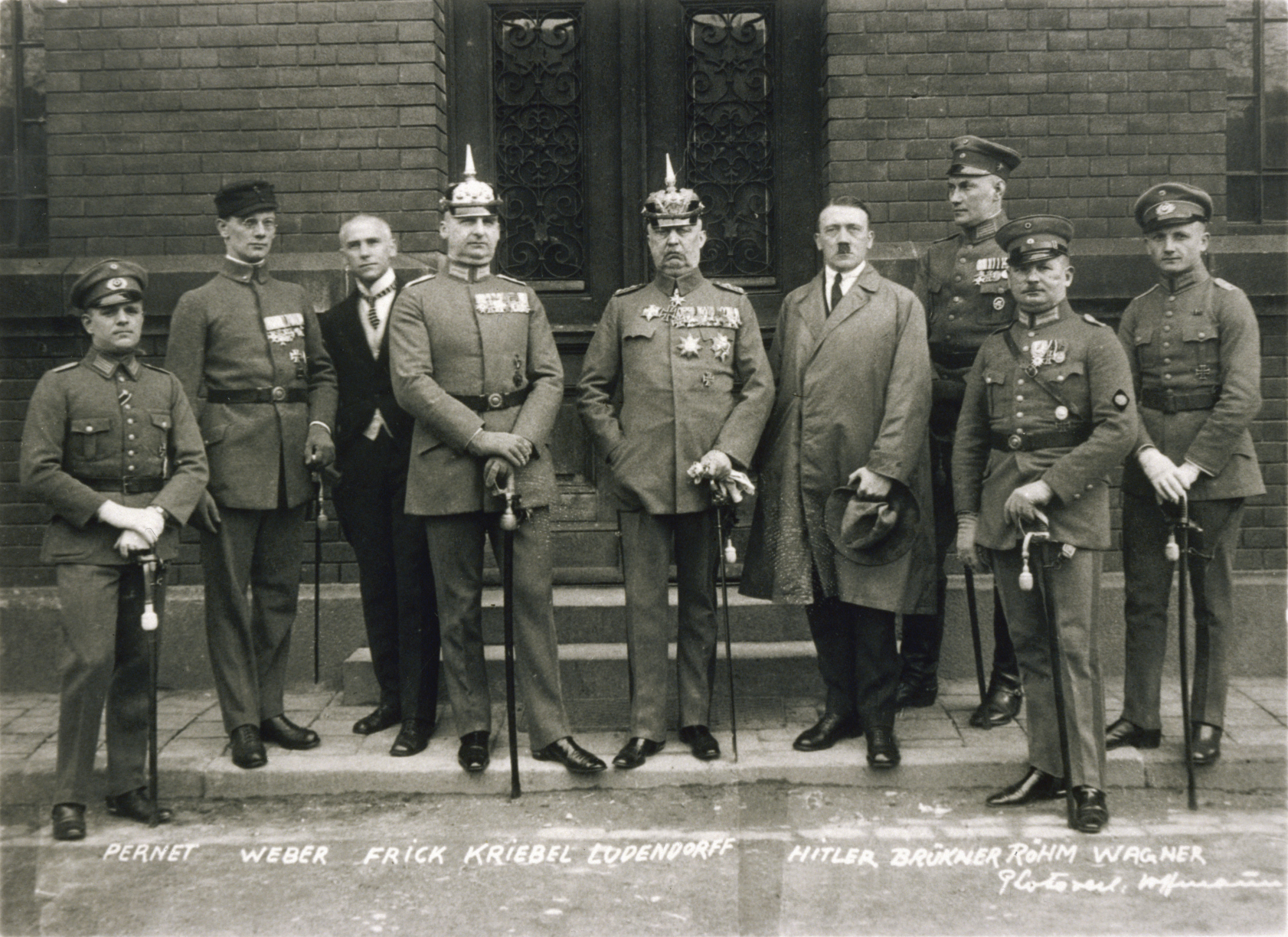
Hitler junto a los demás acusados por el Putsch de Múnich durante su juicio.

En enero de 1923, luego de que el gobierno alemán se retrasase en el pago de las reparaciones de guerra a Francia, esta nación procedió a ocupar la región industrial del Ruhr, devastando la economía germana. El gobierno llamó entonces a la resistencia no violenta contra Francia, pero en septiembre era obvio que esta estrategia no estaba generando resultados. El 26 de septiembre, el canciller alemán Gustav Stresemann decidió reiniciar los pagos a Francia, y cancelar la estrategia de resistencia. Stresemann previó que los nacionalistas y los comunistas iniciarían toda clase de protestas y disturbios ante estas impopulares medidas, por lo que declaró el estado de emergencia ese mismo día. De esta manera, el comandante del Ejército, el general Hans von Seeckt, se convirtió en la principal autoridad de la República. Hitler vio este período de inestabilidad política como la oportunidad para realizar su propia versión de la marcha sobre Roma.
No obstante, el tradicionalmente autónomo estado bávaro no estaba dispuesto a aceptar la autoridad central del general von Seeckt. Ese mismo día, el gobierno regional proclamó su propio estado de emergencia y colocó a Gustav von Kahr al mando de Baviera. El gobierno nacional reaccionó exigiendo el arresto de varios líderes nacionalistas y, además, reclamó la supresión del principal periódico nazi, el Völkischer Beobachter. Cuando el Ejército bávaro rehusó obedecer a su comandante en Jefe, el general von Seeckt amenazó con utilizar la fuerza contra Baviera. Hitler se percató entonces de que la situación regional solamente podría empeorar para él ya que, probablemente, el gobierno de Stresemann lograría estabilizar la situación. Cuando Kahr se negó a discutir la situación con Hitler y sus aliados, este último sospechó que el gobierno de Baviera iba a capitular ante el gobierno de Berlín, o peor aún, iba a declarar la independencia de Baviera. Hitler decidió entonces realizar una maniobra arriesgada: iba a secuestrar a Kahr, al comandante del Ejército en Baviera y al jefe de la policía regional; una vez en su poder, los iba a convencer de que se uniesen a su bando, y luego, juntos, iban a marchar hacia Berlín para derrocar a Stresemann. Para ganarse el apoyo del Ejército, Hitler decidió usar al general Erich Ludendorff, como figura respetada en su golpe de Estado. El anciano general había sido atraído al movimiento nazi unas semanas atrás.
En la noche del 8 de noviembre de 1923, Hitler y los camisas pardas irrumpieron en una reunión pública liderada por Kahr en el Bürgerbräukeller, una cervecería a las afueras de Múnich. Hitler proclamó una revolución y anunció sus intenciones de formar un nuevo gobierno, junto a Ludendorff, quien no estaba enterado del golpe. Antes de iniciar su "Marcha sobre Berlín", que derrocaría al gobierno nacional, Hitler reclamó la ayuda de Kahr y de las fuerzas militares locales. Este último fingió ayudar a Hitler, pero, gracias a la ingenuidad de Ludendorff, escapó en cuanto pudo y retomó el control regional. Al amanecer del 9 de noviembre, el Ejército y la policía bávara estaban tomando posiciones contra los golpistas; Ernst Röhm y sus tropas nazis se encontraban rodeados en el Ministerio de Guerra bávaro, y Hitler decidió marchar junto con Ludendorff para liberarlos. El anciano comandante alemán había convencido a Hitler de que los soldados y la policía no dispararían contra él, y que se unirían a su causa. No obstante, la policía no se replegó ante Ludendorff y se inició un tiroteo. Catorce golpistas y cuatro policías murieron durante la refriega, entre ellos Max Erwin von Scheubner-Richter, uno de los organizadores del putsch, que recibió un balazo mientras marchaba en primera línea cogido del brazo de Hitler, quien escapó únicamente con un hombro dislocado.

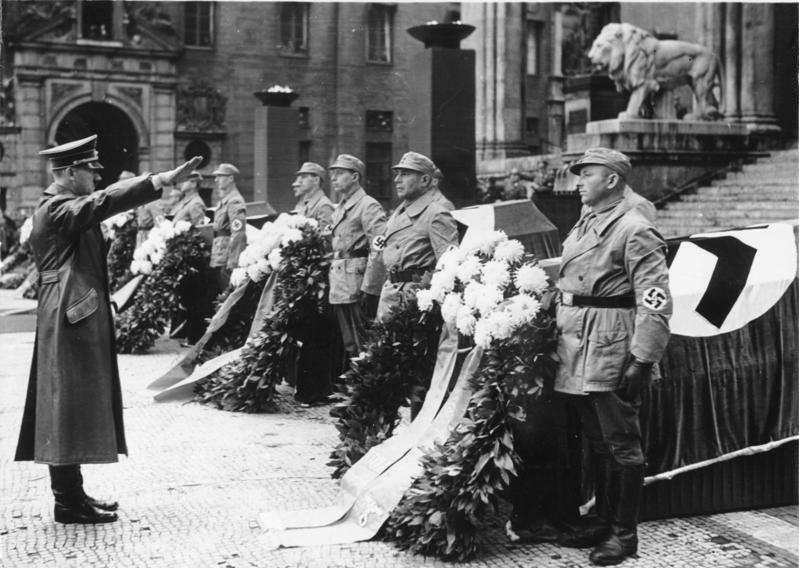
Hitler saludando a las tumbas de los dieciséis nazis que murieron durante el golpe de 1923.

Hitler se escondió en la casa de Ernst Hanfstaengl, donde redactó su primer testamento político en el que designaba como su sucesor al frente del NSDAP a Alfred Rosenberg y nombraba vicepresidente a Max Amann, pero carecen de fundamento versiones posteriores de los hechos que afirman que intentó suicidarse. Fue arrestado la noche del 11 de noviembre, acusado de alta traición y Rosenberg se convirtió temporalmente en el líder del partido. Según Joachim Fest, esta subversión fracasada marcó uno de los grandes hitos en la vida de Hitler, pues con ella habría finalizado su aprendizaje y se habría dado paso a su verdadera entrada en la política.
Su juicio, atrajo atención internacional, y le proporcionó una plataforma política para anunciar su movimiento. Durante su juicio, que se inició el 26 de febrero de 1924, Hitler recibió tiempo casi ilimitado para hablar, lo que hizo que su popularidad creciera debido a su poderoso y convincente discurso nacionalista. A diferencia de los participantes en el golpe de Kapp, Hitler asumió la responsabilidad de la intentona golpista, pero negó haber cometido un crimen:

Solamente yo cargo la responsabilidad. Pero no soy un criminal por eso. Si hoy me presento aquí como un revolucionario, es como un revolucionario en contra de la revolución. No existe la alta traición contra los traidores de 1918.
Durante su juicio en 1924.

El 1 de abril de 1924, Hitler fue sentenciado a 5 años de prisión en la fortaleza de Landsberg, aunque la Constitución estipulaba cadena perpetua contra crímenes de este tipo. Hitler recibió un trato privilegiado de los guardias y pudo recibir cartas y visitas de sus admiradores. Fue absuelto y liberado el 20 de diciembre de ese mismo año, como parte de una amnistía masiva hacia prisioneros políticos. En total, solo cumplió nueve meses de su condena.

### Mein Kampf

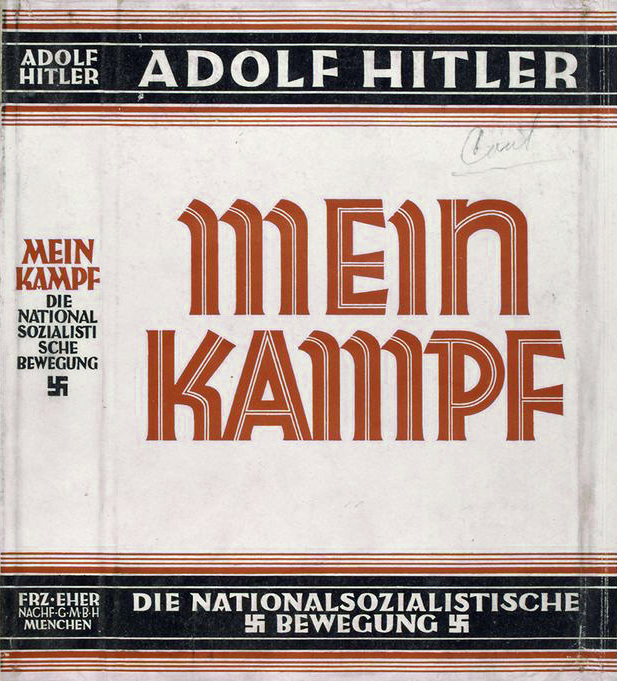
Sobrecubierta de Mein Kampf (1926-27).

La estadía de Hitler en la prisión de Landsberg le permitió organizar sus ideas, que dictó a diversos secretarios. El resultado sería una obra titulada Mein Kampf (Mi Lucha), aunque originalmente había planeado llamarla Cuatro años de lucha contra mentiras, estupidez y cobardía. Esta obra, dedicada a Dietrich Eckart, era una autobiografía y, más importante aún, una exposición de la ideología nacionalsocialista.
A través de sus 782 páginas, Hitler detalló los pasos que un futuro Estado alemán nacionalsocialista debía seguir para finalmente convertirse en el «amo del mundo». Primero aboga por la conclusión definitiva de la hostilidad franco-germana, que se lograría con la destrucción de Francia. Una vez conseguido esto, Alemania finalmente se encontraría en libertad de expandirse, con el objetivo de conseguir el llamado «espacio vital alemán». Hitler concluye que el Tercer Reich no debe buscar colonias en Asia o África, sino que debe expandirse hacia el este, a expensas de Rusia. Aunque reconoce que diversos pueblos ya habitan en Europa oriental, asegura que el pueblo alemán tiene el derecho de desalojar a sus ocupantes:

...la naturaleza no ha reservado esta tierra para la futura posesión de una nación o raza en particular; por el contrario, esta tierra existe para el pueblo que posea la fuerza de tomarla.
Acerca de la expansión alemana hacia el este.

Hitler considera que la conquista de Rusia será relativamente fácil, ya que los bolcheviques la controlan, y por lo tanto los judíos.
En cuanto a la política interior del Tercer Reich, Hitler claramente define que el sistema de gobierno será una dictadura: Además, el Estado tendrá muy poco que ver con la economía, ya que en realidad será un «organismo racial». Después de establecer que la raza aria es superior sobre el resto, asegura que la misma debe subyugar a las demás para poder «preservar e incrementar la cultura». Concluye que los alemanes se encuentran en el estado actual debido a que no preservaron su raza pura, y «gradualmente perdieron su creatividad cultural». Después de escribir esto, no es sorprendente que determine que el principal propósito del Estado nazi sea:

...la preservación de los elementos raciales originales que confieren cultura y crean la belleza y la dignidad de una humanidad superior.
Acerca del propósito del Estado.

Asegura que en un futuro distante, la humanidad se enfrentará a problemas que solamente una raza superior, con dominio del mundo, podrá resolver.
Aunque en la actualidad la interpretación de la historia alemana que Hitler expone en Mein Kampf es considerada grotesca e inexacta, muchos alemanes compartían su visión histórica. Peor aún, cuando Hitler subiese el poder en 1933, se mantendría fiel a sus escritos y llevaría a cabo la expansión hacia el este, que desembocaría en la Segunda Guerra Mundial y en un genocidio de los pueblos eslavos y semitas.
Mein Kampf no solo sirvió para la exposición de las ideas de Hitler, también le proporcionó su principal fuente de ingresos. Aunque el libro se publicó en dos volúmenes entre los años de 1925 y 1926, solamente vendió alrededor de 240 000 ejemplares entre 1925 y 1934, aunque en los primeros años las ventas fueron bajas. Hitler pasó esos años esquivando los impuestos aplicables sobre los derechos de autor de su libro, y acumuló una deuda tributaria de cerca de 405 500 marcos. Esta deuda lo perseguiría hasta que se convirtió en canciller.

### Reestructuración del partido

Entre 1924 y 1929 los nazis experimentaron pérdidas electorales.

Hitler salió de prisión el 20 de diciembre de 1924. Su movimiento revolucionario probablemente estaba en su punto más bajo, el Partido Nazi y sus órganos mediáticos habían sido prohibidos; además, Hitler tenía prohibido hablar en público y el gobierno regional estaba recomendando que fuese extraditado a Austria. Durante su ausencia, Gregor Strasser y Erich Ludendorff lideraron el movimiento nazi, y se fueron distanciando de él.
En el aspecto nacional, la inestabilidad política y económica que habían contribuido en el rápido crecimiento del Partido Nazi estaban quedando en el pasado. La hiperinflación y los fuertes pagos de indemnización habían sido amortiguados, y los franceses habían aceptado salir de la Renania. Aunque gracias a su fallido golpe Hitler llegó a tener cierta prominencia nacional, el puntal de su partido siguió siendo Múnich y en los meses siguientes el apoyo popular empezó a mermar. En las elecciones parlamentarias de diciembre, los nazis, que participaron bajo el nombre de «Movimiento Nacionalsocialista de Libertad», perdieron la mitad de sus votantes; en contraste, los socialdemócratas estaban recuperando los votos perdidos. Los nazis continuarían en decadencia hasta 1929, mientras tanto, Hitler tuvo que seguir organizando el partido y luchando por mantener el liderazgo del mismo.
Aunque muchos de sus colegas creían que estaba acabado, Hitler salió de prisión con una visión mesiánica de su papel en la historia, y aseguró que los buenos tiempos de la República no durarían. A los pocos días solicitó una entrevista con Heinrich Held, primer ministro bávaro, y luego de realizar promesas de buena conducta, consiguió que legalizase el Partido Nazi de nuevo. Al periódico nazi Voelkischer Beobachter también se le permitió circular de nuevo. Creyendo en las promesas de Hitler, Held le dijo a su ministro de Justicia:

La bestia salvaje está controlada. Podemos permitirnos aflojar la cadena.
Dr. Heinrich Held sobre Hitler.

Aunque Hitler seguía siendo un autoritario, sus promesas de apegarse a la Constitución eran parcialmente ciertas. Sin embargo, el futuro dictador no había cambiado su ideología, sino su estrategia. Habiendo fracasado en derrocar a la República con un golpe de Estado, ahora perseguía la «estrategia de la legalidad»; esto significaba adherirse a las normas de la Constitución de Weimar para poder ascender al poder legalmente. Algunos miembros del partido, sobre todo los jefes de los «camisas pardas», se opusieron a esta estrategia. Röhm la llegó a ridiculizar, apodando a Hitler «Adolphe Legalité». De esta manera, Hitler ahora se apoyaría en la democracia y las elecciones para acceder al poder, y luego las destruiría:

En lugar de trabajar para conseguir el poder a través de un golpe armado, debemos taparnos las narices y entrar al Parlamento como oposición a los diputados católicos y marxistas. Si superarlos en votos lleva más tiempo que superarlos en disparos, por lo menos el resultado será garantizado por su propia constitución... Tarde o temprano alcanzaremos la mayoría, y después de eso Alemania.
Acerca de su nueva estrategia constitucional.

El 27 de febrero de 1925, Hitler realizó su primer discurso desde su arresto en 1923, aunque la mayoría de sus hombres de confianza faltaban: Rosenberg, Röhm, Strasser y Ludendorff no asistieron, Eckart había muerto, y Göring estaba exiliado. Sin embargo, Hitler dejó claro que no pensaba compartir el liderazgo con alguien más:

Solamente yo lidero el movimiento, y nadie puede imponerme condiciones mientras yo personalmente asuma la responsabilidad.
En su primer discurso al salir de prisión.

No obstante, en esta ocasión Hitler no pudo contenerse. Pronto empezó a calificar al Estado, a los judíos y a los marxistas de ser «el enemigo», y los amenazó de muerte. De inmediato el Estado bávaro le prohibió pronunciar discursos durante dos años. Desde entonces, la mayor parte de su tiempo lo pasó en Obersalzberg, donde continuó escribiendo Mein Kampf. Temeroso de que en cualquier momento fuera deportado, el 7 de abril de 1925, renunció a su ciudadanía austríaca, convirtiéndose efectivamente en un hombre sin nacionalidad, ya que el gobierno bávaro se negaba a concederle la alemana.

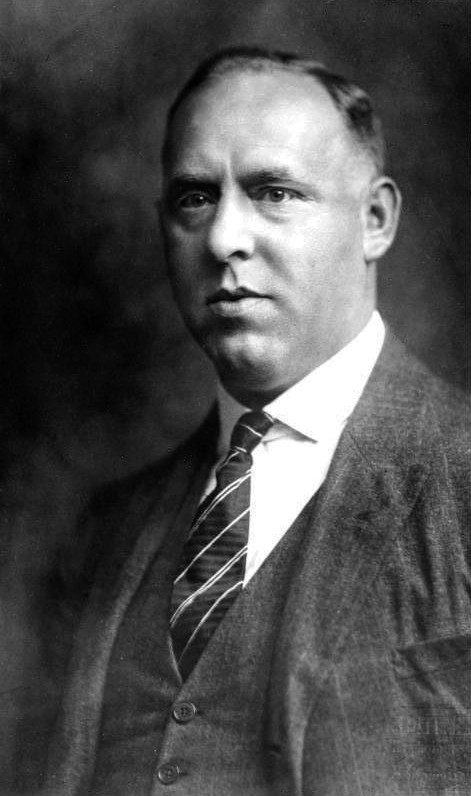
Gregor Strasser, dirigente nazi que en varias ocasiones cuestionó el liderazgo de Hitler.

Sin poder utilizar sus dotes de oratoria, Hitler empezó entonces a trabajar como propagandista y organizador. Fue durante estos años que organizó el Partido Nazi a nivel nacional, y empezó a crear agrupaciones de todo tipo dentro del mismo. Pronto se crearon las Juventudes Hitlerianas y la Liga de Muchachas Alemanas, y se establecieron organizaciones en Austria, Checoslovaquia, el Sarre y la Ciudad Libre de Dánzig. Se establecieron las SS como una subdivisión de las SA; sus miembros debían realizar un juramento de lealtad especial hacia Hitler y pronto se distinguieron por ser más confiables que los rudos «camisas pardas». Hitler se colocó a la cabeza de la jerarquía nazi, bajo el título de «Supremo Líder del Partido y de las SA, Presidente de la Organización Nacionalsocialista Alemana de los Trabajadores». Además, creó el «Directorado del Reich», compuesto por los principales jerarcas nazis. Uno de los objetivos de crear esta estructura tan vasta y compleja era la formación de «un Estado dentro del Estado»; de esta manera, cuando los nazis finalmente llegasen al poder, Hitler podría destruir la estructura republicana en poco tiempo, y la reemplazaría por la estructura de su Partido.
Decidido a convertir a su partido en una fuerza nacional relevante, Hitler llamó a Gregor Strasser y le propuso la organización del movimiento en el norte de Alemania. La personalidad de Strasser competía con la de Hitler, y la idea de trabajar con independencia en Prusia, Sajonia, Hanóver y la Renania le agradó, por lo que se dedicó a esta tarea junto con su hermano Otto Strasser y un joven secretario llamado Joseph Goebbels. Sin embargo, la personalidad independiente de Strasser y su firme creencia en el elemento socialista del programa nacionalsocialista le ganaron la animosidad de Hitler. En poco tiempo, Strasser se convertiría en la amenaza más seria al liderazgo del último, y esto finalmente le costaría la vida.
El 22 de noviembre de 1925, Strasser realizó una conferencia en Hanóver, donde apoyó la expropiación de bienes de la nobleza depuesta, medida que pronto iba a ser consultada en un plebiscito. De esta manera, la organización nazi del norte, la Arbeitsgemeinschaft der Gauleiter Nord-West, se unió a los marxistas en la campaña electoral. Hitler contraatacó el 14 de febrero de 1926, organizando una conferencia en Bamberg, donde obligó a Strasser y a Goebbels a retractarse de su programa. Para complicar la posición de Strasser, Goebbels abandonó su causa unos días después y se unió a Hitler. Sin embargo, este no sería el fin de la enemistad entre Hitler y Strasser.
Después de este encuentro, el partido de Hitler quedó aún más centralizado, y el llamado Führerprinzip («Principio del líder») quedó finalmente arraigado en la organización partidaria. Bajo este sistema, los dirigentes no serían elegidos por su grupo, sino más bien designados por sus superiores, siéndoles delegada la completa responsabilidad ante ellos, al tiempo que exigirían la misma obediencia incondicional a sus subordinados. De acuerdo con Hitler, todo el poder y la autoridad debía ser delegada de arriba hacia abajo.

## Ascenso al poder

### El ascenso durante la Depresión

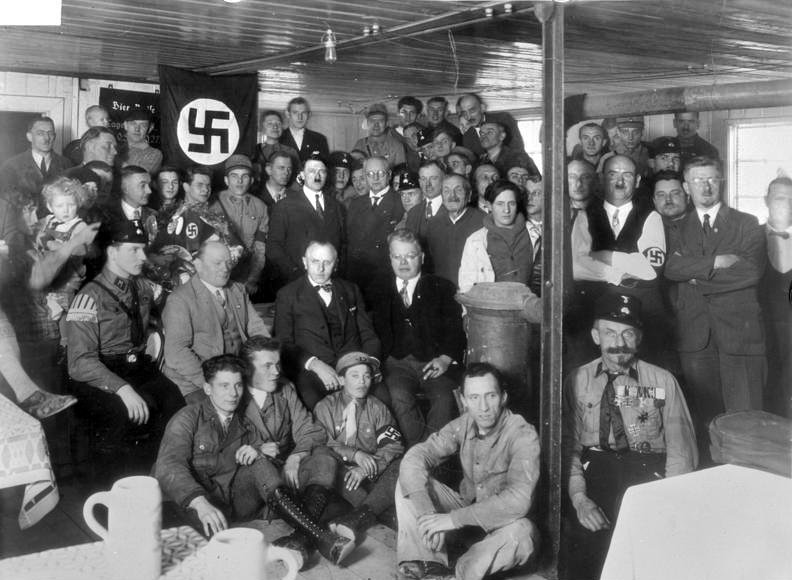
Reunión del partido nazi en 1930.

La Gran Depresión trajo nuevos tiempos para el revolucionario alemán. Durante años Hitler había predicho que llegaría y mientras varios bancos se declaraban en quiebra y millones perdían sus empleos, él declaró su satisfacción, porque entendió que el momento era oportuno para su discurso revolucionario:

Nunca en mi vida he estado más dispuesto e interiormente presto a la lucha que en estos días. Porque la dura realidad ha abierto los ojos de millones de alemanes a las estafas, mentiras y traiciones sin precedentes de los marxistas engañadores del pueblo.
Acerca de la Gran Depresión.

Un elemento clave del discurso de Hitler fue su capacidad de revivir el sentimiento de orgullo nacional, debilitado en la Primera Guerra Mundial y en el posterior Tratado de Versalles. Después de estos sucesos, Alemania había perdido importancia económica en Europa, junto con todas sus colonias, y además había adquirido una pesada deuda al aceptar la responsabilidad de la guerra. Hitler prometía repudiar al Tratado de Versalles, suspender los pagos de indemnización, generar empleo, combatir la corrupción y controlar a los ricos. Sutilmente, los nazis empezaron también a asociar a los judíos con los comunistas y los empresarios corruptos, reviviendo antiguos sentimientos antisemitas.

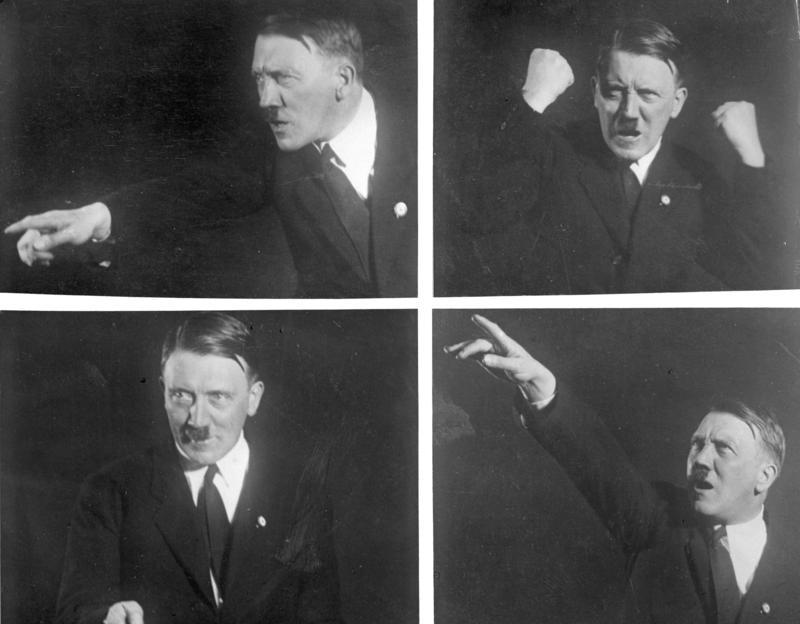
Hitler posa para la cámara.

La inestabilidad económica de la Gran Depresión pronto se extendió al campo político y benefició a Hitler. En marzo de 1930, Heinrich Brüning fue nombrado canciller de Alemania por el presidente Paul von Hindenburg, ya que el canciller saliente fue incapaz de conseguir la mayoría parlamentaria para gobernar. Brüning tampoco la consiguió, pero se mantuvo en el poder gracias a los decretos presidenciales de Hindenburg. De esta manera, la voluntad del canciller quedó sujeta a la del presidente, y la voluntad del Parlamento alemán fue relegada a un segundo plano. Sin embargo, Brüning era un demócrata, y procedió a llamar a nuevas elecciones, con la esperanza de obtener la mayoría parlamentaria necesaria poder gobernar sin la aprobación de Hindenburg. Irónicamente, las elecciones parlamentarias de 1930 no contribuirían en el fortalecimiento de la democracia, ya que convertirían al Partido Nazi en la segunda fuerza política de Alemania y al Partido Comunista en la tercera.
Después de obtener apoyo popular, Hitler procedió a buscar el del Ejército. El discurso nacionalista de Hitler hizo mella en jóvenes oficiales; y una semana después de las elecciones, durante un juicio contra tres oficiales que habían promovido la ideología nazi en el Ejército, Hitler fue llamado a testificar y aprovechó esta oportunidad para intentar ganar el apoyo de los militares, asegurando que «vengaría» la Revolución de Noviembre y que eliminaría los límites impuestos al Ejército alemán en el Tratado de Versalles. El relativo éxito electoral de Hitler también atrajeron la atención de los hombres de negocios germanos. Desde 1931, Walther Funk empezó a presentar a Hitler poderosos industriales; además, varias empresas empezaron a financiarlo, entre las que destaca la aseguradora Allianz. Sin embargo, la mayoría de empresas alemanas se negaron a apoyar al futuro dictador.

### Intrigas de Schleicher y Papen

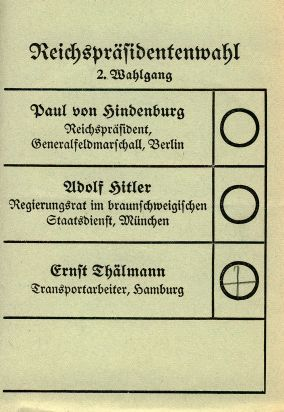
Papeleta electoral de las elecciones presidenciales alemanas de 1932.

Como líder de la segunda fuerza política en el Parlamento, Hitler pronto fue incluido en los planes de los gobernantes de la República de Weimar. A finales de 1931 se reunió con el canciller Brüning y el presidente Hindenburg, pero ambos fueron incapaces de conseguir un acuerdo político con él. Fue después de esta primera reunión que Hindenburg aseguró que:

...el «cabo bohemio» era un curioso personaje que podría llegar a ser un Ministro de Correos, pero ciertamente no un Canciller.
Hindenburg sobre Hitler.

El 7 de enero de 1932, Brüning se reunió de nuevo con Hitler, e intentó persuadirlo de que aprobase la postergación de las elecciones presidenciales de 1932. El anciano Hindenburg no quería postularse a la reelección, y todo parecía indicar que Hitler se convertiría en presidente ante la carencia de otros candidatos de peso; si Hitler aceptaba la postergación de las elecciones hasta la muerte natural de Hindenburg, el canciller Brüning luego solicitaría el restablecimiento de la monarquía alemana, aunque bajo un sistema de gobierno similar al británico. Hitler se dio cuenta de que esta medida no lo beneficiaría, y después de realizar una serie de demandas que fueron rechazadas de inmediato por Hindenburg, rehusó apoyar el plan de Brüning. De esta manera, Hindenburg fue forzado a aspirar a un segundo período para evitar un triunfo hitleriano.
El 25 de febrero, Hitler finalmente decidió convertirse en ciudadano alemán, y de inmediato presentó su candidatura, en contraposición a la de Hindenburg. A pesar de que Hitler realizó una impresionante campaña electoral, Hindenburg ganó con holgura estas elecciones, aventajándolo con más de 16 puntos porcentuales. El candidato austríaco había duplicado los votos de su partido en dos años, pero parecía incapaz de acceder el poder a través de los votos sin comprometerse políticamente con Hindenburg. Fue en este año que la animosidad entre Strasser y Hitler se acentuó de nuevo; a pesar de su derrota en Bamberg en 1926, Gregor Strasser había continuado siendo un importante líder del Partido Nazi, y era más aceptado por el Parlamento y el presidente que Hitler. Debido a su talento político, Hitler lo mantenía en su círculo de asesores más cercano, y junto con Goebbels, Göring, Frick y Röhm, ocupaba el escalafón más alto del Partido en 1932. Sin embargo, Strasser empezó a criticar la postura intolerante de Hitler, quien rehusaba compartir un gobierno con los hombres de Hindenburg.

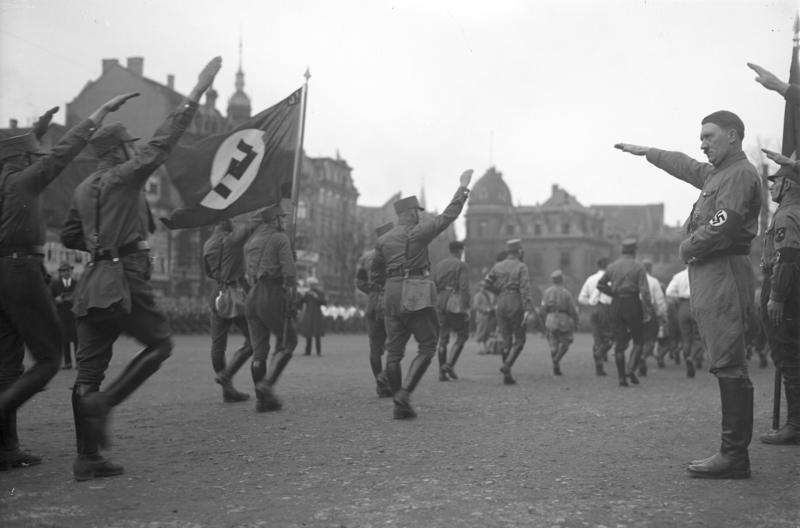
Saludo fascista, abril de 1932

Después de esta derrota electoral, las «camisas pardas», que ya superaban al Ejército en número, fueron prohibidas. Fue en este momento que el general Kurt von Schleicher, artífice del ascenso de Brüning, empezó a conspirar para provocar su caída. Schleicher contactó a Hitler a través de Röhm; a este último le ofreció legalizar las SA de nuevo, con planes de anexarlas posteriormente al Ejército. Por otro lado, le ofreció a Hitler la convocatoria de nuevas elecciones parlamentarias, a cambio de apoyar a un nuevo gobierno. Como antiguo amigo de Hindenburg, Schleicher logró convencerlo de forzar la renuncia de Brüning, y luego lo persuadió de que nombrase canciller a Franz von Papen. En las nuevas elecciones parlamentarias de 1932, el Partido Nazi se convirtió en la primera fuerza política del Parlamento, pero no alcanzó la mayoría necesaria para gobernar. Con estos resultados, Hitler se negó a apoyar a Papen, y reclamó la Cancillería para él, rehusando de nuevo compartir el poder con la facción de Hindenburg y Schleicher. Con este nuevo fracaso, la corriente de Strasser en el Partido Nazi se fortaleció, y la dirección política de Hitler empezó a ser criticada públicamente por este.
Al igual que su predecesor, el nuevo canciller, resultó ser incapaz de conseguir la mayoría parlamentaria, y Papen llamó entonces a nuevas elecciones, las terceras en 1932. Aunque en estas elecciones los nazis continuaron siendo la primera fuerza política, perdieron votos, y Hitler quedó aún más lejos de alcanzar la mayoría en el Parlamento. No obstante, por esto no cambió su estrategia, ya que el político austríaco continuó demandando la Cancillería para él, rechazando el ofrecimiento de la Vicecancillería que le extendió Hindenburg. Por su parte, Schleicher empezó a planificar la caída de Papen, y convenció a Hindenburg que si lo nombraba canciller lograría dividir el Partido Nazi separando a Strasser. Hindenburg accedió el 2 de diciembre de 1932, sin embargo, el gobierno de Schleicher fue breve, ya que Hitler lo sucedería en menos de dos meses.
En este punto era claro que aún antes del ascenso de los nazis al poder, el poder ya no residía en el pueblo ni el Parlamento democráticamente electo, sino en el presidente Hindenburg, quien era muy anciano y propenso a ser manipulado por la camarilla que lo rodeaba. Esto era obvio para Hitler, y por eso, cuando Papen se le acercó unos días después de haber salido de la Cancillería, decidió hacer un trato con él, ya que el excanciller todavía contaba con la confianza del presidente. Esta alianza llegó en el momento oportuno para Hitler, ya que el Partido Nazi se encontraba en quiebra, y los seguidores más radicales estaban abandonando las filas para ingresar al Partido Comunista. Para complicar la situación, Schleicher había puesto en marcha su plan de dividir a los nazis, ofreciendo la Vicecancillería a Strasser, y aunque este no había aceptado, sí tuvo una calurosa discusión con Hitler, después de la cual renunció a todos sus cargos y envió su versión de la historia a los periódicos, amenazando acabar con el Partido. Esta era la amenaza más grave contra el movimiento nazi desde 1925, y Hitler amenazó con suicidarse:

Si el partido llegara a caerse a pedazos, le pondré fin a todo en tres minutos con un disparo.
Sobre la amenaza de Strasser.

Strasser tenía control sobre una parte importante de la estructura nazi, pero en el momento crítico decidió viajar a Italia a tomar unas vacaciones, con la esperanza de que Hitler lo llamase de regreso. El futuro dictador no solo no lo llamó, sino que aprovechó su ausencia para destituir a todos sus simpatizantes de los cargos de importancia en el partido, y en su lugar nombró a partidarios más fieles. Luego, convocó a todos los líderes nazis a Berlín, donde les tomó un juramento de fidelidad personal. Cuatro días después de la partida de Strasser, Hitler había tomado finalmente el control de toda la estructura política del partido.

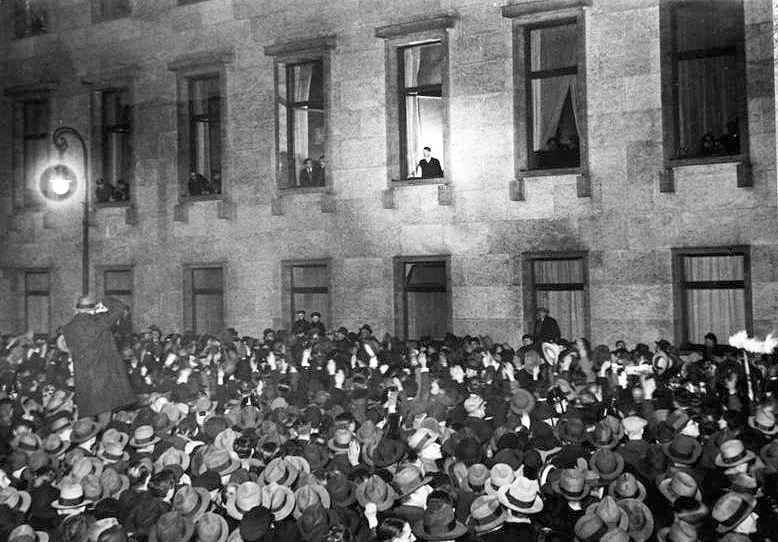
Hitler en la Cancillería del Reich, el 30 de enero de 1933.

El 4 de enero de 1933, Hitler se reunió con Papen, donde acordaron formar una coalición en caso de que el último lograse convencer a Hindenburg de nombrar canciller al líder nacionalsocialista. El 22 de enero, Hitler tuvo otra reunión con Otto Meissner y con Oskar von Hindenburg, Secretario e hijo del presidente respectivamente, consiguiendo su apoyo. El 28 de enero, después de pasar varios días intentando conseguir apoyo de cualquier fuerza política sin éxito, el canciller Schleicher presentó su renuncia ante Hindenburg. El anciano presidente de inmediato buscó el consejo de Papen, quien le aseguró que podría formar un gobierno con Hitler, donde los nazis serían minoría y estarían bajo control.
Finalmente, el 30 de enero de 1933, Hitler fue nombrado canciller de Alemania por el presidente Hindenburg. Políticos conservadores como Papen, e industriales adinerados como Emil Kirdorf, pensaron que lograría controlar al revolucionario alemán y que lo harían obrar en pro de sus intereses, pero en unas pocas semanas Hitler demostraría ser más capaz que estos, y durante su gobierno, muchos de los que lo ayudaron en su carrera al poder terminarían siendo ejecutados, confinados en campos de concentración o huyendo al exilio para salvar sus vidas.

## Establecimiento de la dictadura

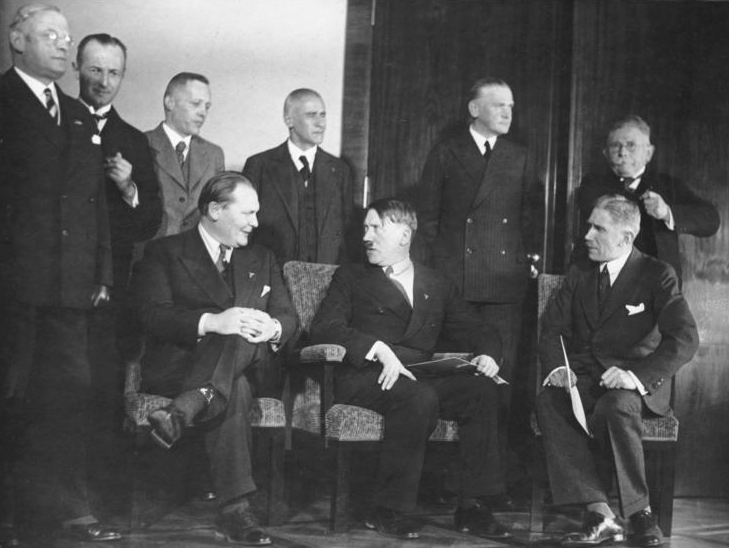
Hitler con su primer gabinete, el 31 de enero de 1933. Conformado principalmente por conservadores, que deseaban controlar a Hitler, muy pronto fueron subyugados. (Al frente: Hermann Göring y Franz von Papen a su izquierda).

Con su llegada al poder, Hitler estaba lejos de encontrarse en una situación segura, las mismas fuerzas que habían motivado la renuncia de los tres últimos cancilleres seguían vigentes, y por lo tanto Hitler tenía que lidiar con el presidente Hindenburg y su camarilla, quien a su vez era respaldado por el Ejército y por su propio gabinete de ministros, controlado por los conservadores e industriales, donde los nazis eran minoría. Además, en el Partido Nazi estaban presentes las expectativas de 4 millones de camisas pardas que, liderados por Ernst Röhm, no ocultaban su desdén por el hecho de que tantos elementos conservadores compartieran el gobierno con Hitler. Adicionalmente se encontraban las fuerzas políticas opositoras en el Parlamento, socialdemócratas y comunistas, que controlaban diversos gobiernos regionales; aunque, a pesar de su aversión por el nazismo, jamás fueron capaces de aproximarse entre sí para formar un frente común contra este.

### El incendio del Reichstag y la ley habilitante
Con solo el 34 % del Parlamento bajo su control, Hitler todavía tenía que recurrir al «Anciano Caballero», el presidente Hindenburg, para lograr aprobar sus leyes. El vicecanciller Franz von Papen, que gozaba del apoyo de Hindenburg, estaba seguro de que «en dos meses habremos arrinconado tanto a Hitler que se pondrá a chillar». Papen no fue el único que subestimó a Hitler, la prensa en general seguía esta misma línea de pensamiento:

La composición del gabinete no deja a Herr Hitler la menor posibilidad de colmar sus ambiciones dictatoriales.
The New York Times, 31 de enero de 1933

Consciente de su situación, Hitler ocultó inicialmente sus planes revolucionarios, en sus primeras alocuciones evitó en lo posible alarmar al ciudadano común. Sin embargo, de inmediato empezó a trabajar para adquirir más poder; después de sabotear las conversaciones con el Partido del Centro, Hitler informó a su gabinete que eran necesarias nuevas elecciones. Ante las protestas de Hugenberg y Papen, Hitler los calmó asegurándoles que no cambiaría la composición del gabinete sin importar el resultado. Para la campaña de las nuevas elecciones parlamentarias, fijadas para el 5 de marzo, Hitler pudo hacer uso de los recursos del Estado; además, contó con el apoyo de un importante grupo de industriales; quienes, luego de que Hermann Göring les asegurara que probablemente serían las últimas elecciones «en los próximos cien años», donaron tres millones de marcos de la época para la causa nazi. Adicionalmente, días antes, Hitler había tenido una cena con diversos líderes del ejército; a pesar de su llamado al rearme de Alemania, los resultados fueron mixtos, pocos altos oficiales tenían sentimientos democráticos y eran muchos los que deseaban una dictadura militar, pero desconfiaban de los nazis.
No contento con contar con muchos recursos para hacer campaña, Hitler empezó a colocar trabas a los partidos de oposición. A través de decretos presidenciales, impuso restricciones a los mítines políticos y restricciones a la prensa. Además, consolidó la autoridad de un gobierno paralelo regional en Prusia, y colocó a Göring al mando de la policía estatal. Al poco tiempo, la policía prusiana con la ayuda de las «camisas pardas» empezó a disolver las concentraciones opositoras; solo los opositores más ilusos acudían a la policía cuando eran hostigados por los nazis. Muy pronto, otros siete gobiernos regionales de estados más pequeños fueron usurpados por los nazis, que establecieron autoridades paralelas.

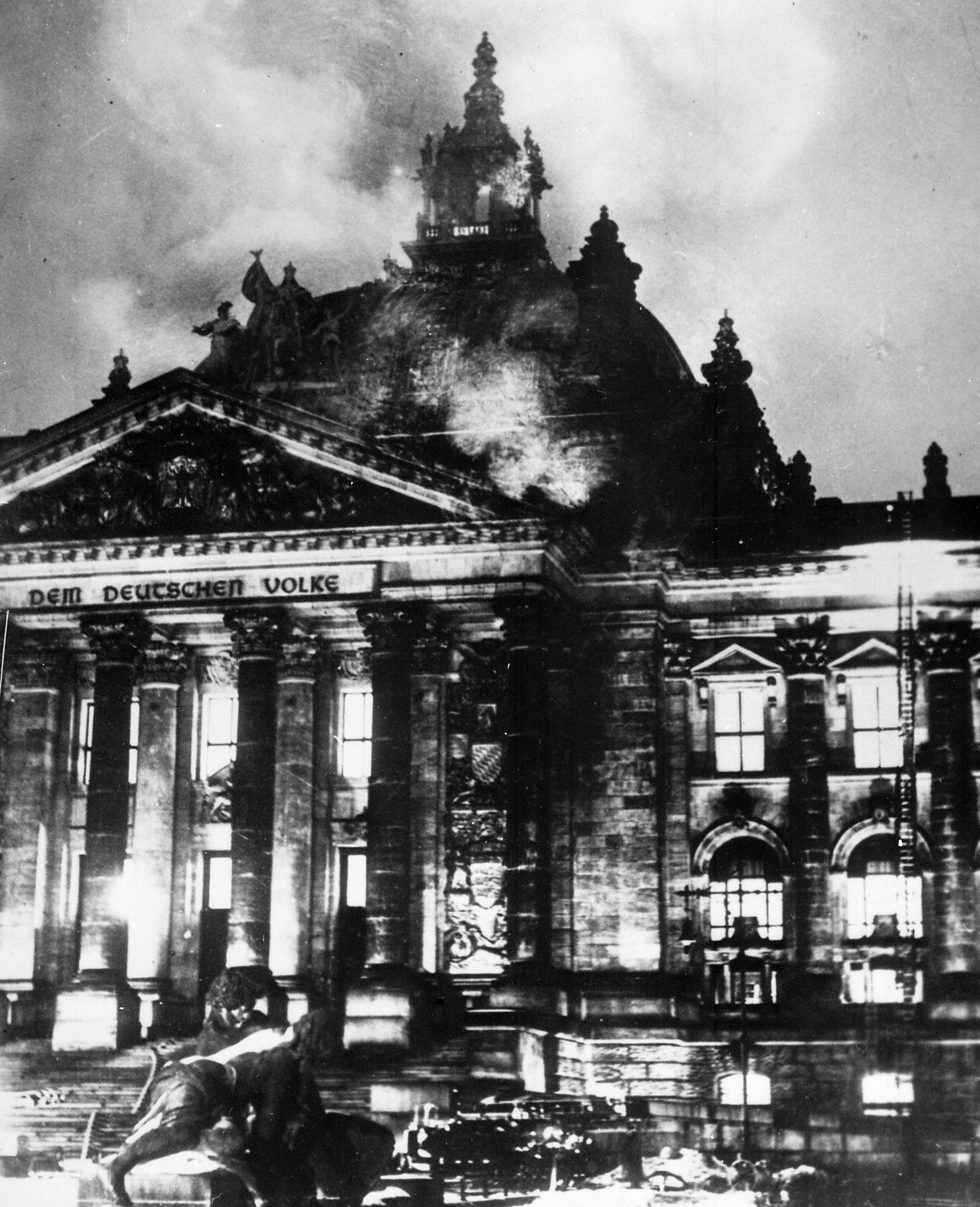
El incendio del Reichstag permitió a Hitler acelerar sus planes de persecución contra sus opositores, acusándolos de ser golpistas.

El 27 de febrero de 1933, una semana antes de las elecciones el edificio del Reichstag fue incendiado. Si bien todavía existen dudas sobre la autoría del incendio, es claro que Hitler se benefició ampliamente de este crimen. Después de que la policía atrapara a un comunista neerlandés de nombre Marinus van der Lubbe en la escena del crimen, Göring empezó a acusar a los comunistas de querer ejecutar un golpe de Estado, y la prensa nazi pronto copió su discurso. Al día siguiente, Hitler no perdió tiempo en presentar un decreto de emergencia de seis artículos, redactados por Göring, donde solicitaba la suspensión de varios artículos de la Constitución de Weimar con el objetivo de «proteger los documentos culturales alemanes». En realidad, el llamado Decreto del Incendio del Reichstag acababa con todos los derechos que suelen defender las naciones democráticas: la libertad de expresión; el respeto a la propiedad privada; la libertad de prensa; la inviolabilidad del domicilio, de la correspondencia y de las conversaciones telefónicas; así como la libertad de reunión y de asociación. Además, permitía al gobierno nacional intervenir cualquier gobierno regional que considerase incapaz de mantener el orden en su estado. Luego de que Papen y Meissner apoyaran el decreto, el anciano presidente lo firmó.
Con estos poderes, la persecución nazi se intensificó, los dirigentes comunistas fueron arrestados y enviados a campos de concentración; además, desde los medios del Estado se inició una campaña de alerta contra el «terror comunista», tratando de convencer al ciudadano alemán de que, a menos que no votasen por los nazis, el país entraría en una guerra civil. Por otro lado, Hitler moderó su discurso, aseguró que solo necesitaba cuatro años en el poder y minimizó su antisemitismo en público, como dejó constancia Theodor Heuss, futuro presidente de Alemania de la posguerra:

Vocifera mucho menos. Ha dejado de vomitar fuego contra los judíos y en estos días es capaz de pronunciar un discurso de cuatro horas sin mencionar la palabra «judío».
Theodor Heuss, sobre el discurso hitleriano antes de las elecciones parlamentarias de Alemania de 1933.

El 5 de marzo de 1933 se celebraron las últimas elecciones democráticas bajo el gobierno de Hitler, a pesar de su intensa campaña electoral y de la persecución contra sus opositores, la mayoría parlamentaria seguía eludiendo a los nazis, que obtuvieron el 44 % de los escaños. Aliado con los nacionalistas de Hugenberg, Hitler controlaba ahora la mitad del Parlamento; pero para poder llevar a cabo su revolución nacional, el canciller demandaba dos tercios de los escaños. Para solucionar esto, y haciendo uso del Decreto del Incendio del Reichstag, fueron arrestados todos los diputados comunistas y unos pocos socialdemócratas desafortunados, pasando por alto la inmunidad parlamentaria que gozaban.

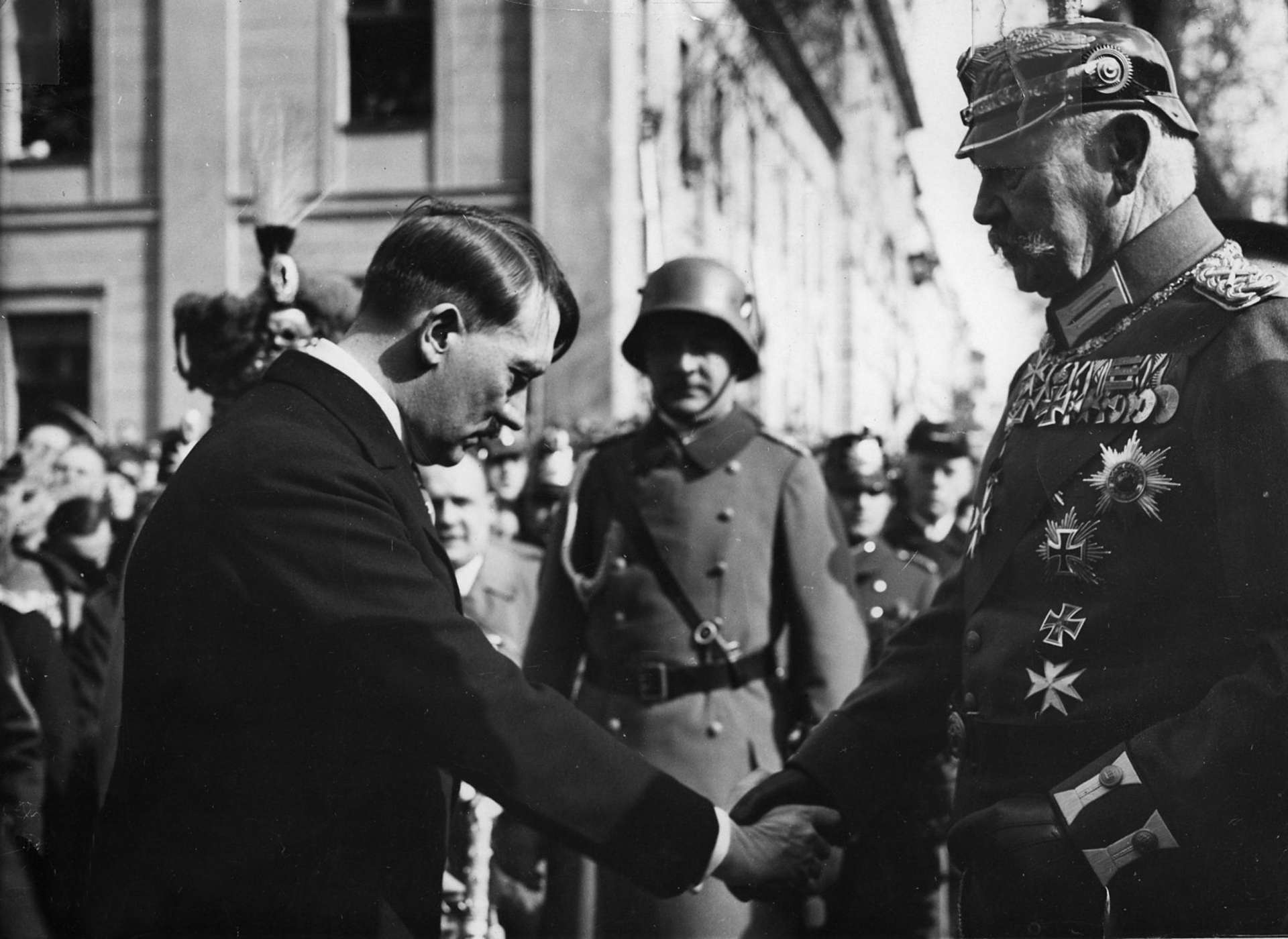
Hitler se «subordina» ante Paul von Hindenburg, al inaugurar el nuevo Parlamento, 21 de marzo de 1933. Dos días después, Hitler obtiene la ley habilitante que acaba con el gobierno parlamentario, lo que lo convierte de hecho en un dictador constitucional.

Ahora Hitler contaba con suficientes diputados como para cambiar la Constitución y arroparse de más poder; no obstante, primero realizó un acto simbólico para tranquilizar a los movimientos representados por el presidente Hindenburg: los militares, los junkers, y los monarquistas. El 21 de marzo, la misma fecha en que Bismarck inauguró el primer Parlamento del Imperio alemán, Hitler inauguró el primer Parlamento del Tercer Reich; seleccionó la iglesia del cuartel de Potsdam, sitio de importancia histórica para los militaristas prusianos, y Goebbels se esforzó entonces en crear una atmósfera que diese la impresión de que Hitler estaba subordinado al anciano Hindenburg. El embajador francés, presente en la ceremonia, escribió después:

Después del llamativo compromiso hecho por Hitler en Potsdam, ¿cómo podrían estos hombres —Hindenburg y sus amigos, los Junkers y los barones monarquistas, Hugenberg y sus alemanes nacionalistas, los oficiales del Ejército alemán— ... dudar en concederle su entera confianza, en cumplir todas sus peticiones, en concederle todos los poderes que exigiera?
André François-Poncet, embajador francés en Alemania entre 1931 y 1938.

El 23 de marzo de 1933, el Parlamento Alemán, reunido en la Ópera Kroll, aprobó la Ley para Aliviar las Penurias del Pueblo y del Reich, conocida como la ley habilitante de 1933. Hitler pronunció un discurso moderado que contrastaba con sus habituales diatribas. Prometió usar sus poderes solo en casos esenciales, y se comprometió con todas las clases; además, pregonó por la búsqueda de la paz con Occidente e incluso con la Unión Soviética. Sin embargo, al finalizar su exposición, dejó claro que si no obtenía estos poderes legalmente del Parlamento, su gobierno los obtendría a través de otros métodos más violentos. Solo los socialdemócratas votaron en contra de Hitler; el Zentrum cedió luego de que Hitler les prometiera que toda ley suya podría ser vetada por el presidente Hindenburg. De esta manera, 441 diputados aprobaron la ley contra 94 diputados socialdemócratas
Con esta ley, Hitler, por un período de cuatro años, tomaba todos los poderes del Poder Legislativo, y ganaba la capacidad de decretar leyes que «podían desviarse de la Constitución». No obstante, no buscando ganarse la enemistad de Hindenburg, la ley conservaba los poderes del presidente intactos. De esta manera, el Reichstag alemán sucumbía voluntariamente ante el canciller, adquiriendo un estado de impotencia total que mantendría hasta la posguerra.

### Gleichschaltung
Alemania entró entonces en un proceso conocido como Gleichschaltung (coordinación), donde el Estado y la sociedad empezaron a ser asimiladas por el Partido Nazi y sus organizaciones. En su deseo de unificar Alemania bajo un totalitario gobierno central, Hitler primero usó la ley habilitante contra el federalismo alemán. Los gobiernos de los estados más grandes, Prusia y Baviera, ya habían sido usurpados, y los gobiernos de otros estados más pequeños pronto corrieron la misma suerte. El 31 de marzo, con la ayuda de Wilhelm Frick, Hitler promulgó entonces una ley que disolvía todas las dietas regionales, y ordenaba su reconstitución bajo los resultados de las últimas elecciones nacionales. Una semana después, Hitler nombró gobernadores para cada estado, y les concedió la facultad de disolver las dietas y destituir a los jueces. De esta manera, todos los gobiernos regionales empezaron a seguir las directivas de Berlín, y Hitler lograba acabar con la celosa autonomía que los históricos estados alemanes habían defendido desde la guerra de los Treinta Años (1618-1648).

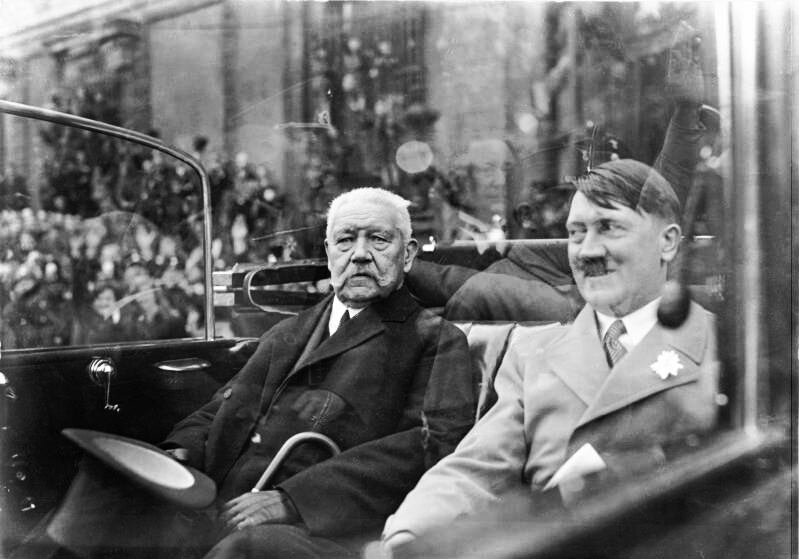
Hitler y Hindenburg durante las celebraciones del 1 de mayo de 1933.

El siguiente objetivo de Hitler fueron los sindicatos, otrora poderosas organizaciones obreras que habían contrarrestado exitosamente un golpe de Estado de derecha en 1920. Pero antes de acabarlas, Hitler y Goebbels, ahora ministro de Propaganda, se esforzaron primero en ganarse la confianza de la clase trabajadora: después de restablecer el 1 de mayo como día festivo; los nazis organizaron manifestaciones de obreros por todo el país; Hitler en persona habló en el aeropuerto de Tempelhof frente a cien mil trabajadores, promoviendo el lema «Honor, trabajo y respeto para el trabajador». Al día siguiente, el 2 de mayo, la actitud del gobierno cambió drásticamente, todos los sindicatos fueron disueltos y «coordinados» forzosamente en un sindicato único, el Frente Alemán del Trabajo, y sus líderes fueron colocados bajo «custodia protectora», un eufemismo que implicaba la internación en un campo de concentración; ni siquiera aquellos que habían estado colaborando con el régimen nazi se salvaron. Solamente a los sindicatos católicos se les concedió un respiro de dos meses, luego recibieron el mismo trato. Desde entonces, los representantes sindicales fueron elegidos directamente por Hitler, y como los contratos firmados por estos eran legalmente vinculantes, las huelgas quedaron prohibidas de facto.
En este punto, los partidos políticos de oposición se encontraban tan indefensos e impotentes que se empezaron a doblegar ante la mínima presión del gobierno nacional; el 10 de mayo, se confiscaron todas las propiedades del Partido Socialdemócrata, y se cerraron sus periódicos; los socialdemócratas respondieron eligiendo una nueva directiva más tolerante al nazismo, pero tres días después, Wilhelm Frick disolvió el movimiento por considerarlo «subversivo». Los líderes socialdemócratas terminaron acompañando a sus homólogos comunistas en los campos de concentración. El Partido Popular Alemán y el Partido Democrático Alemán, baluartes de la democracia alemana, se disolvieron voluntariamente a inicios de julio; de inmediato siguieron los partidos católicos, el Partido Popular de Baviera se disolvió el 4 de julio, y su aliado nacional, el Zentrum, hizo lo mismo al día siguiente. Tampoco los aliados derechistas de Hitler pudieron evitar ser «coordinados», el 21 de junio la policía ocupó todas las oficinas del Partido Nacional del Pueblo Alemán, el partido de Hugenberg; una semana después este renunció a su cargo de ministro de Agricultura, y disolvió el partido, también «voluntariamente».
Con la oposición política neutralizada, Hitler propuso entonces a su gabinete ilegalizar todos los partidos excepto el Partido Nazi. Este gabinete había sido modificado, resaltaba Hjalmar Schacht como nuevo ministro de Economía, y contaba ahora con ocho nazis; y aunque el conservador Franz von Papen permanecía en el gobierno como vicecanciller, estaba muy consciente de la futilidad de su posición. La ley del partido único fue aprobada el 14 de julio, casi sin oposición dentro del gabinete.
Mientras Hitler se esforzaba por «coordinar» la sociedad alemana con el Partido, al mismo tiempo obraba para mantener al margen de la sociedad a los elementos raciales «inferiores». El 1 de abril llamó a un boicot contra los negocios judíos, como respuesta a una «campaña mediática» que supuestamente Estados Unidos e Inglaterra habían iniciado en su contra. Una víctima de este período fue Albert Einstein, cuyos bienes y propiedades fueron embargados luego de que se descubriera y considerase como «arma comunista» un cuchillo de pan hallado en su nueva casa de veraneo. Aunque se apostaron camisas pardas frente a los negocios judíos, en general hubo poca violencia, y la ineficaz medida tuvo que ser levantada tres días después. El boicot sí sirvió para sacar de su letargo, aunque temporalmente, al anciano Hindenburg; el presidente le recriminó al canciller el hecho de que los veteranos de guerra judíos no estaban siendo tratados como ciudadanos alemanes. Hitler elaboró una vaga promesa para calmarlo, pero el 7 de abril promulgó leyes prohibiendo la presencia de judíos en la administración pública, y restringió su presencia en la abogacía y la medicina. Luego limitó el número de estudiantes judíos en las universidades, bajo el pretexto de prevenir el «hacinamiento». No obstante, las medidas de 1933 no fueron consideradas peligrosas por muchos judíos, que creían que el objetivo de Hitler se limitaba a hostigar a los judíos provenientes de Europa oriental.

### La purga de las «camisas pardas»

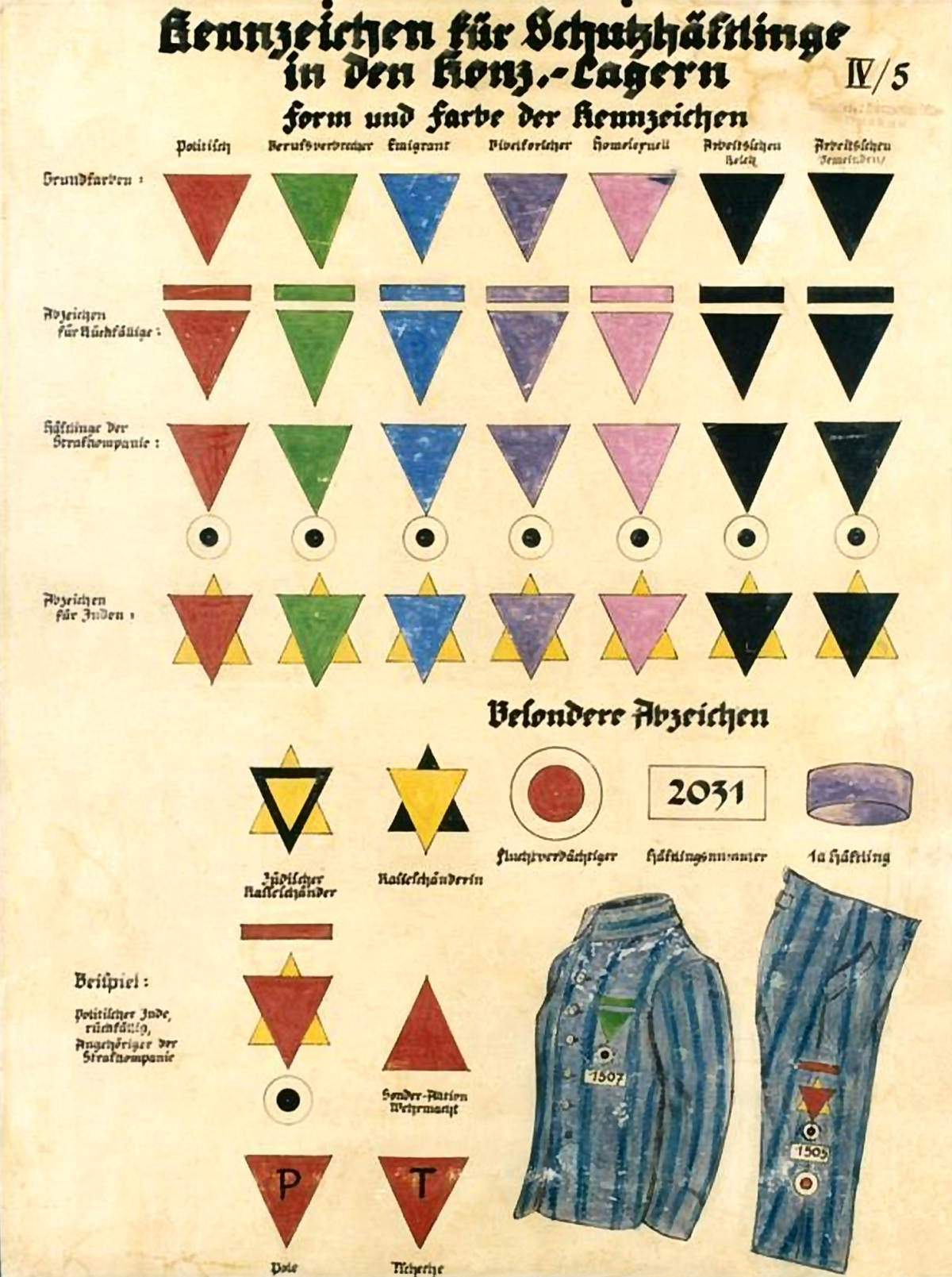
Gráfico que muestra el sistema de marcado en los campos de concentración nazis.

En poco tiempo, logró afianzarse en el poder, ocupando los cargos de canciller y presidente de la República a la muerte de Hindenburg (2 de agosto de 1934), nombrándose a sí mismo Führer. Eliminó a los oponentes de su propio partido y a colaboradores de dudosa fidelidad durante la llamada «Noche de los cuchillos largos», iniciando el proceso de eliminación de diversos grupos raciales, políticos, sociales y religiosos que consideraba «enemigos de Alemania» y «razas impuras», lo que le llevó a reasignar las directrices a los campos de concentración para la liquidación sistemática de comunistas, judíos, testigos de Jehová (Bibelforscher), gitanos, enfermos mentales y homosexuales, principalmente, así como a un intenso rearme.
Las fábricas y factorías comenzaron a trabajar en la maquinaría del rearme. Además para absorber mano de obra desocupada se empezaron a construir modernas autobahns o carreteras.

## Tercer Reich
Habiendo obtenido el poder político que necesitaba, Hitler llegó a obtener el apoyo y convencer a la mayoría de los alemanes de que él era su salvador ante la economía derivada de la Gran Depresión, el comunismo, el «judeobolchevismo», y el Tratado de Versalles, junto con otras minorías «indeseables». Los nazis eliminaron la oposición a través de un proceso conocido como Gleichschaltung.

### Economía y cultura

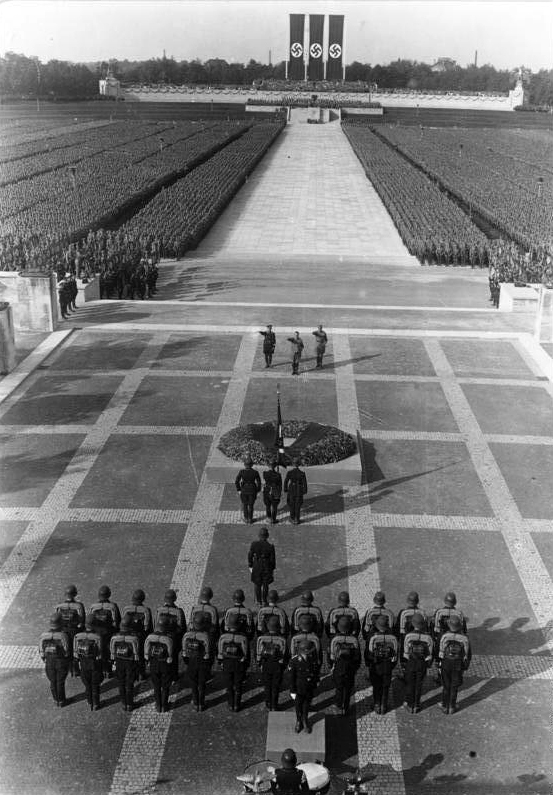
Ceremonia en honor de los caídos (Totenehrung) en el Campo Zeppelín de Núremberg (septiembre de 1934).

Hitler estuvo a cargo de una de las mayores expansiones de la producción industrial y la mejora civil como nunca se había visto en Alemania, en su mayoría sobre la base de la deuda de flotación y el rearme. Durante un discurso de la Organización de Mujeres Nacionalsocialistas (NSF) en septiembre de 1934, Adolf Hitler argumentó que para la mujer alemana su mundo era «su marido, su familia, sus hijos, y su casa».
Esta política fue reforzada al instaurar la Cruz de Honor de la Madre Alemana, junto con incentivos económicos para la mujer que tuviera cuatro o más hijos. La tasa de desempleo se redujo sustancialmente, en su mayoría a través de la producción de armas, construcciones de obras civiles (Organización Todt) y el envío de la mujer a casa, para que los hombres pudieran ocupar sus puestos de trabajo. En vista de esto, se llegó a afirmar que la economía alemana logró emplear a todos, al menos según la propaganda de la época. Gran parte del financiamiento para la reconstrucción y el rearme vino de la manipulación de la moneda por Hjalmar Schacht, incluyendo los créditos a través de las cuentas mefo. Los efectos negativos de esta inflación se compensaron durante los años siguientes por la adquisición de oro de las tesorerías de las naciones anexadas.
Hitler también estuvo a cargo de una de las más grandes campañas de mejora de la infraestructura en la historia alemana, con la construcción de decenas de represas, autopistas, ferrocarriles, y otras obras civiles. Hitler insistió en la importancia de la vida familiar: los hombres debían ser el «sostén de la familia», mientras que las prioridades de las mujeres debían ser la educación de los hijos y las tareas domésticas. Esta revitalización de la industria y la infraestructura se produjo a expensas del nivel general de vida, al menos para los que no fueron afectados por el desempleo crónico después de la República de Weimar, ya que los salarios se redujeron ligeramente durante la Segunda Guerra Mundial y se aumentó en un 25 % costo promedio de vida. Los obreros y los agricultores, los votantes frecuentes del NSDAP, sin embargo, registraron un aumento en su nivel de vida.

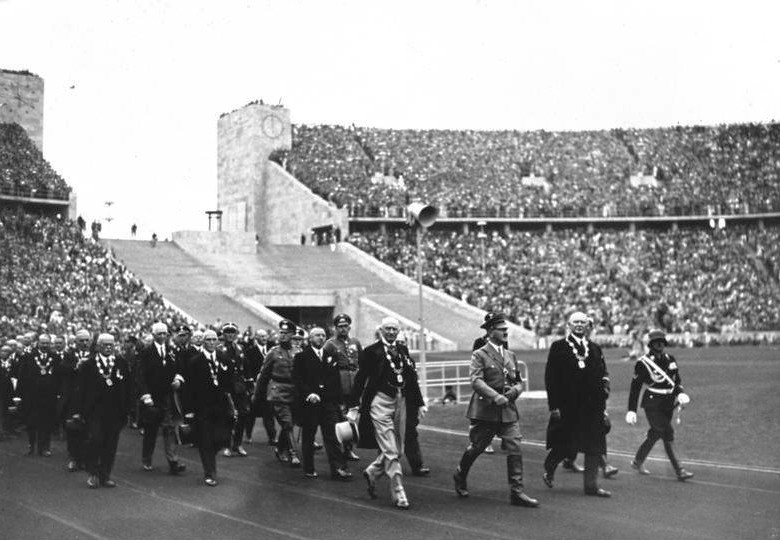
Hitler desfila en el estadio Olímpico de Berlín junto a miembros del Comité Olímpico Internacional.

El gobierno de Hitler auspicio la arquitectura en una escala inmensa, junto con Albert Speer que pasaría a ser el famoso «Arquitecto del Reich». Si bien como arquitecto fue importante en la aplicación clasicista y la re interpretación de la cultura alemana, Speer demostró ser mucho más eficaz como ministro de armamento en los últimos años de la Segunda Guerra Mundial. Todos estos avances fueron ampliamente explotados por el Ministerio de propaganda dirigido por Goebbels.
En 1936, Berlín fue sede de los Juegos Olímpicos de Verano, que fueron inaugurados y dirigidos por Hitler como una forma de demostrar la superioridad aria alemana sobre todas las demás razas. Olympia, la película sobre los juegos y otras películas documentales de propaganda para el partido nazi fueron dirigidas por la cineasta personal de Hitler, Leni Riefenstahl.
Aunque Hitler hizo planes para una Breitspurbahn (una red de ferrocarriles de amplio calibre) estos fueron cancelados tras el inicio de la II Guerra Mundial. De haber sido construido el ferrocarril, su calibre habría sido de tres metros, siendo incluso más amplio que el ferrocarril Great Western de Gran Bretaña.
Hitler también contribuyó al diseño de un automóvil accesible y práctico para el pueblo, automóvil que más tarde se convertiría en el Volkswagen Tipo 1, cuyo diseño y construcción le fue encomendado al ingeniero Ferdinand Porsche. La producción de este también fue aplazada a causa de la guerra.
Hitler consideró a la antigua Esparta como el primer estado nacional socialista, y alabó su tratamiento eugenésico de los niños deformes.
También otorgó la Orden del Águila Alemana, una de las más altas distinciones del Tercer Reich, al industrial Emil Kirdorf en abril de 1937, en recompensa por su apoyo financiero durante su ascenso al poder. Al año siguiente, cuando murió, también le organizó un funeral de estado.

### El rearme y nuevas alianzas

Hitler y Mussolini.

Si bien se especula que desde 1919, se mantenía un programa secreto para volver a armar un ejército por parte del gobierno Alemán, es en marzo de 1934, cuando Hitler anuncia públicamente que el Ejército alemán se ampliaría a 600 000 hombres (seis veces el número estipulado en el Tratado de Versalles), así como la introducción de una Fuerza Aérea (Luftwaffe) y el incremento del tamaño de la Marina (Kriegsmarine). Gran Bretaña, Francia e Italia, así como la Sociedad de Naciones rápidamente condenaron estas acciones. Sin embargo, dado que Alemania nuevamente explicó que solo estaba interesada en la paz, ningún país tomó medida alguna para detener este desarrollo y se permitió que el programa armamentista alemán continuara. Además, el Reino Unido no compartía la visión pesimista de Francia sobre Alemania, y en 1935 firmó un acuerdo naval con Alemania, lo que permitió aumentar el tonelaje alemán hasta un 35% del de la armada británica. Este acuerdo que se firmó sin consultar ni a Francia ni a Italia, debilitó directamente la Sociedad de Naciones y puso al Tratado de Versalles en camino hacia la irrelevancia.
En marzo de 1936, las disposiciones del gobierno alemán violaron nuevamente el tratado al introducir tropas y ocupar nuevamente la zona desmilitarizada en Renania. Ante la inacción de los gobiernos de Gran Bretaña y Francia, el afán expansionista de Alemania se extendió. En julio de 1936, comenzó la guerra civil española cuando el ejército, dirigido por el general Francisco Franco, se sublevó contra el gobierno de la República española. Tras recibir una petición de ayuda del general Franco en julio de 1936, Hitler envió tropas en apoyo de Franco, y España sirvió como banco de pruebas para las nuevas fuerzas alemanas y sus métodos, incluyendo el bombardeo de ciudades, como el de Guernica, en abril de 1937, primer bombardeo contra blancos civiles de la historia, y que, posteriormente, Pablo Picasso plasmó en su célebre cuadro.
El conde Galeazzo Ciano, ministro de Asuntos Exteriores de Benito Mussolini, declaró el 25 de octubre de 1936 una alianza entre Berlín y Roma, a la que denominó «El Eje». El 25 de noviembre del mismo año, Alemania firmó el Pacto Anti-Comintern con Japón. Para fortalecer la relación con esta nación, Hitler se reunió en 1937 en Núremberg con el príncipe Chichibu, hermano del emperador Hirohito.
El Pacto Tripartito fue firmado por Saburo Kurusu en representación del Imperio japonés, Adolf Hitler por Alemania y Galeazzo Ciano, el 27 de septiembre de 1940. Más tarde se amplió para incluir a Hungría, Rumanía y Bulgaria. Este grupo se conoció como las Potencias del Eje. Más tarde, el 5 de noviembre de 1939, en la Cancillería del Reich, Adolf Hitler celebró una reunión secreta con los ministros de Guerra y Exteriores, más los tres jefes de servicios, registrada en el Memorándum Hossbach y reveló sus planes para la apropiación de «espacio vital» (Lebensraum) para el pueblo alemán.

## Segunda Guerra Mundial

### Triunfos iniciales
El 12 de marzo de 1938, Hitler presionó a Austria para la unificación con Alemania (el Anschluss) e hizo una entrada triunfal en Viena el 14 de marzo. A ello le siguió la intensificación de la crisis de los Sudetes, en la zona de habla alemana de Checoslovaquia conocida como Sudetes; Esto condujo a los Acuerdos de Múnich de septiembre de 1938, que autorizaron la anexión y ocupación militar inmediata de estos territorios por parte de Alemania. Como resultado de la cumbre, la revista TIME proclamó a Hitler «Hombre del Año» de 1938. El primer ministro británico, Neville Chamberlain, saludó este acuerdo como la «paz en nuestro tiempo», pero al dar forma a las exigencias militares de Hitler, Gran Bretaña y Francia también abandonaron Checoslovaquia a Hitler. Hitler ordenó al Ejército alemán entrar en Praga el 15 de marzo de 1939, tomando el castillo de Praga y de Bohemia y proclamando un protectorado alemán en Moravia.

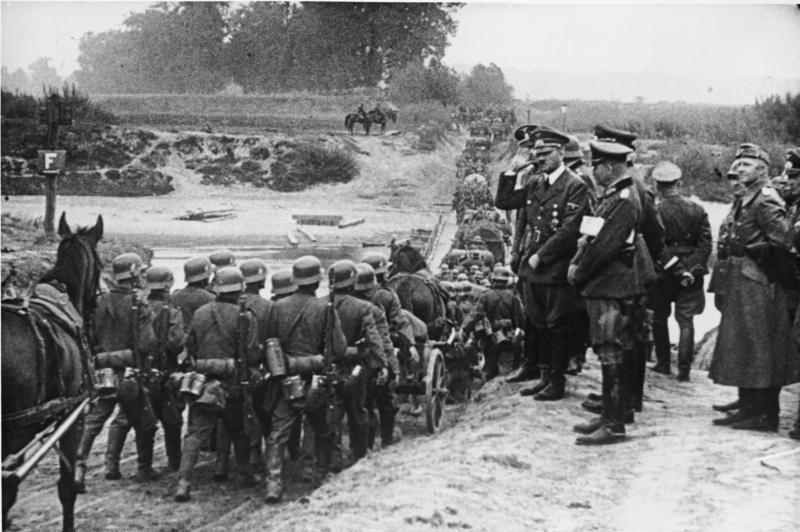
Hitler saluda a las tropas alemanas que se dirigen a Polonia.

Tras ello, Hitler eleva quejas relativas a la Ciudad libre de Dánzig y el corredor polaco (la Crisis de Dánzig), que habían sido cedidos por Alemania en virtud del Tratado de Versalles. Gran Bretaña no había podido llegar a un acuerdo con la Unión Soviética para una alianza contra Alemania, y, el 23 de agosto de 1939, Hitler firma un pacto secreto de no agresión (el Pacto Molotov-Ribbentrop) con Stalin en el que se acordó la futura partición de Polonia entre la Unión Soviética y la Alemania nazi. El 1 de septiembre, Alemania invadió Polonia. Después de haber garantizado la asistencia a Polonia, Gran Bretaña y Francia declararon la guerra a Alemania el 3 de septiembre, pero no actúan de inmediato. No mucho después, el 17 de septiembre, las fuerzas soviéticas invadieron Polonia oriental.

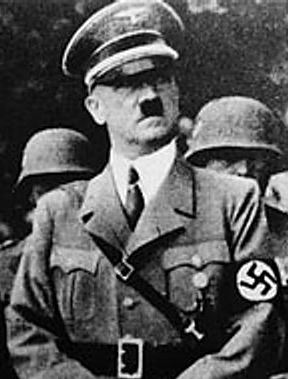
Hitler en Yugoslavia.

En abril de 1940, ordena a las fuerzas alemanas a marchar sobre Dinamarca y Noruega. En mayo de 1940, Hitler ordena a sus fuerzas atacar Francia, la conquista de los Países Bajos, Luxemburgo y Bélgica. Francia se rindió el 22 de junio de 1940. Esta serie de victorias persuaden a su principal aliado, Benito Mussolini de Italia, para unirse a la guerra al lado de Hitler en mayo de 1940.
Gran Bretaña, cuyas fuerzas derrotadas en Francia fueron evacuadas de la ciudad costera de Dunkerque, continuó luchando junto a las fuerzas canadienses en la batalla del Atlántico. Después de sus gestiones en pro de la paz sistemáticamente rechazadas por el Gobierno británico, ahora conducido por Winston Churchill, Hitler ordena los bombardeos sobre las islas británicas, dando lugar a la batalla de Inglaterra, un preludio de la ya prevista invasión alemana. Los ataques comenzaron a golpear por las bases de la Real Fuerza Aérea y la protección de las estaciones de radar sudeste de Inglaterra. Sin embargo, la Luftwaffe no derrota a la Real Fuerza Aérea británica a finales de octubre de 1940. La superioridad aérea para la invasión, denominada Operación Sealion, no estaba asegurada, y Hitler ordenó diversos bombardeos que se llevarían a cabo en ciudades británicas, incluyendo Londres y Coventry, en su mayoría por la noche.

### La caída
El 22 de junio de 1941, aún sin doblegar a Inglaterra, tres millones de soldados alemanes atacaron la Unión Soviética, rompiendo el pacto de no agresión que Hitler había firmado con Stalin dos años antes. Esta invasión, llamada Operación Barbarroja, cuya duración se estimaba en unos pocos meses, incautó grandes cantidades de territorio, incluidos los estados bálticos, Bielorrusia, y Ucrania. También rodearon y destruyeron a muchas fuerzas soviéticas. Pero los alemanes, debido al retraso de cuatro meses por las operaciones en Grecia y Yugoslavia, no consiguieron llegar a Moscú en diciembre de 1941, en lo que también influyó la llegada anticipada del invierno ruso con temperaturas de hasta -50 °C (el más duro en 50 años), todo ello unido a la feroz resistencia soviética, reforzada con tropas siberianas del entonces general Zhúkov especialmente adaptadas a las condiciones extremas. La invasión no había logrado el triunfo rápido que Hitler quería.

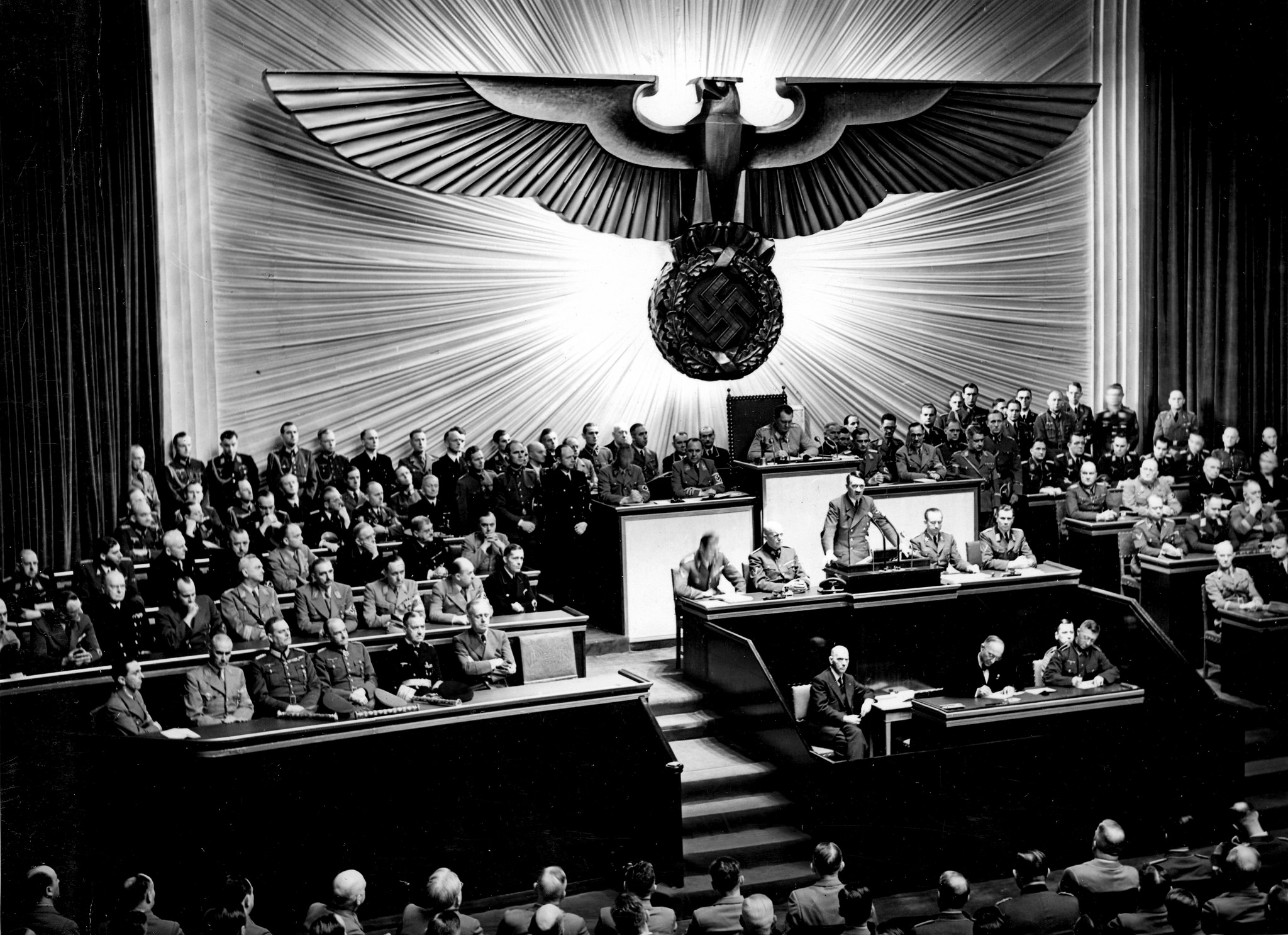
Hitler dando un discurso en contra de Roosevelt, 11 de diciembre de 1941.

Hitler firmó la declaración de guerra contra los Estados Unidos el 11 de diciembre de 1941, cuatro días después del ataque del Imperio del Japón a Pearl Harbor, en Hawái, muchos historiadores consideran este paso un grave error táctico y político, pues logró reunir así en su contra una coalición que incluía el imperio más grande del mundo (el Imperio británico), el más grande del mundo industrial y financiero (los Estados Unidos), y el ejército más grande del mundo (la Unión Soviética).
A finales de 1942, las fuerzas alemanas fueron derrotadas en la segunda batalla de El Alamein, frustrando los planes de Hitler para aprovechar el canal de Suez y el Oriente Medio. En febrero de 1943, la titánica batalla de Stalingrado acabó con el cerco y la destrucción del 6.º Ejército alemán. Poco después llegó la gigantesca batalla de Kursk (1 300 000 soviéticos, 3600 tanques, 20 000 piezas de artillería y 2400 aviones, frente a 900 000 alemanes, 2700 tanques, 2000 aviones).
Desde Stalingrado, el plan militar de Hitler se volvió cada vez más errático, los rusos comenzaron a avanzar obligando a la retirada de fuerzas alemanas extenuadas y la situación económica interna en Alemania se deterioró.
Después de la invasión aliada de Italia (Operación Husky), en 1943, el aliado de Hitler, Mussolini, fue depuesto por Pietro Badoglio, que se rindió a los Aliados. A lo largo de 1943 y 1944, la Unión Soviética constantemente forzó a los ejércitos de Hitler a retroceder a lo largo del Frente Oriental. El 6 de junio de 1944, los ejércitos occidentales aliados desembarcaron en el norte de Francia en la Operación Overlord, la operación militar anfibia más grande jamás realizada.

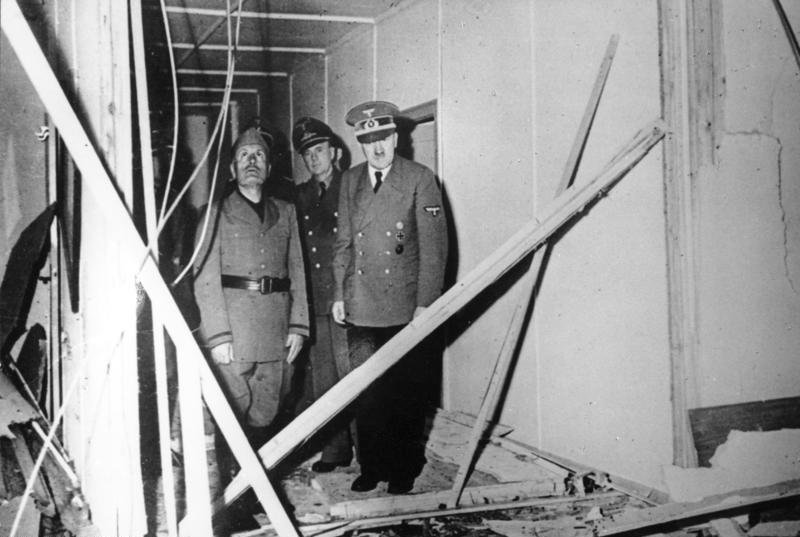
Hitler muestra a Benito Mussolini el estado en que quedó la sala en la que llevó a cabo el atentado del 20 de julio de 1944.

En el Ejército alemán, los más realistas sabían que la derrota era inevitable, y algunos oficiales concibieron un plan para terminar con Hitler y poner fin a la guerra. En julio de 1944, uno de ellos, el exoficial de observación de artillería del mariscal Erwin Rommel, Claus von Stauffenberg colocó una bomba en el cuartel general de Hitler en Rastenburg, la llamada Wolfsschanze o Guarida del Lobo, pero sin lograr su objetivo, en uno de los atentados contra Hitler que estuvo más cerca de tener éxito.
La represión fue implacable y llevó a la detención de unas cinco mil personas, entre ellas las familias completas de los principales implicados. Los detenidos fueron torturados y sometidos a rápidos juicios espectáculo, celebrados a partir del 7 de agosto, que resultaron en la ejecución de unos doscientos de los acusados. El principal movimiento de resistencia fue destruido, aunque pequeños grupos aislados siguieron funcionando. La lista de personajes que cayeron es extensa y se puede citar a Wilhem Canaris, Friedrich Fromm y Erwin Rommel, entre otros.
El atentado contra Hitler el 20 de julio de 1944 le dejó secuelas progresivas que lentamente fueron afectando su raciocinio, desenvolvimiento y dominio de la situación.
Hitler también experimentó un deterioro de su salud. Su mano izquierda temblaba; el biógrafo Ian Kershaw y otros creen que podría sufrir la enfermedad de Parkinson. También se ha sospechado, por alguno de los síntomas, que pudo haber padecido sífilis, aunque las evidencias en favor de ello son mínimas.

## Últimos días
Hitler regresó por última vez a Berlín el 15 de enero de 1945, en un tren especial procedente de Ziegenberg, localidad cercana a Bad Nauheim, donde desde su cuartel general conocido como «Adlerhorst» o «Nido del Águila» había dirigido desde el 11 de diciembre de 1944 la fracasada ofensiva de las Ardenas. Ahora su principal preocupación era la ofensiva soviética en el frente oriental y el motivo inmediato de su viaje fue la radical oposición de Guderian a su decisión de trasladar a la división Grossdeutschland desde Prusia Oriental hacia el sur para reforzar la defensa del frente polaco. Con su habitual desconfianza hacia los generales de la Wehrmacht decidió que debía estar más cerca del Estado Mayor de Zossen.
El 30 de enero, con motivo del duodécimo aniversario de su ascenso al poder, dirigió por última vez unas palabras al pueblo alemán en un discurso radiado que, pese al optimismo de Goebbels, permitió constatar que sus palabras ya no conseguían levantar la moral de la población ante la evidencia de lo desesperado de la situación. Ese mismo día Albert Speer le comunicó que la pérdida de la producción de la Alta Silesia significaba la total imposibilidad de seguir manteniendo un mínimo suministro de armas y municiones al Ejército, a lo que Hitler se limitó a contestar que no le gustaba recibir informes derrotistas y que mantuviera un completo secreto. Pocos días después, el 3 de febrero, un devastador bombardeo diurno estadounidense, el más duro que había sufrido Berlín hasta entonces, destruyó casi completamente la vieja Cancillería del Reich y dañó gravemente el nuevo edificio de Speer, lo que obligó a Hitler a vivir desde entonces casi permanentemente bajo tierra, en un búnker subterráneo de dos plantas situado bajo el jardín de la Cancillería en el que ya dormía desde su regreso.
El 12 de febrero el comunicado de la conferencia de Yalta, que incluía las duras condiciones impuestas por los Aliados a Alemania después de su derrota, entre ellas la división del país, la prohibición del Partido Nazi y el procesamiento de los criminales de guerra, no hizo si no reafirmar su postura de que cualquier tipo de rendición estaba fuera de discusión. Sus esperanzas estaban puestas en lo que consideraba inevitable en un momento u otro: la ruptura de los aliados occidentales, británicos y estadounidenses, con los soviéticos. Al día siguiente Hitler reaccionó con furia al enterarse del bombardeo de Dresde y fue necesaria la insistencia conjunta de Keitel, Jodl, Dönitz y Ribbentrop para convencerle de que sería contraproducente su intención inicial de ejecutar a un prisionero aliado por cada civil muerto.
El 24 de febrero celebró la última reunión con los Gauleiter con motivo del vigesimoquinto aniversario de su discurso de presentación del programa del partido. Estaba en muy mala condición física, con dificultades para controlar los temblores de su brazo izquierdo y habló sentado durante una hora y media en la que rememoró la época «heroica» del partido y, entre evocaciones a sus triunfos pasados, afirmó que era el único que podía juzgar el curso que tomaría la fase decisiva en que se encontraba la guerra. Poco más podía añadir que aludir a las armas milagrosas que se estaban desarrollando antes de volver a recordar sus tesis, en el estilo del más implacable darwinismo social, de que si se perdía la guerra sería porque al fin y al cabo el pueblo alemán no poseía el «valor interno» necesario y él no sentiría la menor compasión por su destrucción. Las obligadas ausencias de Erich Koch (Prusia Oriental) y Karl Hanke (Breslau) eran reflejo de la situación real, así que su discurso no pudo disipar el pesimismo incluso entre los incondicionales de la vieja guardia, aunque no faltaron quienes como Rudolf Jordan, el Gauleiter, de Magdeburgo-Anhalt, se sintieron revivir creyéndose ver ante el «antiguo Hitler». La fecha había sido hasta 1942 motivo para un gran discurso de Hitler en la Hofbräuhaus de Múnich, pero en esta ocasión se limitó a una proclama de cuya lectura se encargó Hermann Esser y que se convirtió en la última que dirigió a los alemanes.

### Boda con Eva Braun y testamento

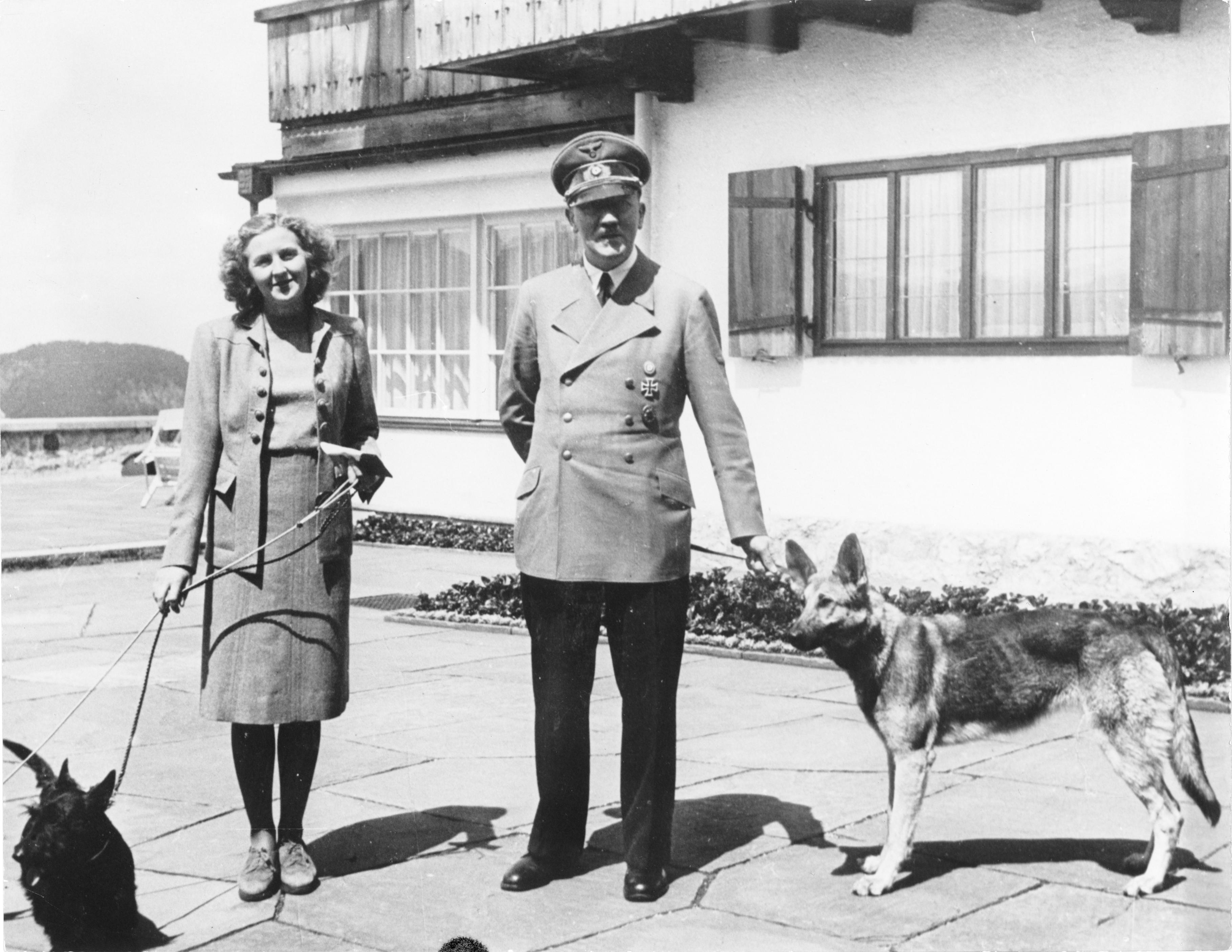
Adolf Hitler con Eva Braun en el Berghof, la residencia del Führer en los Alpes Bávaros.

En las primeras horas del 29 de abril de 1945, poco después de la medianoche, Hitler contrajo matrimonio con Eva Braun en la sala de mapas del búnker de la Cancillería. La ceremonia la ofició Walter Wagner, un funcionario municipal, y además de los contrayentes solo estaban presentes como testigos Joseph Goebbels y Martin Bormann. El acto fue muy breve y a su finalización los recién casados se retiraron a sus habitaciones, donde se organizó una fiesta que se prolongó varias horas, en el transcurso de la cual su secretaria Traudl Junge mecanografió en una sala contigua los testamentos privado y político que Hitler le había dictado sobre las once y media. Los últimos informes confirmaban el avance de las tropas soviéticas hasta zonas a solo unos cientos de metros de la Cancillería, ya se combatía en la Potsdamer Platz y se desvanecían las últimas ilusorias esperanzas de que el ejército de Walther Wenck pudiera conseguir romper el cerco.
En su testamento privado, del que nombra albacea a Martin Bormann, Hitler explica su decisión de casarse con Eva Braun, la voluntad de ambos de morir y ser incinerados para escapar a la vergüenza de la derrota, y lega sus posesiones al Partido, o al Estado si aquel dejara de existir, con la excepción de su colección de cuadros, cuyo destino sería un nuevo museo en Linz, y los recuerdos personales o incluso bienes que, a juicio de Bormann, fueran necesarios para el sustento de los sirvientes o allegados que le habían servido con lealtad.
Su testamento político es más extenso, con una primera parte en la que reitera su tradicional retórica antisemita acusando a los judíos de provocar el estallido de la guerra y recordando su profecía de que en ese caso no serían millones de arios los que morirían sino los verdaderos culpables, en lo que parece una transparente alusión a la solución final. Considera que algún día aquella lucha de seis años acabaría siendo considerada un momento glorioso y parece achacar la responsabilidad de la derrota a sus viejos antagonistas, los oficiales del Ejército (no así a los de la Marina), por su falta de arrojo y fidelidad. En la segunda parte pasa a nombrar un nuevo gobierno y comienza expulsando del partido y desposeyendo de todos sus cargos a Hermann Göring, al que acusaba de deslealtad por intentar sucederle y tomar el poder prematuramente, y a Heinrich Himmler, por negociar a sus espaldas con el enemigo. En lugar de Göring escogió para sucederle a Karl Dönitz, recuperando para él el cargo de presidente del Reich que había ostentado Hindenburg. Premió la fidelidad de Joseph Goebbels con el nombramiento de canciller, sustituyó como ministro de Asuntos Exteriores a Joachim von Ribbentrop por Arthur Seyss-Inquart, como Reichsführer-SS a Himmler por Karl Hanke y puso al frente del Ejército al general Ferdinand Schörner. Ambos documentos estuvieron terminados sobre las cuatro de la mañana, hora a la que constan las firmas de Goebbels, Bormann, Wilhelm Burgdorf y Hans Krebs en el testamento político, mientras para el privado Nicolaus von Below añadió la suya a las de Goebbels y Bormann. Cerca del mediodía salieron emisarios con copias de los documentos a diferentes destinos: una copia del testamento político se le confío al ayudante de Hitler, Willi Johannmeier, para ser entregada al general Schörner, y debían llevar copias de ambos testamentos Wilhelm Zander, adjunto de Bormann, a Dönitz y Heinz Lorenz, oficial del Ministerio de Propaganda, que además portaba un «Apéndice al testamento político del Führer» escrito por Goebbels que debía hacer llegar a la Casa Parda, la sede del Partido Nazi en Múnich. Por diferentes circunstancias ninguno de los mensajeros consiguió completar su misión.

### Suicidio

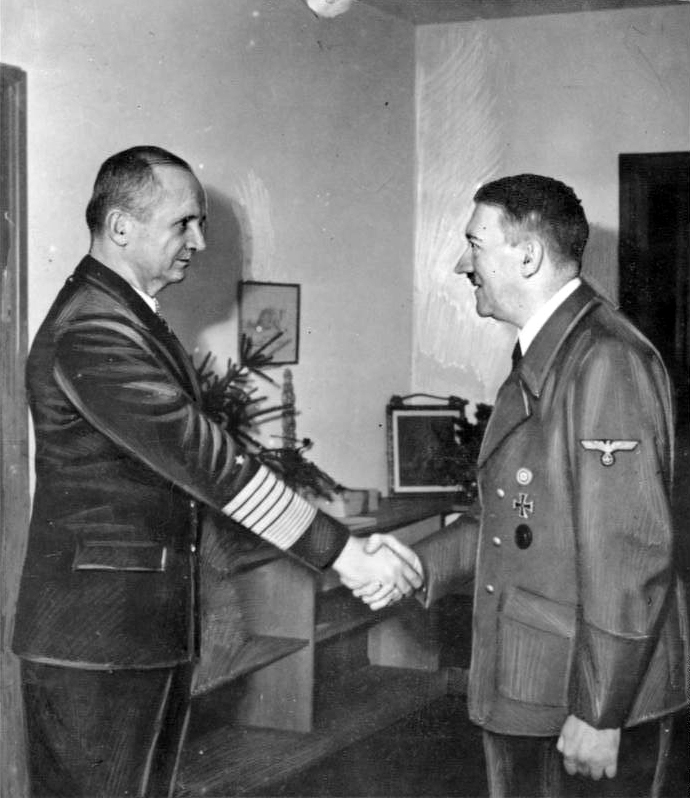
Hitler y Karl Dönitz en el Führerbunker. Dönitz sucedería a Hitler como presidente de Alemania.

El día 29 de abril Hitler comenzó a realizar los últimos preparativos para su suicidio. Aunque ya se había enterado de la muerte de Benito Mussolini, colgado ese mismo día boca abajo junto con su amante Clara Petacci en una gasolinera de Milán donde sus cadáveres sufrieron todo tipo de maltratos, no es seguro que conociera los detalles y no tiene fundamento la tesis de que estos le influyeran más allá de reforzar una decisión ya tomada. Por la tarde, antes de la sesión informativa diaria con sus generales, hizo matar a su perra Blondi. Hitler ya había proporcionado ampollas de ácido prúsico, suministradas por su médico Ludwig Stumpfegger, a sus secretarias y otros miembros del personal del búnker y decidió probarlas con Blondi, para lo que hizo llamar a su antiguo cirujano, el profesor Werner Haase, que envenenó al animal ayudado por Fritz Tornow, el sargento encargado del cuidado de los perros del Führer que ya había matado a tiros a los otros dos que le pertenecían. Hitler no presenció el envenenamiento, pero acudió a contemplar unos instantes y en silencio el cadáver del animal.
Hacia el mediodía del 30 de abril comunicó a Martin Bormann la decisión definitiva de suicidarse y dio a su ayudante Otto Günsche instrucciones estrictas sobre la cremación de su cuerpo y el de su esposa, según dijo no quería que fueran exhibidos en el «museo de cera de Moscú». Inmediatamente Günsche ordenó al chófer de Hitler, Erich Kempka, que consiguiera unos doscientos litros de gasolina y los hiciera llevar al jardín de la Cancillería. Después y como de costumbre sobre la una, Hitler almorzó con aparente tranquilidad en compañía de sus secretarias, Traudl Junge y Gerda Christian, y de su cocinera Constanze Manziarly. Después de comer Hitler se retiró a sus habitaciones y regresó poco después acompañado de Eva Braun para una última ceremonia de despedida. Allí estaban presentes Martin Borman, Joseph Goebbels, Wilhelm Burgdorf, Hans Krebs, Otto Günsche, Walther Hewel, Peter Högl, Heinz Linge, Werner Naumann, Johann Rattenhuber y Erich Voss además de Magda Goebbels, Else Krüger y las otras tres mujeres asistentes a la comida. Hitler les dedicó solo unas pocas palabras y, tras estrechar las manos a todos, regresó a su estudio de donde solo volvió a salir para visitar a Magda Goebbels que, angustiada por su futuro y el de sus hijos, probablemente le pidió que reconsiderara su decisión de no abandonar Berlín. Después de la conversación, poco antes de las 15:30 horas, se encerró por última vez en su despacho acompañado casi inmediatamente por Eva Braun.
Todo el grupo, al que se unió en el último momento Artur Axmann, permaneció en espera mientras Günsche hacía guardia ante la habitación y, tras unos diez minutos en los que no se oyó ningún sonido, fue Linge quien asumió la responsabilidad de abrir la puerta haciéndose acompañar por Bormann. Encontraron a Hitler y Eva Braun sentados en el sofá del despacho; ella recostada a su izquierda desprendiendo el olor a almendras amargas característico del ácido prúsico y con un revólver al lado que no llegó a utilizar, mientras que Hitler tenía a sus pies la pistola Walther PPK de 7,65 mm con la que se había disparado un tiro en la sien derecha de la que seguía manando la sangre.

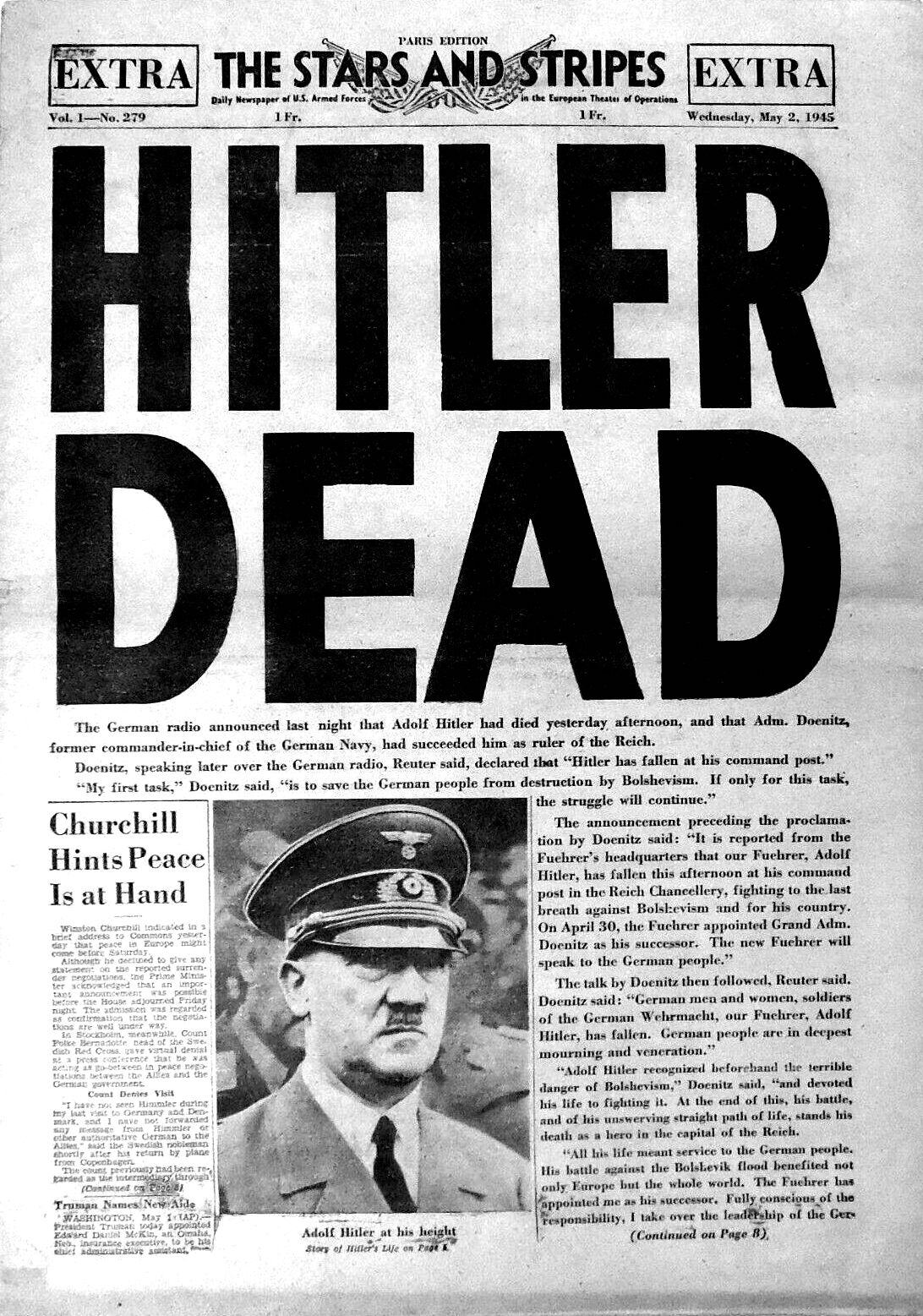
Portada del diario militar estadounidense The Stars and Stripes con fecha del 2 de mayo de 1945.

Confirmadas las muertes de ambos, sus cadáveres fueron envueltos en mantas proporcionadas por Linge y fue también él mismo, con ayuda de tres miembros de las SS, quien se hizo cargo de transportar el cuerpo de Hitler hasta los jardines de la Cancillería, para lo que era necesario subir un tramo de escaleras de unos siete metros y medio. Por su parte Bormann sacó el cuerpo de Eva Braun y se lo entregó a Kempka en el pasillo, quien a su vez se lo cedió a Günsche para que lo ascendiera por las escaleras.
En medio del incesante bombardeo soviético Günsche colocó los cuerpos, Eva Braun a la derecha de Hitler, en el terreno llano del jardín a unos tres metros de la puerta de salida del búnker y, después de verter sobre ellos la gasolina proporcionada por Kempka, consiguió encender la pira con ayuda de Linge y Bormann. Cerraron rápidamente la puerta y el grupo, completado por Krebs, Burgdorf y Goebbels, descendió a la seguridad del búnker tras alzar los brazos en un breve saludo de «Heil Hitler».
Una media hora después Günsche ordenó a dos miembros de la guardia personal de Hitler, Ewald Lindloff y Hans Reisser, que se encargaran de enterrar los cadáveres. Lindloff lo hizo en alguno de los cráteres de bombas que se habían formado en el jardín, donde ya se estaban depositando los restos de otras víctimas procedentes del hospital que se había instalado en la Cancillería, y declaró que los cadáveres estaban «completamente consumidos» y en un «estado terrible», muy probablemente además dañados y posteriormente dispersos por efecto del bombardeo que todavía continuaría un día más. Otros dos guardias del exterior del recinto, Hermann Karnau y Erich Mansfeld, confirmaron que los cuerpos estaban «carbonizados, encogidos e irreconocibles». A las seis y media de la tarde Günsche le confirmó a Reisser que Lindloff ya había completado la tarea y que no era necesaria su ayuda.
Siguió una conferencia a la que asistieron Bormann, Goebbels, Krebs, Burgdorf, Axmann y seguramente también el general Wilhelm Mohnke en la que se decidió enviar a Krebs, que hablaba ruso como antiguo agregado militar en Moscú, para intentar entrevistarse con Gueorgui Zhúkov y entregarle una carta firmada por Bormann y Goebbels en la que se le informaba de la muerte de Hitler y se tanteaban las condiciones de un armisticio o una rendición. Krebs salió del búnker a las diez de la noche y solo se obtuvo una respuesta definitiva a las seis de la mañana en la que Zhúkov exigía una rendición incondicional que debía anunciarse ese mismo día.
No fue hasta las 10:53 de la mañana del 1 de mayo cuando el almirante Karl Dönitz recibió en Plön la primera noticia de ello y de la muerte de Hitler en un engañoso telegrama redactado por Bormann: «Testamento en vigor. Llegaré ahí lo antes posible. Hasta entonces, creo que es mejor aplazar publicación. Bormann». A las 15:18 otro telegrama más explícito, el último enviado desde el búnker y dictado por Goebbels, confirmaba la muerte de Hitler sin especificar que se había tratado de un suicidio, le anunciaba su nombramiento como presidente y adelantaba la lista de algunos otros ministros, aunque finalmente Dönitz hizo caso omiso de ella entre otras cosas porque nunca llegó a recibir el testamento con la lista completa.
El anuncio público se retrasó unas cuantas horas hasta que a las 21:30 Radio Hamburgo anunció una importante noticia y a las 22:26 Dönitz en persona comunicó su nombramiento y la muerte del Führer «esta tarde» luchando «a la cabeza de sus tropas» contra el bolchevismo. Dönitz sabía que había muerto el día anterior y, aunque hubiera supuesto que se había tratado de un suicidio trató de ocultarlo para evitar la posible reacción de unas tropas que se hubieran podido sentir abandonadas por el líder a quien habían jurado lealtad. Helmuth Weidling, al frente de la defensa de Berlín, sí se lo comunicó a sus hombres el 2 de mayo, precisamente para convencerlos de que dejaran la lucha. Además Dönitz quería aplazar la capitulación total para permitir que continuaran la lucha los ejércitos que intentaban desesperadamente escapar del Ejército Rojo y rendirse a los aliados occidentales, pero no tuvo inconveniente en aceptar otras capitulaciones parciales el 2 de mayo en Italia; el 4 de mayo en el norte de Alemania, Países Bajos y Dinamarca; el 5 de mayo en el norte de los Alpes y el día 7 en Austria.

### El destino del cadáver y las versiones de los soviéticos

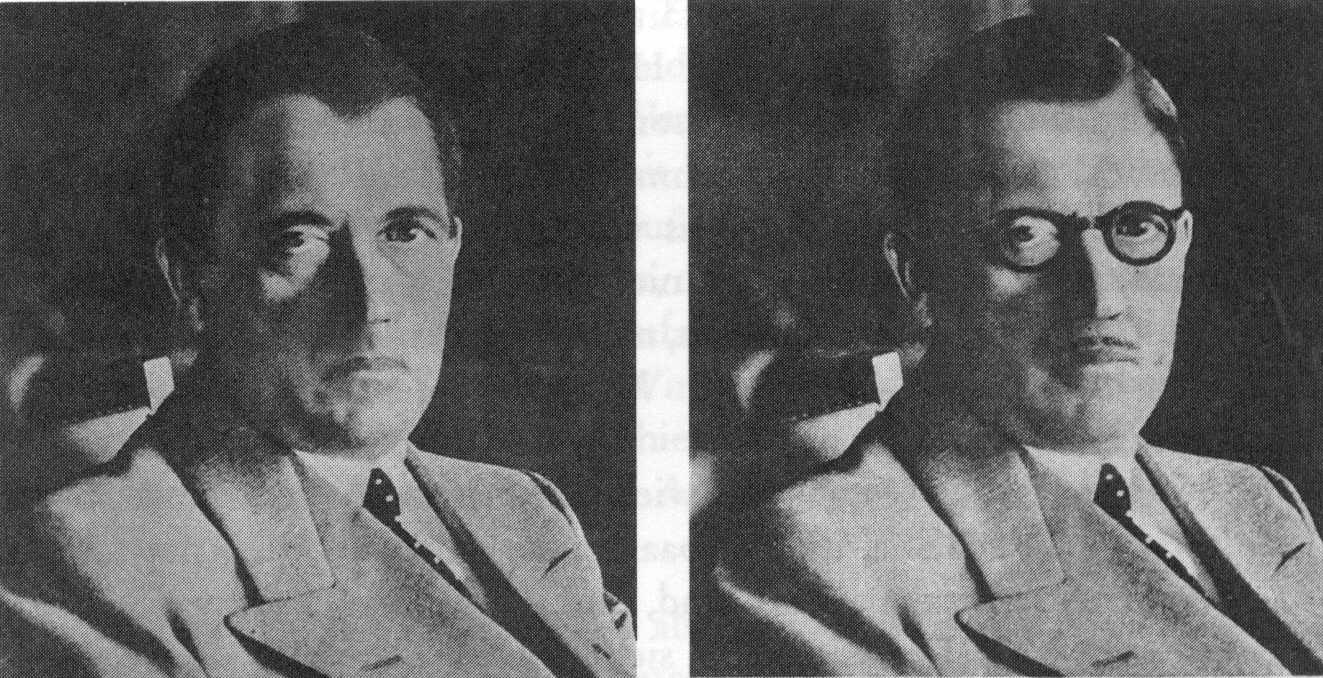
Fotografía de Hitler manipulada por el Ejército de los Estados Unidos para facilitar una posible identificación de un Hitler con una apariencia física modificada.

En gran parte a causa de las distintas versiones dadas por los soviéticos, y su negativa a colaborar con las investigaciones de los aliados occidentales sobre el final de Hitler y el destino de su cadáver, su muerte se puso en duda durante mucho tiempo, creándose toda suerte de mitos. El 2 de mayo los soviéticos tomaron la Cancillería y comenzaron de inmediato la búsqueda del cadáver de Hitler, que se le había encomendado a un destacamento especial del NKVD llegado a Berlín el 29 de abril. Como muy tarde ya habían localizado sus restos el 9 de mayo, ya que ese día le mostraron una caja de puros que contenía una mandíbula y dos puentes dentales a Fritz Etchmann, un mecánico dental que había trabajado para Johann Hugo Blaschke, el odontólogo de Hitler desde 1938. Etchmann identificó los puentes como pertenecientes a Hitler y Eva Braun.
Por lo tanto, a principios de mayo de 1945 los soviéticos ya habían encontrado e identificado por lo menos algunos de los restos del cadáver de Hitler. Además, no solo habían sido informados del suicidio de Hitler la misma noche del 30 de abril por el general Hans Krebs, sino que a lo largo del mes siguiente también localizaron e interrogaron a muchos de los demás testigos directos de los sucesos ocurridos en el búnker los últimos días de abril, entre ellos a Günsche y Linge, a quienes habían hecho prisioneros.
Aunque durante ese tiempo los soviéticos no publicaron ningún comunicado oficial al respecto, el 5 de junio, durante una reunión celebrada en Berlín, aseguraron a miembros del Estado Mayor de Eisenhower que habían identificado los restos de Hitler con casi absoluta seguridad. Sin embargo, el 9 de junio su actitud ya había cambiado radicalmente y, durante una conferencia de prensa, Zhúkov negó que hubieran identificado los restos y especuló con la posibilidad de que Hitler hubiera escapado de Berlín en avión en el último momento. A continuación el comandante ruso de Berlín, Nikolái Berzarin, dijo que «en su opinión» se había refugiado en algún lugar de Europa, probablemente en España con el general Franco. A partir de ese momento el oscurantismo se convirtió en permanente actitud soviética y no volvieron a proporcionar ningún tipo de información sobre el caso.
Los rusos confirmaron finalmente en 1955 la muerte de Hitler, pero no se mostraron evidencias muy sustanciales, salvo algunos detalles odontológicos, lo que confirmaba a pesar de todo que los rusos tenían los cuerpos.
Recientes versiones surgidas en los años 1990 del lado ruso, confirman que los soviéticos (NKVD), después de una infructuosa búsqueda en la que incluso llegaron a especular con la posibilidad de que en la Cancillería hubiera permanecido un doble de Hitler mientras este escapaba de Berlín, por fin dieron con los restos irreconocibles en parte de Hitler, Braun y la familia Goebbels y que estos, secretamente aún para el mismo general Zhúkov, fueron transportados en cajas especiales a la frontera, a un cuartel militar que luego pasaría a ser territorio de la República Democrática Alemana.[cita requerida]
Estos restos permanecieron secretamente enterrados bajo un jardín de dicho cuartel en la ciudad de Magdeburgo y solo algunas autoridades de la NKVD sabían dónde estaban, hasta que en 1970 fueron exhumados, se extrajo el cráneo a Hitler y el resto de los cadáveres fue incinerado para evitar que su tumba fuera objeto de veneración, y las cenizas fueron lanzadas al río.
No se ha podido dar con el cráneo de Hitler, pero una parte signada como de Hitler, el hueso parietal de su caja craneana, está en un museo ruso. Sin embargo, en septiembre de 2009, el arqueólogo Nick Bellantoni anunció que, luego de un análisis de ADN practicado a los restos, se determinó que el fragmento del cráneo correspondería a una mujer de entre 20 y 40 años de edad.
En mayo de 2018, un grupo de científicos franceses comprobaron que Adolf Hitler se había suicidado en 1945 en su búnker de Berlín con su compañera Eva Braun.

"No huyó a Argentina en un submarino, no está en una base oculta en la Antártica o en el lado oscuro de la luna"
Philippe Charlier

## Rasgos de su personalidad

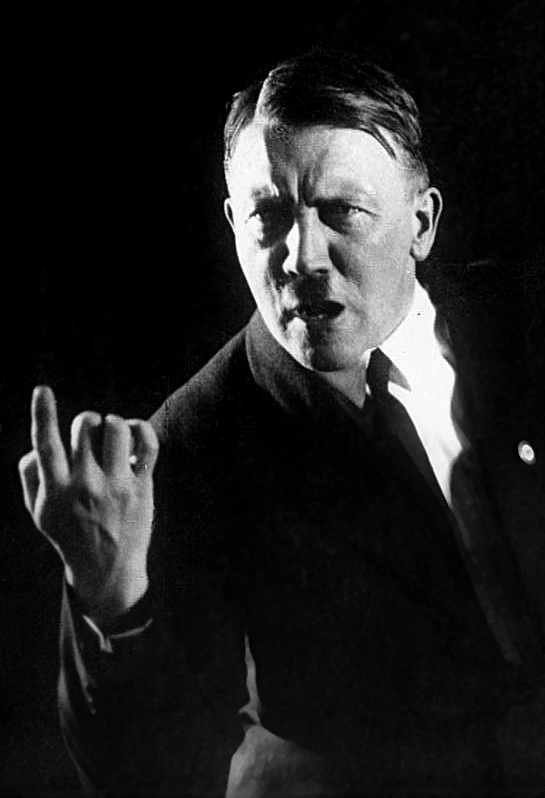
Hitler en una de sus características poses oratorias.

El gran interés que despierta la figura de Hitler se debe precisamente a los ribetes de su extraordinario tipo de personalidad y su halo de impenetrabilidad. Hitler poseía un extraordinario carisma capaz de envolver no solo a las personas, sino también a las masas, además de poseer una gran oratoria gesticular muy estudiada y una capacidad de liderazgo notable; pero quien haya permanecido con él diría lo mismo que opinó su ministro y arquitecto Albert Speer: «Nunca llegué a conocerlo».
Ciertos psicoanalistas, como por ejemplo Arno Gruen, parten de la premisa de que la relación de Hitler con su padre estaba dominada por la violencia. Su madre en cambio lo habría «endiosado». Dado que sus tres hermanos mayores habían muerto poco antes del nacimiento de Adolf, su madre siempre habría temido perder también a su cuarto hijo. Esta relación tensionada habría tenido una influencia determinante sobre el desarrollo de la personalidad de Hitler: la madre no habría podido proteger al hijo de los castigos por parte del padre, mas sin embargo lo habría endiosado, de manera compensadora, utilizándolo así en un juego de poder en contra de su padre. El niño habría experimentado a su madre como una persona débil y digna de desprecio, tal como la habría percibido su padre. Al mismo tiempo, el hijo habría deseado proteger a la madre en contra del padre. Esta situación habría precipitado al niño a determinados conflictos interiores, a los que solamente habría podido esquivar alienándose de sí mismo y de sus necesidades. A causa de esta alienación se habría desarrollado una identidad muy débil. El vacío interior habría sido rellenado por fantasías violentas y poses superpuestas. Aparte de esta interpretación, numerosas obras psicológicas tratan de diversas enfermedades psíquicas de Hitler.
Hitler era en sí un individuo muy autosuficiente y solitario. Muy pocas personas integraban su séquito personal, se pueden citar a Albert Speer, el fotógrafo Heinrich Hoffmann, Martin Bormann, Wilhelm Bruckner, Joseph Dietrich, Joseph Goebbels, Julius Schaub, Julius Schreck y el arquitecto Geisler y sus secretarias personales. A ellos les exigía lealtad a toda prueba y discreción.

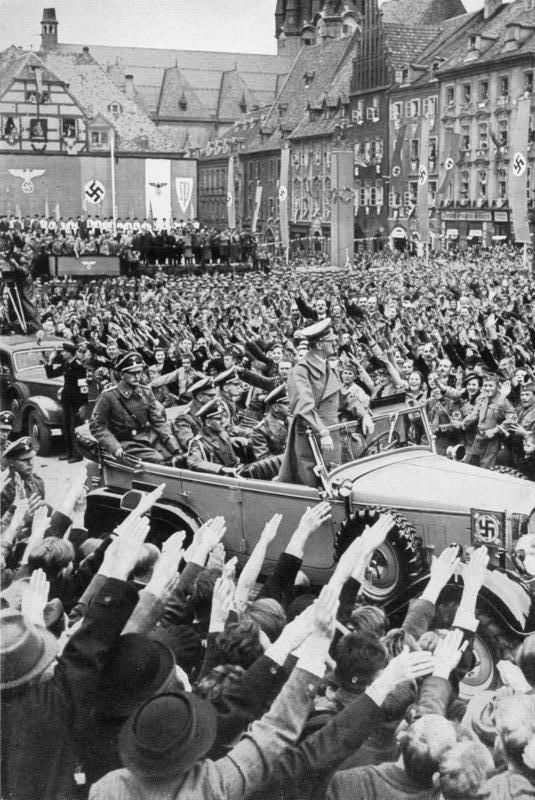
Eger, 3 de octubre de 1938

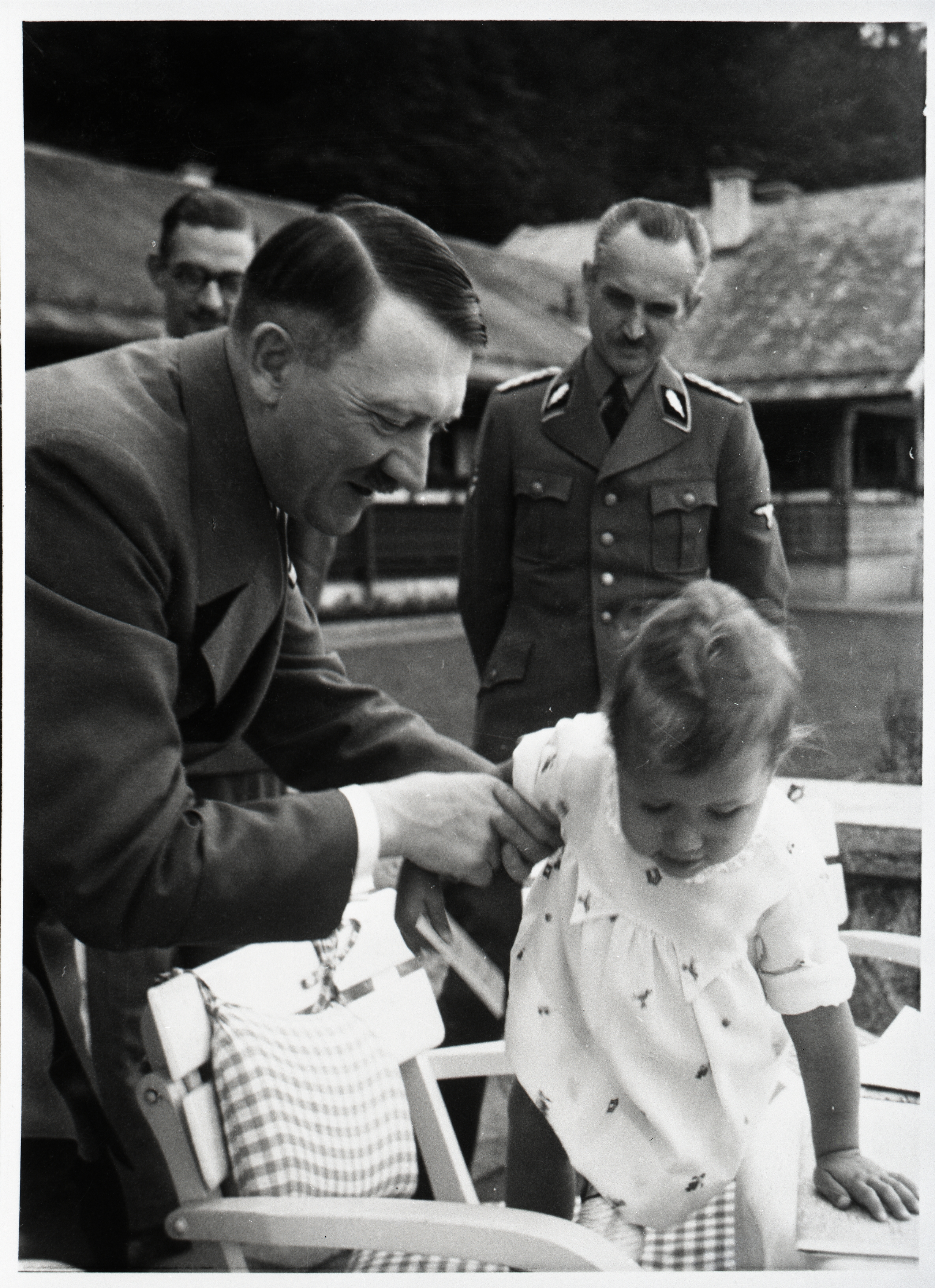
La cercanía a los niños por parte de Hitler era usado como propaganda por el nazismo

Según algunos historiadores, Hitler fue vegetariano, si bien otros lo descartan, no fumador, abstemio (dato también cuestionado por algunos historiadores), ecologista, se dice que promulgó las primeras leyes de la historia que penaban el maltrato a los animales, aunque la verdad es que las primeras leyes contra el maltrato animal ya proceden del Imperio romano. Se dice que no permitía a sus colaboradores fumar ni beber delante de él.
Hitler jamás visitó una ciudad bombardeada, un campo de concentración o un hospital[cita requerida] (la única excepción fue para visitar a las víctimas del atentado del 20 de julio). Un fiel ejemplo de este aspecto es que Hitler se negó a ver las fotos y filmaciones de las ejecuciones de los involucrados en el atentado ejecutado por Claus von Stauffenberg hacia su persona en 1944.
Una de las características más relevantes de la personalidad de Hitler era la capacidad de impresionar (fascinar), encantar, manipular y subyugar a quienes lo rodearan; había personas que podían ser muy fuertes y seguras en sus campos de acción, pero en presencia de Hitler estas personalidades se veían disminuidas y manipuladas hasta el servilismo; por ejemplo, Hermann Göring expresó al ministro de finanzas Schacht que:

Cada vez que estoy frente al Führer siento el corazón en un puño.

Hitler, era muy poco proclive a demostrar algún rasgo emocional o demostrar afinidad hacía alguien cuando se tomaba fotografías en presencia de personas de su confianza y aceptación; en cambio sí demostraba una faceta muy humana en presencia de niños, sobre todo cuando era visitado en Berghof.
Hitler demostraba además insensibilidad y falta de escrúpulos cuando se trataba de deshacerse de enemigos y/o sacrificar soldados; se puede citar como ejemplo la destrucción del 6.º Ejército alemán en Stalingrado.
En su vida sentimental, muy discreta, se asocian los nombres de Geli Raubal, María Reiter, Eva Braun, quien fue su amante, Unity Mitford e Inga Ley. Leni Riefenstahl, una de las más sindicadas en su momento, negó haber sido amante de Hitler. Hitler era muy celoso y no permitía a casi nadie inmiscuirse en esos temas. Albert Speer en sus memorias señaló que Hitler mostraba un trato desconsiderado, opresivo y vejatorio a Eva Braun.
Respecto de la orientación sexual de Hitler mucho se ha escrito[cita requerida] debido a su vínculo inicial con Ernst Röhm, pero las evidencias indican que Hitler era, sin lugar a dudas, heterosexual.
Una de las secretarias personales de Hitler, Traudl Junge, describió así la energía que emanaba de la persona de Hitler:

Cuando estaba presente (Hitler), todo el edificio bullía de actividad, todos corrían, los teléfonos sonaban, los radioespectadores no cesaban de enviar y recibir notas de comunicados (...) Cuando él estaba ausente, todo volvía a una monótona normalidad, Hitler era como una especie de dinamo.

Junge describió a Hitler como una persona que presentaba dos personalidades: una muy considerada y afable, y otra muy fría, iracunda y avasallante en extremo, apasionada y calculadora.
Cita Junge en sus remembranzas:

Hitler era vegetariano, gustaba del té y además no soportaba el calor; no se podía fumar en su presencia y hacía climatizar sus ambientes a no más de 11 °C de temperatura.

Otro de los aspectos es que a Hitler le gustaba escuchar chismes, pues lo distraían de su realidad. Además, Hitler se acostaba muy tarde, a las tres o cuatro de la madrugada, y se levantaba también muy tarde, entre las 10:00 y las 11:00 horas; el personal militar de la primera planta se acostaba en torno a la medianoche, terminada la última reunión de guerra de cada día y se levantaba hacia las siete.[cita requerida]

Para los miembros cercanos a Hitler, Keitel, Lammers y Bormann, Hitler predicaba con el ejemplo pagando sus propios costes personales sin derogar ningún fondo del Estado. Los ingresos de Hitler, hábilmente administrados por su secretario personal Martin Bormann, sucesor de Rudolf Hess, provenían de los derechos por su imagen postal y por su libro Mein Kampf. [cita requerida]
Otro de los rasgos característicos de Hitler era su desprecio por la debilidad ante el enemigo y por este, sobre todo al judaísmo y en segundo grado al comunismo, su impulsividad y su obcecación por las metas sin importar el costo que tuvieran. Por ejemplo: cuando Brauchistch le solicitó la retirada estratégica de Moscú, Hitler se encolerizó diciendo:

¡No me podéis quitar Moscú!, ¡quiero Moscú!.

Un ejemplo de su aparente flexibilidad es cuando cedió ante Himmler por la deportación de los holandeses a Polonia, en pro de aumentar primeramente el contingente de las SS.
Albert Speer llegó a emitir el siguiente comentario al respecto:

En el lugar donde debía haber un corazón en el pecho de Hitler, había un gran hueco.

Cuando le tocaba tratar temas variados sobre aspectos técnicos o militares, mostraba un acabado conocimiento de estos, llegando a sorprender a sus interlocutores.
Hitler era muy condescendiente con quienes mostraban valor y arrojo en combate; llegó a diseñar él mismo la Cruz de Brillantes, Espadas y Robles para Hans-Ulrich Rudel, el célebre piloto de «Stukas».

### Autodidacta y lector empedernido

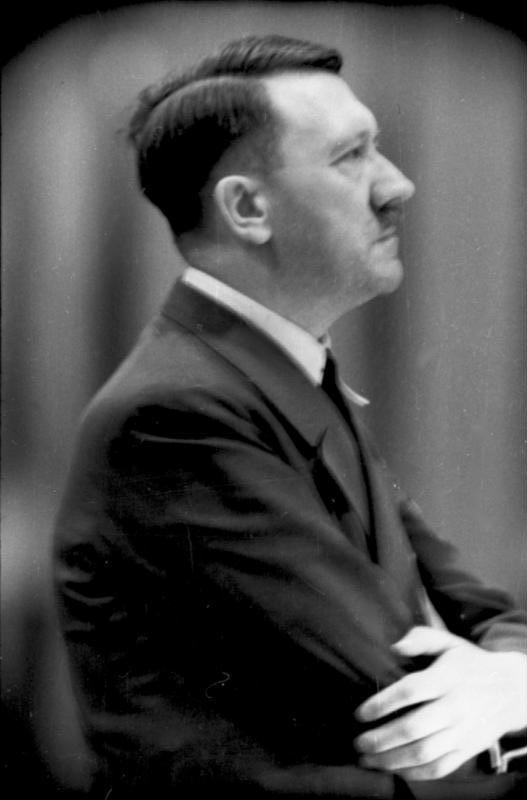
Hitler, de perfil.

Hitler era autodidacta. Sus conocimientos detallados acerca de diversos temas no los había adquirido en forma sistemática o bajo dirección científica, dado que además siempre tuvo una aversión contra las universidades y los profesores universitarios, a los que despectivamente llamaba "Profaxe". Repetidas veces expresó su aversión a las ciencias establecidas. Siguiendo a su mentor Dietrich Eckart, Hitler alababa las enseñanzas esotéricas y ocultistas de autores como Guido von List o Hanns Hörbiger, los que unían ciertas tesis científicas con elementos míticos y místicos y que con frecuencia también integraban ideas nacionalistas o racistas en sus obras.
Hitler poseía más de 16 000 libros distribuidos en tres bibliotecas privadas ubicadas en Múnich, Berlín y Berchtesgaden, de los que unos 12 000 se han conservado. Junto a literatura militar práctica, como Heigls Taschenbuch der Tanks (El compendio de tanques de Heigl), que representaba alrededor de la mitad del inventario, Hitler leía a numerosos escritores nacionalgermanos y antisemitas tales como Paul de Lagarde, Hans F. K. Günther o Jörg Lanz von Liebenfels y documentaba su comportamiento como lector con subrayados y notas al margen. Más de un diez por ciento de los libros que se conservan estaban representados por esotérica de derecha y ocultismo, por ejemplo obras de Carl Ludwig Schleich, Maximilian Riedel o Ernst Schertel.
Hay poca ficción o bellas letras entre las obras que se conservan. La afirmación de Hitler, de que en prisión habría realizado estudios filosóficos con Immanuel Kant, Arthur Schopenhauer y Friedrich Nietzsche, merece ponerse en duda por la falta de estos filósofos entre lo que se conserva de la biblioteca. Solamente un tomo con escritos de Johann Gottlieb Fichte, regalado por y con dedicatoria de Leni Riefenstahl, se encuentra junto a dramas de Shakespeare, preferido por Hitler antes de Goethe y Schiller. Le gustaba impresionar a sus auditores con citas de Julio César y Hamlet. Hitler era capaz de memorizar en forma duradera informaciones esenciales fruto de sus lecturas, incluso muchos detalles, intercalándolas a voluntad en sus discursos, conversaciones o monólogos. Al hacerlo, generalmente evitaba indicar la fuente, de manera que a los auditores con frecuencia les daba la impresión de que se trataba de ideas originales del propio Hitler.
Hitler fue un gran admirador de Richard Wagner, acudía al Festival de Bayreuth dirigido por Winifred Wagner cada vez que era posible, estudiosos sugieren que en sus óperas Hitler vislumbraba una encarnación de su propia visión de la nación alemana. Aun hay debates en torno a cómo podrían haber influido los puntos de vista del mismo Wagner en el pensamiento doctrinario nazi. Los nazis usaron la parte del pensamiento del compositor que les fue útil para su propaganda e ignoraron o suprimieron el resto. Aunque el propio Hitler era un ardiente seguidor de «el Maestro», gran parte de la jerarquía nazi no lo era y, según el historiador Richard Carr, estaban profundamente resentidos con la posibilidad de asistir a esas largas epopeyas debido a su insistencia.
No dominaba ningún idioma extranjero aparte de un francés rudimentario que había aprendido en la enseñanza media de Linz, terminando sus estudios en el ramo al tercer año con la nota de «insuficiente». Es de suponer que en los años 1914-1918 tuviera ocasión de refrescar en algo sus conocimientos de francés en el frente occidental. Como canciller, Hitler se informaba de la prensa extranjera solamente por vía de su traductor jefe Paul-Otto Schmidt. Aparte de Praga (1939), Varsovia (1939), París (1940) y Roma, así como Viena y Berlín, Hitler personalmente no conoció otras capitales europeas.
Dado que Hitler padeció de presbicia temprana, usaba gafas de lectura y lupas, pero rehusaba usarlas en público por vanidad, los sirvientes debían distribuir gafas para leer en todas las salas de la Cancillería, para que Hitler tuviera rápidamente una a mano y solo lo hacía frente a sus subordinados inmediatos.

### Antisemitismo
El primer testimonio de Hitler sobre la cuestión judía se encuentra en una carta escrita en septiembre de 1919:

Utilizando la terminología biológica que frecuentemente desplegaría, declaró que las actividades de los judíos producían «una tuberculosis racial en las naciones». Afirmó categóricamente que los judíos eran una raza, no una religión. El antisemitismo como movimiento político, declaró, debería basarse en la «razón», no en la emoción, y debería conducir a la eliminación sistemática de los derechos de los judíos. Sin embargo, concluía:

El «objetivo final», que sólo podía alcanzarse con un gobierno de «fortaleza nacional» tenía que ser la «eliminación completa de los judíos».

Veinticinco años después, en vísperas de su suicidio, dejó escrita en su Testamento Político su valoración de la «raza judía» como la verdadera culpable de la guerra en curso.
En un pasaje de Mein Kampf, escribió que el sacrificio de los soldados alemanes en el frente de la Gran Guerra no hubiese sido necesario si «doce o quince mil de estos judíos corruptores del pueblo hubiesen sido sometidos a los gases tóxicos».
El antisemitismo de Hitler era un componente muy arraigado y esencial de su ideología, más allá de los usos propagandísticos que pudo darle a lo largo de su trayectoria política. Junto con el deseo de asegurar la hegemonía de Alemania en Europa y la consecución de un espacio vital para su país, la eliminación de los judíos era el tercer elemento que conformaba su ideología.
El deseo de venganza que Hitler desarrolló tras la capitulación alemana en noviembre de 1918 se centró en una serie de enemigos que ya había identificado años antes, a los que solo se podía combatir mediante la guerra;

Ya que bajo su punto de vista los judíos eran los responsables de los crímenes más terribles de todos los tiempos —por la «puñalada en la espalda» de 1918, la capitulación, la revolución, la desgracia de Alemania—; ya que bajo su pervertida percepción eran los principales protagonistas del capitalismo de Wall Stret y de la City de Londres, así como del bolchevismo de Moscú; y ya que, según su creencia en la leyenda de la «conspiración judía

En este sentido, Hitler se veía como el agente necesario para la salvación de Alemania y veía la destrucción del poder de los judíos como el medio indispensable para lograrla.
Con su ascenso al poder el 30 de enero de 1933, su Weltanschauung, ante todo un conjunto de objetivos visionarios, sirvió para integrar las fuerzas centífugas del nazismo, para movilizar a sus activistas y para legitimar determinadas iniciativas políticas llevadas a cabo siguiendo, de una forma u otra, su voluntad. Entre tales objetivos estaba la eliminación de los judíos, idea que supo manejar con criterio táctico a lo largo de su carrera. Así,

Hitler intervenía para canalizar los ataques en forma de una legislación antijudía tremendamente discriminatoria, aplacando en cada fase a los radicales y progresando en la radicalización de las medidas adoptadas. Existía, por lo tanto, una «dialéctica» continua entre acciones «salvajes» desde abajo y discriminación orquestada desde arriba. Cada fase de radicalización era más intensa que la que la precedía. De esta manera, la inercia no se desvanecía nunca.

La obsesión de Hitler contra los judíos propició que este, incluso, llegara a despreciar, en sus últimos años, al cristianismo por su origen judío. En su círculo más cercano Hitler solía pronunciar largos monólogos, a modo de propuestas de mesa, que su secretario personal, Martin Bormann, escribía minuciosamente. Así, en 1943 y en plena guerra, Hitler dijo:

El golpe más duro para la humanidad es el cristianismo —el comunismo es hijo del cristianismo— son todo invenciones de los judíos.
Adolf Hitler, 1943.

### Teorías sobre el origen de su antisemitismo
Desde su aparición en el mundo político, surgieron toda clase de teorías y rumores que han intentado explicar los orígenes del antisemitismo de Hitler.
Se dice que al menos desde la década de los 1920 ya circulaban rumores de que Hitler tenía alguna ascendencia judía. La más seria de estas teorías es la que expuso el político nazi Hans Frank (1900-1946, gobernador alemán de Polonia) en sus memorias, escritas después de la guerra. Frank afirmó haber investigado sus antecedentes familiares por orden del mismo Hitler y llegado a la conclusión de que su abuela, Maria Schicklgruber, había dado a luz a Alois Hitler, el padre de Hitler, mientras trabajaba como criada en una familia judía de Graz apellidada Frankenberger, de la cual el hijo de la misma, Leopold Frankenberger, sería el padre de Alois. Ninguna de estas historias, incluida la de Frank, ha demostrado tener bases factuales.
Lógicamente las implicaciones de estos rumores eran políticamente explosivas para un proponente de una ideología especialmente racista contra los judíos. Los adversarios intentaron demostrar que Hitler tenía antepasados judíos o checos, y aunque estos rumores no fueron nunca probados, se piensa que para Hitler fueron una razón suficiente para ocultar sus orígenes.[cita requerida] Según Robert G. L. Waite en The psychopathic god: Adolf Hitler (‘el dios psicópata: Adolfo Hitler’, de 1977), el régimen de Hitler hizo ilegal que las mujeres alemanas trabajaran en familias judías, y después del Anschluss (anexión) de Austria, convirtió la ciudad natal de su padre en un área de prácticas de artillería. Waite dice que las inseguridades de Hitler en este aspecto pueden haber sido más importantes que si la ascendencia judía pudo ser probada por sus compañeros.
Para 1903, Hitler asistía a la Realschule al mismo tiempo que el matemático y lingüista austríaco Ludwig Wittgenstein (1889-1951), uno de los más destacados filósofos del siglo XX. Un libro de Kimberley Cornish sugiere que los conflictos entre Hitler y algunos estudiantes judíos, incluyendo Wittgenstein, fueron un momento crítico en la formación de Hitler como un antisemita. Sin embargo, la obra de Cornish ha sido acusada de ser de naturaleza especulativa.
Muchos otros historiadores tratan de especular el origen de su odio extremo hacia los judíos señalando la posibilidad de que el padre biológico de Alois (y por tanto su abuelo) fuese de origen judío, lo que fue desmentido luego.[cita requerida]
Otros lo atribuyen a que su madre, Klara Hitler, murió al cuidado de un médico judío, pero el mismo Hitler pareció estar agradecido por sus atenciones (le regaló una pintura y más tarde como canciller le permitió salir de Austria). Según algunos, sería la idea de la supuesta influencia sionista para que Estados Unidos entrara en la guerra.[cita requerida]
Hasta la fecha, ninguna de estas aseveraciones ha sido convincentemente confirmada.
Por otra parte, diversos autores también aseguran que Hitler fue seriamente influenciado por la teoría del darwinismo social basada en la idea de Darwin de "la supremacía del más fuerte" y extendida como una práctica social por la creencia en una supuesta superioridad e inferioridad física e intelectual de algunos humanos como resultado de la evolución.
En esta línea de pensamiento, algunos autores consideran que Hitler creía que los judíos y otros grupos étnicos como los afroestadounidenses y gitanos, estaban «corrompiendo» la supuesta «pureza» de la nación germana, y ponían en peligro su salud física, y su oportunidad de competencia con otras naciones del mundo. La teoría es incluso tratada en el libro Why the holocaust: Hitler's darwinistic messianic genocide de Jan Horník, donde el autor señala una cita de Darwin en la que este escribió que en «un futuro no muy distante» sucedería una exterminación y reemplazo de «razas salvajes» humanas que sin duda alguna generaría un «estado más civilizado» en la humanidad.
Otra hipótesis afirma que fue simplemente por estrategia política.[cita requerida] Hitler encontró un culpable simbólico que le permitía justificar fácilmente el nacionalismo alemán y superar la lucha de clases (lo que en psicología básica se denomina chivo expiatorio).[cita requerida]
El banquero no era malo por ser banquero, sino por ser judío. Si el banquero era alemán, nacionalista alemán, solo podía empeñar la plusvalía que obtenía a costa de los trabajadores en engrandecer Alemania. Era una adaptación de la idea fascista del nacionalismo para superar la lucha de clases, pero era mucho más potente al identificar un enemigo mítico contra el que ya existía recelo y aversión mítica y antigua. Una brillante idea con la que promover un movimiento unitario con una gran dosis de crítica y acción constructora (la gran Alemania) y una no menor dosis de destrucción y violencia mítica. La acción política perfecta: construir y destruir como propuesta política.

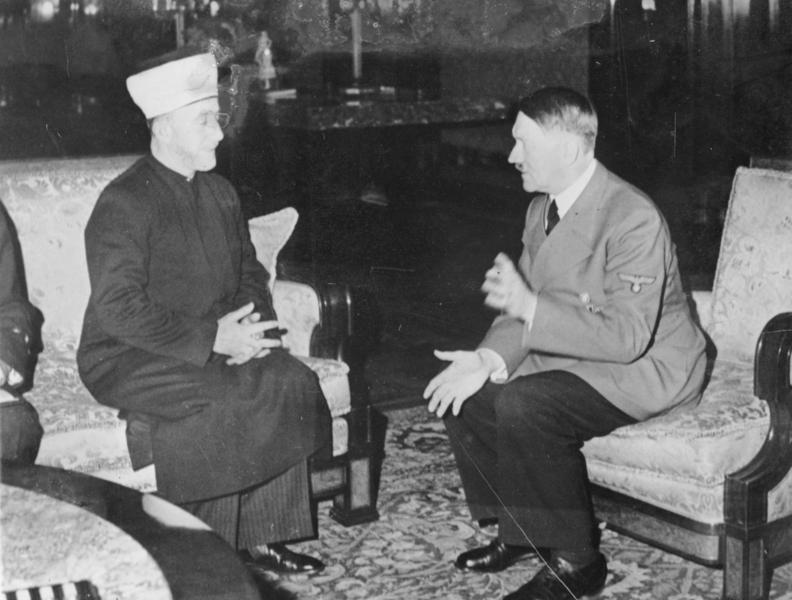
Al-Husseini, el gran muftí de Jerusalén y presidente del Consejo Islámico Supremo junto con Adolf Hitler, 1941

Según sus escritos, él consideraba a los judíos como una raza extranjera en territorio alemán y compartía muchas de las ideas antisemitas comunes en la época, que eran de origen muy antiguo (un ejemplo de esto lo tenemos en la influencia del panfleto apócrifo Los protocolos de los sabios de Sion). Así es como hablaba de una «conspiración judeobolchevique» (en la que incluía a todos los movimientos de izquierda por igual), al mismo tiempo que culpaba a los empresarios y financieros judíos de los problemas económicos por los que pasaba Alemania en aquel entonces (algunos de sus primeros discursos versaban sobre lo que él llamaba «la esclavitud del interés»). Como se verá, eso llevó a acusarlos también de llevar a Alemania a la derrota en 1918.
En cuanto a sus influencias personales que a menudo se menciona que pudieron haber alimentado su racismo contra los judíos, se encuentran Henry Ford (de quien es conocido su antisemitismo), quien además publicó una serie de panfletos conocidos como The International Jew: The World's Foremost Famous Problem y apelaba a una supuesta «conspiración sionista», señalando a los judíos como los culpables. Se cree que todo esto también influyó en Hitler, pues la relación se vio evidente, de hecho, cuando en 1923, Ford fue acusado de proveer ayuda financiera a Hitler, y más tarde (dos años antes de convertirse en canciller de Alemania) Hitler declaró a un periodista de The Detroit News: «Considero a Henry Ford como mi inspiración» (1931)
Otras figuras con cuya ideología se ha vinculado su antisemitismo, incluyen tanto a Friedrich Nietzsche, de quien leyó sus obras en la prisión de Landsberg donde redactó Mein Kampf; como al reformador alemán Martín Lutero, a quien consideraba, junto a Richard Wagner y Federico el Grande, como uno de los alemanes verdaderamente «grandes» de la historia, y responsable de un gran número de escritos antijudíos.

## Legado de Hitler
Durante los Juicios de Núremberg se acusó a 611 personas, integrantes de las diversas instituciones del Tercer Reich, de cinco delitos: complot, crímenes de guerra, crímenes contra la humanidad (exterminio), crímenes contra la paz y genocidio. Los principales jerarcas nazis apresados fueron condenados a la horca o a largas penas de prisión; otros murieron en los meses que siguieron a la caída de Berlín.
El nazismo y cualquier reminiscencia ideológica afín fueron prohibidos en casi toda Europa; de hecho no se pueden publicar textos de orientación nazi ni utilizar públicamente esvásticas y otros símbolos hitlerianos sin riesgo de cometer falta o delito punible. Sin embargo, la discriminación antisemita permaneció hasta bien entrada la década de los 60, sobre todo en países americanos.

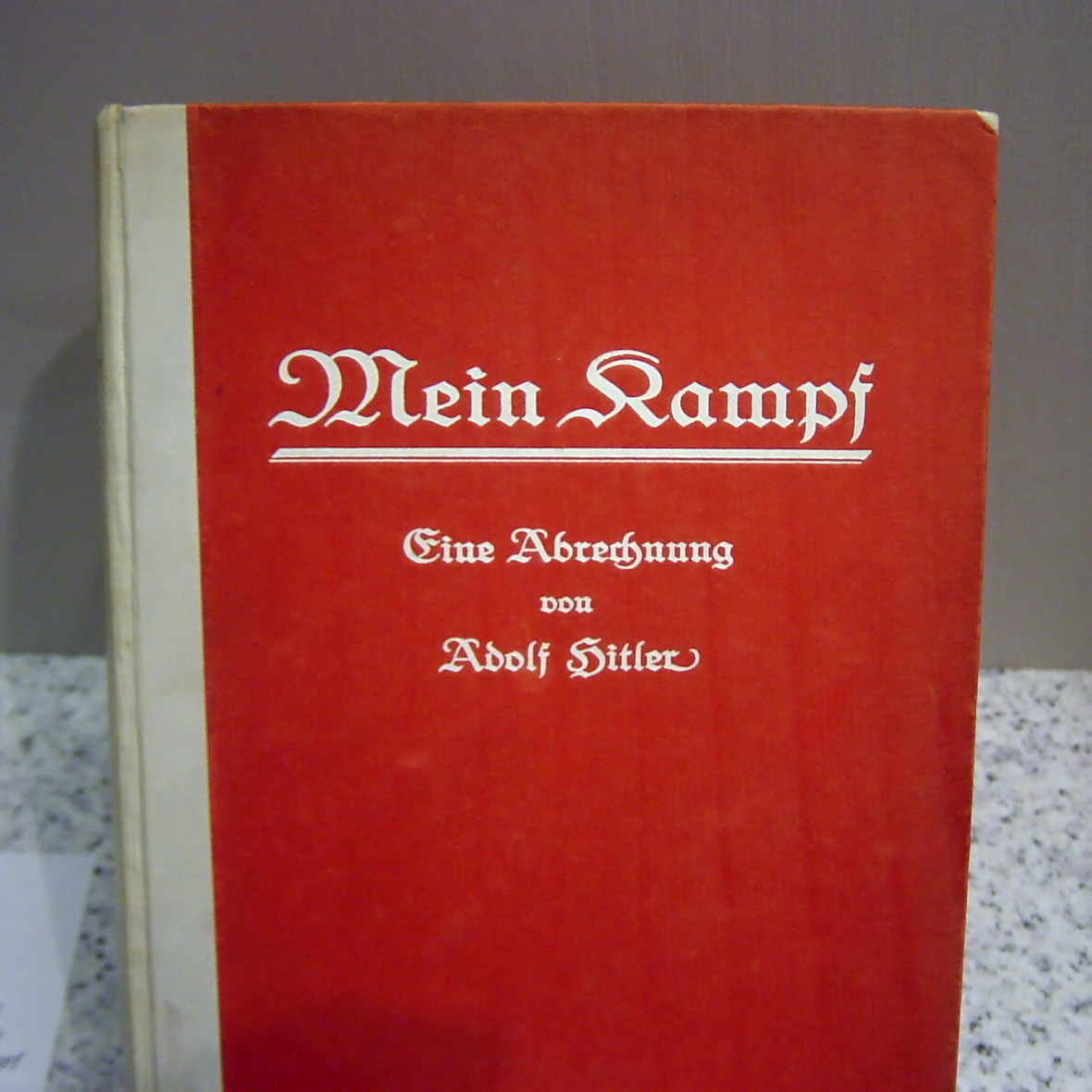
Primera edición de Mein Kampf, julio de 1925.

Desde el punto de vista militar, el legado más importante de la Alemania nazi es la completa adopción del concepto del Blitzkrieg, literalmente guerra relámpago, en todas las academias de guerra del mundo. Las estrategias, batallas y técnicas de la Wehrmacht usadas en la Segunda Guerra Mundial son objeto de estudio en todos los institutos militares. Hitler fue nominado al Premio Nobel de la Paz de 1939, pero esta no fue una nominación seria y fue más bien una crítica en forma de sátira de un miembro del parlamento sueco.
La publicación del libro Mein Kampf de Hitler está prohibida en muchos países europeos, principalmente en Alemania desde 1945; no obstante, sigue editándose en otros países, como por ejemplo España y México, circula libremente en muchos idiomas por las librerías de muchos países y es objeto de estudios de todo tipo.
Distintos grupos en todo el mundo se consideran herederos del nazismo. Grupos violentos como el Ku Klux Klan, Nación Aria, etc., se reclaman herederos de esta doctrina.
Otro de los legados de Hitler es el nombre y el concepto del automóvil Volkswagen (auto del pueblo), llamado en un primer momento Kdf-Wagen (Kraft durch Freude, fuerza a través de la alegría). El diseño original del auto fue realizado por el ingeniero Ferdinand Porsche, pero el propio Hitler se ocupó de los detalles finales del acabado de la carrocería y aportó el nombre. Durante el gobierno nazi solo se construyeron prototipos, pero tras la guerra el Volkswagen (como fue conocido finalmente el automóvil) se hizo muy popular, desarrollándose diversos modelos de escarabajo.

### «Higiene racial» y el Holocausto

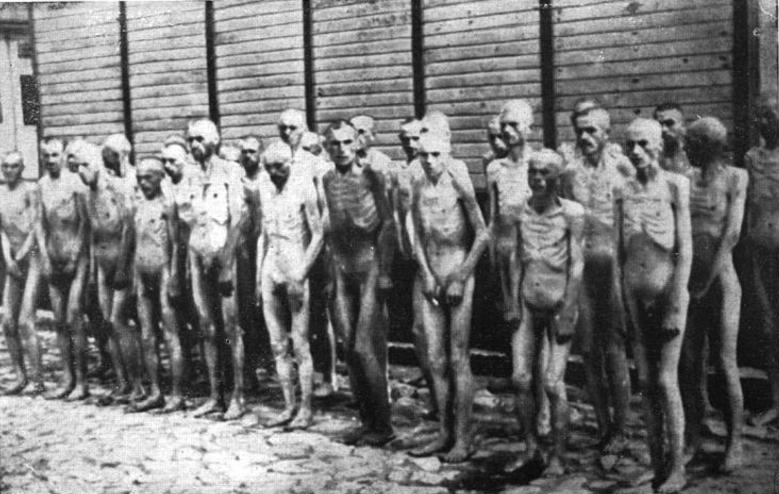
Generalplan Ost: la deportación o exterminio de la población de origen eslavo.

Uno de los fundamentos de las políticas sociales de Hitler y el NSDAP es el concepto de «higiene racial». Se basaba en las ideas de Arthur de Gobineau, el movimiento de la eugenesia, y el darwinismo social. Aplicado a los seres humanos, «la supervivencia de los más aptos» fue interpretado como una exigencia de la pureza racial y la matanza fuera de la «vida indigna de ser vivida». Las primeras víctimas fueron mutilados y niños con retraso en un programa denominado Acción T4. Después de una protesta pública, Hitler hizo un amago de poner fin a este programa, pero, de hecho, los asesinatos continuaron.
Entre 1939 y 1945, las SS, con la ayuda de gobiernos colaboracionistas y reclutas de los países ocupados, sistemáticamente asesinaron entre 11 y 14 millones de personas, incluidos cerca de seis millones de judíos, en los campos de concentración, los guetos y las ejecuciones en masa y a través de otros métodos, como los experimentos médicos. Además de los que eran gaseados hasta la muerte, muchas de las víctimas murieron como consecuencia de la hambruna y la enfermedad mientras trabajaban como esclavos (a veces en beneficio de las empresas privadas alemanas en el proceso, debido al bajo costo de esa mano de obra). Junto con judíos, fueron asesinados polacos no judíos (más de tres millones de víctimas), opositores políticos (como algunos comunistas), miembros de grupos de resistencia, prisioneros de guerra soviéticos (se estima que cerca de tres millones de ellos), sindicalistas, religiosos católicos y cristianos protestantes opositores, testigos de Jehová, miembros del clero antinazis, minusválidos, discapacitados físicos, retrasados mentales, pacientes psiquiátricos, homosexuales y gitanos. Uno de los mayores centros de asesinato en masa fue el complejo-campo de exterminio de Auschwitz-Birkenau. Hitler nunca visitó los campos de concentración y no habló en público sobre las muertes en términos precisos.

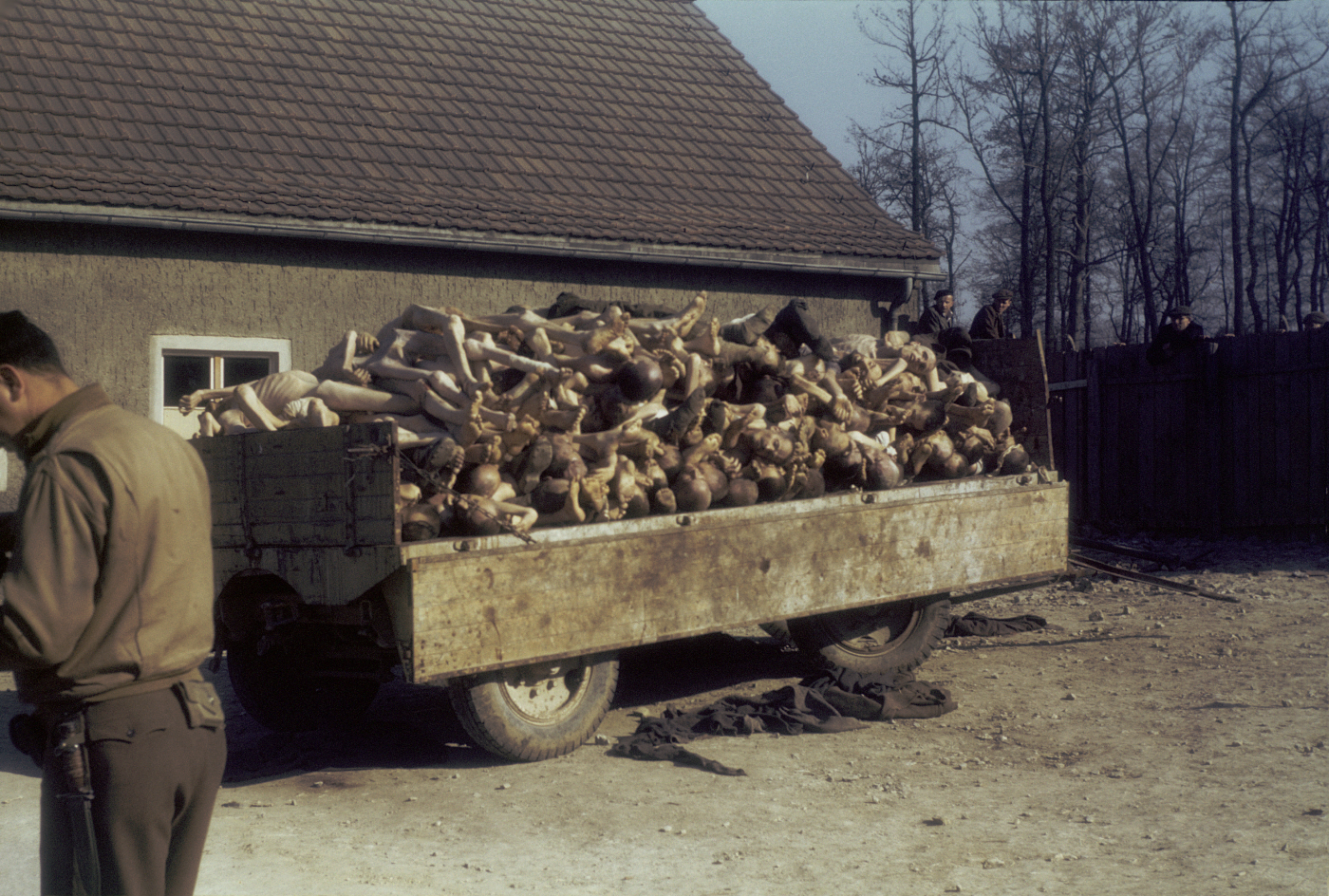
Cadáveres apilados sobre un remolque a las afueras del crematorio del campo de concentración de Buchenwald (abril de 1945).

Las matanzas que llevaron al Holocausto (la «Solución Final de la Cuestión Judía» o Endlösung der Judenfrage) fueron planificadas y ordenadas por líderes nazis, con Himmler jugando un papel clave. Si bien no se ha hallado la orden concreta de Hitler autorizando el asesinato en masa de los judíos, existe documentación que demuestra que aprobó los Einsatzgruppen, los escuadrones de la muerte que siguieron al ejército alemán a través de Polonia y Rusia, y que se le mantuvo bien informado acerca de sus actividades. La evidencia también sugiere que en el otoño de 1941, Hitler y Himmler decidieron el exterminio en masa por medio de gases. Durante los interrogatorios por oficiales de inteligencia soviéticos, desclasificados más de cincuenta años después, el valet Heinz Linge y el ayudante militar Otto Gunsche oyeron decir a Hitler que había «poros de más en los primeros planos de las cámaras de gas».[cita requerida]
Hitler además se preocupó de que la llamada Solución final se aplicara a cada país invadido, prueba de ello fue el encargo personal a Theodor Dannecker para que supervisara la deportación de judíos de Bulgaria.
Cuando empezaron las deportaciones de los judíos holandeses, la esposa de Baldur von Schirach, Henriette Hoffmann, afeó en la misma cara a Hitler por lo que le sucedía a la población judía en ese país. Hitler después de ese comentario infortunado expulsó al matrimonio von Schirach de su círculo social.
Para avanzar en la aplicación de esta «Solución Final», se celebró la Conferencia de Wannsee cerca de Berlín, el 20 de enero de 1942, con quince altos funcionarios participantes, dirigido por Reinhard Heydrich y Adolf Eichmann. Las actas de esta reunión proporcionarían la prueba más clara de la planificación del Holocausto. El 22 de febrero, Hitler fue grabado diciendo a sus socios, «vamos a recuperar nuestra salud sólo con la eliminación de los judíos».[cita requerida]
| Predecesor: Paul von Hindenburg (presidente) | Führer de Alemania 1934-1945                     | Sucesor: Karl Dönitz (presidente) |
| Predecesor: Kurt von Schleicher              | Canciller imperial de Alemania 1933-1945         | Sucesor: Joseph Goebbels          |
| Predecesor: Anton Drexler                    | Líder del Partido Nazi 1921-1945                 | Sucesor: Martin Bormann           |
| Predecesor: Franz Pfeffer von Salomon        | Comandante de las Sturmabteilung 1930-1931       | Sucesor: Ernst Röhm               |
| Predecesor: Walther von Brauchitsch          | Alto mando del Oberkommando des Heeres 1941-1945 | Sucesor: Ferdinand Schörner       |
| Predecesor: Chiang Kai-shek Soong May-ling   | Persona del año para Time 1938                   | Sucesor: Iósif Stalin             |
| Predecesor: —                                | Reichsstatthalter de Prusia 1933-1935            | Sucesor: Hermann Göring           |